# 1972
Portal Geschichte | Portal Biografien | Aktuelle Ereignisse | Jahreskalender | Tagesartikel

◄ |
19. Jahrhundert |
20. Jahrhundert
| 21. Jahrhundert

◄ |
1940er |
1950er |
1960er |
1970er
| 1980er | 1990er | 2000er | ►

◄◄ |
◄ |
1968 |
1969 |
1970 |
1971 |
1972
| 1973 | 1974 | 1975 | 1976 | ► | ►►
 Jan.
| Feb.
| Mär.
| Apr.
| Mai
| Jun.
| Jul.
| Aug.
| Sep.
| Okt.
| Nov.
| Dez.
Staatsoberhäupter · Wahlen · Nekrolog  · Literaturjahr · Musikjahr · Filmjahr · Rundfunkjahr · Sportjahr
| Januar | Januar | Januar | Januar | Januar | Januar | Januar | Januar |
| Kw     | Mo     | Di     | Mi     | Do     | Fr     | Sa     | So     |
| ------ | ------ | ------ | ------ | ------ | ------ | ------ | ------ |
| 52     |        |        |        |        |        | 1      | 2      |
| 1      | 3      | 4      | 5      | 6      | 7      | 8      | 9      |
| 2      | 10     | 11     | 12     | 13     | 14     | 15     | 16     |
| 3      | 17     | 18     | 19     | 20     | 21     | 22     | 23     |
| 4      | 24     | 25     | 26     | 27     | 28     | 29     | 30     |
| 5      | 31     |        |        |        |        |        |        |

| Februar | Februar | Februar | Februar | Februar | Februar | Februar | Februar |
| Kw      | Mo      | Di      | Mi      | Do      | Fr      | Sa      | So      |
| ------- | ------- | ------- | ------- | ------- | ------- | ------- | ------- |
| 5       |         | 1       | 2       | 3       | 4       | 5       | 6       |
| 6       | 7       | 8       | 9       | 10      | 11      | 12      | 13      |
| 7       | 14      | 15      | 16      | 17      | 18      | 19      | 20      |
| 8       | 21      | 22      | 23      | 24      | 25      | 26      | 27      |
| 9       | 28      | 29      |         |         |         |         |         |

| März | März | März | März | März | März | März | März |
| Kw   | Mo   | Di   | Mi   | Do   | Fr   | Sa   | So   |
| ---- | ---- | ---- | ---- | ---- | ---- | ---- | ---- |
| 9    |      |      | 1    | 2    | 3    | 4    | 5    |
| 10   | 6    | 7    | 8    | 9    | 10   | 11   | 12   |
| 11   | 13   | 14   | 15   | 16   | 17   | 18   | 19   |
| 12   | 20   | 21   | 22   | 23   | 24   | 25   | 26   |
| 13   | 27   | 28   | 29   | 30   | 31   |      |      |

| April | April | April | April | April | April | April | April |
| Kw    | Mo    | Di    | Mi    | Do    | Fr    | Sa    | So    |
| ----- | ----- | ----- | ----- | ----- | ----- | ----- | ----- |
| 13    |       |       |       |       |       | 1     | 2     |
| 14    | 3     | 4     | 5     | 6     | 7     | 8     | 9     |
| 15    | 10    | 11    | 12    | 13    | 14    | 15    | 16    |
| 16    | 17    | 18    | 19    | 20    | 21    | 22    | 23    |
| 17    | 24    | 25    | 26    | 27    | 28    | 29    | 30    |

| Mai | Mai | Mai | Mai | Mai | Mai | Mai | Mai |
| Kw  | Mo  | Di  | Mi  | Do  | Fr  | Sa  | So  |
| --- | --- | --- | --- | --- | --- | --- | --- |
| 18  | 1   | 2   | 3   | 4   | 5   | 6   | 7   |
| 19  | 8   | 9   | 10  | 11  | 12  | 13  | 14  |
| 20  | 15  | 16  | 17  | 18  | 19  | 20  | 21  |
| 21  | 22  | 23  | 24  | 25  | 26  | 27  | 28  |
| 22  | 29  | 30  | 31  |     |     |     |     |

| Juni | Juni | Juni | Juni | Juni | Juni | Juni | Juni |
| Kw   | Mo   | Di   | Mi   | Do   | Fr   | Sa   | So   |
| ---- | ---- | ---- | ---- | ---- | ---- | ---- | ---- |
| 22   |      |      |      | 1    | 2    | 3    | 4    |
| 23   | 5    | 6    | 7    | 8    | 9    | 10   | 11   |
| 24   | 12   | 13   | 14   | 15   | 16   | 17   | 18   |
| 25   | 19   | 20   | 21   | 22   | 23   | 24   | 25   |
| 26   | 26   | 27   | 28   | 29   | 30   |      |      |

| Juli | Juli | Juli | Juli | Juli | Juli | Juli | Juli |
| Kw   | Mo   | Di   | Mi   | Do   | Fr   | Sa   | So   |
| ---- | ---- | ---- | ---- | ---- | ---- | ---- | ---- |
| 26   |      |      |      |      |      | 1    | 2    |
| 27   | 3    | 4    | 5    | 6    | 7    | 8    | 9    |
| 28   | 10   | 11   | 12   | 13   | 14   | 15   | 16   |
| 29   | 17   | 18   | 19   | 20   | 21   | 22   | 23   |
| 30   | 24   | 25   | 26   | 27   | 28   | 29   | 30   |
| 31   | 31   |      |      |      |      |      |      |

| August | August | August | August | August | August | August | August |
| Kw     | Mo     | Di     | Mi     | Do     | Fr     | Sa     | So     |
| ------ | ------ | ------ | ------ | ------ | ------ | ------ | ------ |
| 31     |        | 1      | 2      | 3      | 4      | 5      | 6      |
| 32     | 7      | 8      | 9      | 10     | 11     | 12     | 13     |
| 33     | 14     | 15     | 16     | 17     | 18     | 19     | 20     |
| 34     | 21     | 22     | 23     | 24     | 25     | 26     | 27     |
| 35     | 28     | 29     | 30     | 31     |        |        |        |

| September | September | September | September | September | September | September | September |
| Kw        | Mo        | Di        | Mi        | Do        | Fr        | Sa        | So        |
| --------- | --------- | --------- | --------- | --------- | --------- | --------- | --------- |
| 35        |           |           |           |           | 1         | 2         | 3         |
| 36        | 4         | 5         | 6         | 7         | 8         | 9         | 10        |
| 37        | 11        | 12        | 13        | 14        | 15        | 16        | 17        |
| 38        | 18        | 19        | 20        | 21        | 22        | 23        | 24        |
| 39        | 25        | 26        | 27        | 28        | 29        | 30        |           |

| Oktober | Oktober | Oktober | Oktober | Oktober | Oktober | Oktober | Oktober |
| Kw      | Mo      | Di      | Mi      | Do      | Fr      | Sa      | So      |
| ------- | ------- | ------- | ------- | ------- | ------- | ------- | ------- |
| 39      |         |         |         |         |         |         | 1       |
| 40      | 2       | 3       | 4       | 5       | 6       | 7       | 8       |
| 41      | 9       | 10      | 11      | 12      | 13      | 14      | 15      |
| 42      | 16      | 17      | 18      | 19      | 20      | 21      | 22      |
| 43      | 23      | 24      | 25      | 26      | 27      | 28      | 29      |
| 44      | 30      | 31      |         |         |         |         |         |

| November | November | November | November | November | November | November | November |
| Kw       | Mo       | Di       | Mi       | Do       | Fr       | Sa       | So       |
| -------- | -------- | -------- | -------- | -------- | -------- | -------- | -------- |
| 44       |          |          | 1        | 2        | 3        | 4        | 5        |
| 45       | 6        | 7        | 8        | 9        | 10       | 11       | 12       |
| 46       | 13       | 14       | 15       | 16       | 17       | 18       | 19       |
| 47       | 20       | 21       | 22       | 23       | 24       | 25       | 26       |
| 48       | 27       | 28       | 29       | 30       |          |          |          |

| Dezember | Dezember | Dezember | Dezember | Dezember | Dezember | Dezember | Dezember |
| Kw       | Mo       | Di       | Mi       | Do       | Fr       | Sa       | So       |
| -------- | -------- | -------- | -------- | -------- | -------- | -------- | -------- |
| 48       |          |          |          |          | 1        | 2        | 3        |
| 49       | 4        | 5        | 6        | 7        | 8        | 9        | 10       |
| 50       | 11       | 12       | 13       | 14       | 15       | 16       | 17       |
| 51       | 18       | 19       | 20       | 21       | 22       | 23       | 24       |
| 52       | 25       | 26       | 27       | 28       | 29       | 30       | 31       |

| Januar | Januar | Januar | Januar | Januar | Januar | Januar | Januar |
| Kw     | Mo     | Di     | Mi     | Do     | Fr     | Sa     | So     |
| ------ | ------ | ------ | ------ | ------ | ------ | ------ | ------ |
| 52     |        |        |        |        |        | 1      | 2      |
| 1      | 3      | 4      | 5      | 6      | 7      | 8      | 9      |
| 2      | 10     | 11     | 12     | 13     | 14     | 15     | 16     |
| 3      | 17     | 18     | 19     | 20     | 21     | 22     | 23     |
| 4      | 24     | 25     | 26     | 27     | 28     | 29     | 30     |
| 5      | 31     |        |        |        |        |        |        |

| Februar | Februar | Februar | Februar | Februar | Februar | Februar | Februar |
| Kw      | Mo      | Di      | Mi      | Do      | Fr      | Sa      | So      |
| ------- | ------- | ------- | ------- | ------- | ------- | ------- | ------- |
| 5       |         | 1       | 2       | 3       | 4       | 5       | 6       |
| 6       | 7       | 8       | 9       | 10      | 11      | 12      | 13      |
| 7       | 14      | 15      | 16      | 17      | 18      | 19      | 20      |
| 8       | 21      | 22      | 23      | 24      | 25      | 26      | 27      |
| 9       | 28      | 29      |         |         |         |         |         |

| März | März | März | März | März | März | März | März |
| Kw   | Mo   | Di   | Mi   | Do   | Fr   | Sa   | So   |
| ---- | ---- | ---- | ---- | ---- | ---- | ---- | ---- |
| 9    |      |      | 1    | 2    | 3    | 4    | 5    |
| 10   | 6    | 7    | 8    | 9    | 10   | 11   | 12   |
| 11   | 13   | 14   | 15   | 16   | 17   | 18   | 19   |
| 12   | 20   | 21   | 22   | 23   | 24   | 25   | 26   |
| 13   | 27   | 28   | 29   | 30   | 31   |      |      |

| April | April | April | April | April | April | April | April |
| Kw    | Mo    | Di    | Mi    | Do    | Fr    | Sa    | So    |
| ----- | ----- | ----- | ----- | ----- | ----- | ----- | ----- |
| 13    |       |       |       |       |       | 1     | 2     |
| 14    | 3     | 4     | 5     | 6     | 7     | 8     | 9     |
| 15    | 10    | 11    | 12    | 13    | 14    | 15    | 16    |
| 16    | 17    | 18    | 19    | 20    | 21    | 22    | 23    |
| 17    | 24    | 25    | 26    | 27    | 28    | 29    | 30    |

| Mai | Mai | Mai | Mai | Mai | Mai | Mai | Mai |
| Kw  | Mo  | Di  | Mi  | Do  | Fr  | Sa  | So  |
| --- | --- | --- | --- | --- | --- | --- | --- |
| 18  | 1   | 2   | 3   | 4   | 5   | 6   | 7   |
| 19  | 8   | 9   | 10  | 11  | 12  | 13  | 14  |
| 20  | 15  | 16  | 17  | 18  | 19  | 20  | 21  |
| 21  | 22  | 23  | 24  | 25  | 26  | 27  | 28  |
| 22  | 29  | 30  | 31  |     |     |     |     |

| Juni | Juni | Juni | Juni | Juni | Juni | Juni | Juni |
| Kw   | Mo   | Di   | Mi   | Do   | Fr   | Sa   | So   |
| ---- | ---- | ---- | ---- | ---- | ---- | ---- | ---- |
| 22   |      |      |      | 1    | 2    | 3    | 4    |
| 23   | 5    | 6    | 7    | 8    | 9    | 10   | 11   |
| 24   | 12   | 13   | 14   | 15   | 16   | 17   | 18   |
| 25   | 19   | 20   | 21   | 22   | 23   | 24   | 25   |
| 26   | 26   | 27   | 28   | 29   | 30   |      |      |

| Juli | Juli | Juli | Juli | Juli | Juli | Juli | Juli |
| Kw   | Mo   | Di   | Mi   | Do   | Fr   | Sa   | So   |
| ---- | ---- | ---- | ---- | ---- | ---- | ---- | ---- |
| 26   |      |      |      |      |      | 1    | 2    |
| 27   | 3    | 4    | 5    | 6    | 7    | 8    | 9    |
| 28   | 10   | 11   | 12   | 13   | 14   | 15   | 16   |
| 29   | 17   | 18   | 19   | 20   | 21   | 22   | 23   |
| 30   | 24   | 25   | 26   | 27   | 28   | 29   | 30   |
| 31   | 31   |      |      |      |      |      |      |

| August | August | August | August | August | August | August | August |
| Kw     | Mo     | Di     | Mi     | Do     | Fr     | Sa     | So     |
| ------ | ------ | ------ | ------ | ------ | ------ | ------ | ------ |
| 31     |        | 1      | 2      | 3      | 4      | 5      | 6      |
| 32     | 7      | 8      | 9      | 10     | 11     | 12     | 13     |
| 33     | 14     | 15     | 16     | 17     | 18     | 19     | 20     |
| 34     | 21     | 22     | 23     | 24     | 25     | 26     | 27     |
| 35     | 28     | 29     | 30     | 31     |        |        |        |

| September | September | September | September | September | September | September | September |
| Kw        | Mo        | Di        | Mi        | Do        | Fr        | Sa        | So        |
| --------- | --------- | --------- | --------- | --------- | --------- | --------- | --------- |
| 35        |           |           |           |           | 1         | 2         | 3         |
| 36        | 4         | 5         | 6         | 7         | 8         | 9         | 10        |
| 37        | 11        | 12        | 13        | 14        | 15        | 16        | 17        |
| 38        | 18        | 19        | 20        | 21        | 22        | 23        | 24        |
| 39        | 25        | 26        | 27        | 28        | 29        | 30        |           |

| Oktober | Oktober | Oktober | Oktober | Oktober | Oktober | Oktober | Oktober |
| Kw      | Mo      | Di      | Mi      | Do      | Fr      | Sa      | So      |
| ------- | ------- | ------- | ------- | ------- | ------- | ------- | ------- |
| 39      |         |         |         |         |         |         | 1       |
| 40      | 2       | 3       | 4       | 5       | 6       | 7       | 8       |
| 41      | 9       | 10      | 11      | 12      | 13      | 14      | 15      |
| 42      | 16      | 17      | 18      | 19      | 20      | 21      | 22      |
| 43      | 23      | 24      | 25      | 26      | 27      | 28      | 29      |
| 44      | 30      | 31      |         |         |         |         |         |

| November | November | November | November | November | November | November | November |
| Kw       | Mo       | Di       | Mi       | Do       | Fr       | Sa       | So       |
| -------- | -------- | -------- | -------- | -------- | -------- | -------- | -------- |
| 44       |          |          | 1        | 2        | 3        | 4        | 5        |
| 45       | 6        | 7        | 8        | 9        | 10       | 11       | 12       |
| 46       | 13       | 14       | 15       | 16       | 17       | 18       | 19       |
| 47       | 20       | 21       | 22       | 23       | 24       | 25       | 26       |
| 48       | 27       | 28       | 29       | 30       |          |          |          |

| Dezember | Dezember | Dezember | Dezember | Dezember | Dezember | Dezember | Dezember |
| Kw       | Mo       | Di       | Mi       | Do       | Fr       | Sa       | So       |
| -------- | -------- | -------- | -------- | -------- | -------- | -------- | -------- |
| 48       |          |          |          |          | 1        | 2        | 3        |
| 49       | 4        | 5        | 6        | 7        | 8        | 9        | 10       |
| 50       | 11       | 12       | 13       | 14       | 15       | 16       | 17       |
| 51       | 18       | 19       | 20       | 21       | 22       | 23       | 24       |
| 52       | 25       | 26       | 27       | 28       | 29       | 30       | 31       |

Im Jahr 1972 verschiebt sich das Machtgefüge zwischen den Blöcken im Kalten Krieg: Die Volksrepublik China, die im Vorjahr in die UNO aufgenommen wurde, nähert sich durch Richard Nixons Besuch in China den USA an. Währenddessen normalisieren sich die Beziehungen zwischen der Bundesrepublik und der DDR durch das Transitabkommen und den Grundlagenvertrag.
Die Olympischen Sommerspiele in München werden von der Geiselnahme der israelischen Athleten überschattet.
Das Jahr 1972 war das längste Jahr des gregorianischen Kalenders. Es war als Schaltjahr um einen Tag und zwei Schaltsekunden länger als üblich.

## Ereignisse

### Politik und Weltgeschehen

#### Internationale Beziehungen
Vor dem Hintergrund des chinesisch-sowjetischen Zerwürfnisses stattet Richard Nixon der VR China einen offiziellen Besuch ab.
Mit dem ABM-Vertrag zwischen den USA und der UdSSR wird der erste SALT-Vertrag zur Eindämmung des nuklearen Wettrüstens geschlossen.

#### USA
Die Watergate-Affäre und Proteste gegen den Vietnamkrieg bestimmen die amerikanische Innenpolitik.

#### Bundesrepublik Deutschland und DDR
- Bundesrepublik und DDR schließen zwei entscheidende Abkommen, um ihre Beziehungen zu normalisieren: das Transitabkommen und den Grundlagenvertrag. Es sind die beiden wichtigsten Verträge der Neuen Ostpolitik unter Bundeskanzler Willy Brandt.
- Schwerin überschreitet die 100.000-Einwohner-Grenze und wird damit zur Großstadt.

#### Nordirland
Am 30. Januar werden in der nordirischen Stadt Derry bei einer Demonstration für Bürgerrechte und gegen die Internment-Politik der britischen Regierung 13 unbewaffnete Zivilisten von britischen Fallschirmjägern erschossen und 13 weitere angeschossen (von denen einer an den Spätfolgen stirbt). Dieser später als Bloody Sunday bezeichnete Tag führt zur Eskalation des Nordirlandkonfliktes.

#### Japan
Die USA geben zum 15. Mai die Kontrolle über Ryūkyū- und Daitō-Inseln (Präfektur Okinawa) an Japan zurück.

#### Januar

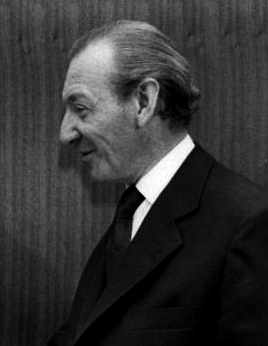
Kurt Waldheim

- 01. Januar: Nello Celio wird Bundespräsident der Schweiz.
- 01. Januar: Der indonesische Präsident Hadji Mohamed Suharto erlässt eine Teil-Amnestie für die Putschisten von 1965.
- 01. Januar: Polen und die DDR führen den pass- und visafreien Grenzverkehr ein.
- 01. Januar: Kurt Waldheim wird Generalsekretär der Vereinten Nationen.
- 10. Januar: Scheich Mujibur Rahman verkündet in Dhaka die Loslösung des formell bereits unabhängigen Bangladeschs von West-Pakistan und übernimmt die Regierungsbildung.
- 15. Januar: Margrethe II. wird Königin von Dänemark.
- 17. Januar: Bangladesch erhält seine endgültige Staatsflagge.
- 18. Januar: Bahrain wird Mitglied in der UNESCO.
- 27. Januar: Katar wird Mitglied in der UNESCO.
- 28. Januar: Regierungschefs des Bundes und der Länder beschließen den so genannten Radikalenerlass
- 30. Januar: Nordirischer Blutsonntag
- 30. Januar: Pakistan tritt aus dem Commonwealth aus.

#### Februar
- 10. Februar: Oman wird Mitglied der UNESCO.
- 11. Februar: Ra’s al-Chaima tritt als siebtes und letztes Emirat der ehemaligen Trucial States den im Dezember 1971 entstandenen Vereinigten Arabischen Emiraten bei.
- 11. Februar: Der Deutsche Fernsehfunk wird in Fernsehen der DDR umbenannt.
- 15. Februar: In der Oslo-Konvention einigen sich zwölf europäische Atlantik-Anrainerstaaten auf Maßnahmen zur Verhütung weiterer Meeresverschmutzung.
- 19. Februar: Doppelbesteuerungsabkommen zwischen der Bundesrepublik Deutschland und Singapur
- 22. Februar: Chalifa bin Hamad Al Thani übernimmt die Staats- und Regierungsgewalt in Katar.
- 23. Februar: Ein Lufthansa-Flugzeug wird nach Aden entführt; arabische Terroristen fordern ein Lösegeld von umgerechnet 16 Millionen D-Mark.
- 25. Februar: Die deutsche Bundesregierung beendet durch Zahlung eines Lösegeldes von fünf Millionen US-Dollar die Flugzeugentführung eines Jumbo-Jets durch arabische Terroristen nach Aden (Südjemen).
- 27. Februar: Die Regierung des Sudan und südsudanesische Rebellen unterzeichnen das Addis-Abeba-Abkommen, welches den ersten Bürgerkrieg im Südsudan beendet.

#### März
- 01. März: Die Grenzen des Wachstums des Club of Rome erscheint
- 09. März: In der Abstimmung über das Gesetz über die Unterbrechung der Schwangerschaft gibt es in der Volkskammer der DDR bis zur späteren Wende die ersten und einzigen Gegenstimmen. Neben 14 religiös motivierten Neinstimmen aus den Reihen der Ost-CDU werden noch acht Enthaltungen gezählt.

#### April
- 20. April: Die Vereinigten Arabischen Emirate werden Mitglied in der UNESCO
- 23. April: In einem Referendum in Frankreich stimmen 68,3 Prozent der Wähler der geplanten Erweiterung der Europäischen Wirtschaftsgemeinschaft (Beitritt des Vereinigten Königreichs, Irlands, Dänemarks und Norwegens – letzterer aber dann nicht realisiert) zu.
- 27. April: Ein Konstruktives Misstrauensvotum gegen Bundeskanzler Willy Brandt, das Rainer Barzel als Nachfolger vorschlägt, schlägt fehl.
- 29. April: Erste deutsche Schwulendemo in Münster

#### Mai
- 10. Mai: In einem Referendum in Irland stimmt eine Mehrheit für den Beitritt zur Europäischen Wirtschaftsgemeinschaft.
- 20. Mai: Volksabstimmung zur Vereinigten Republik Kamerun
- 22. Mai: Ceylon gibt sich eine neue Verfassung und wird eine Republik unter dem Namen Sri Lanka
- 26. Mai: Richard Nixon und Leonid Breschnew unterzeichnen die SALT I Verträge.
- 30. Mai: Beim Massaker am Flughafen Lod töten japanische Terroristen 26 Menschen.

#### Juni
- 01. Juni: Irak (unter Ahmad Hasan al-Bakr) verstaatlicht die gesamte Erdölindustrie.
- 01. Juni: Andreas Baader und andere Mitglieder der Rote Armee Fraktion werden in Frankfurt am Main nach einer Schießerei verhaftet.
- 03. Juni: Das Transitabkommen zwischen den beiden deutschen Staaten Bundesrepublik Deutschland und DDR tritt in Kraft.
- 05. Juni: Eröffnungstag der ersten Weltumweltkonferenz in Stockholm, wird seitdem alljährlich als Weltumwelttag gefeiert.
- 06. Juni: In Hwange, Simbabwe kommt es zu einer Methanexplosion in der dortigen Kohlemine. Das Wankie coal mine disaster ist eines der größten das jemals geschah. 427 Menschen kamen dabei ums Leben.
- 07. Juni: Doppelbesteuerungsabkommen zwischen der Bundesrepublik Deutschland und Marokko
- 08. Juni: Ägypten. Wiederaufnahme diplomatischer Beziehungen zur Bundesrepublik Deutschland
- 09. Juni: Der Bundestag beschließt die Absenkung des aktiven Wahlalters auf 18 Jahre
- 15. Juni: Ulrike Meinhof und Gerhard Müller von der Rote Armee Fraktion werden in der Wohnung eines Lehrers bei Hannover verhaftet (siehe hier)
- 16. Juni: In Stockholm endet die erste Konferenz der Vereinten Nationen über die Umwelt des Menschen. Sie wird als Beginn einer internationalen Umweltpolitik angesehen.
- 17. Juni: Einbruch ins Watergate-Gebäude in Washington D.C., Auslöser der Watergate-Affäre

#### Juli
- 01. Juli In Bayern tritt das Gesetz zur Stärkung der kommunalen Selbstverwaltung in Kraft. Die Anzahl der Landkreise und kreisfreien Städte verringert sich dadurch von 143 auf 71; 23 von zuvor 48 kreisfreien Städten verlieren ihre Kreisfreiheit. In der Folge verringert sich bis 1978 noch die Anzahl der kreisangehörigen Gemeinden von 6962 auf 2031.

#### August
- 10. August: Über dem amerikanischen Bundesstaat Utah tritt der Meteorit US19720810 in die Erdatmosphäre ein, nähert sich der Erde bis auf minimal 53 Kilometer und verlässt die Erdatmosphäre nach etwa 1 ½ Minuten wieder. Der als leuchtender „Feuerball“ sichtbare Himmelskörper ist das erste, eindeutig dokumentierte Ereignis dieser Art.
- 16. August: In Rabat putschen Offiziere gegen König Hassan II. und rufen die Republik Marokko aus. Der Aufstand scheitert, Innenminister Mohammed Oufkir begeht nach offizieller Darstellung Suizid.

#### September
- 05. September: München. Geiselnahme von München: Acht Mitglieder der palästinensischen Terrororganisation „Schwarzer September“ nehmen elf Athleten des israelischen Olympiateams als Geiseln und fordern die Freilassung von 232 Palästinensern. Die Geiselnahme endet mit einer gescheiterten Geiselbefreiung auf dem Flugplatz Fürstenfeldbruck, bei der alle Geiseln, fünf Terroristen und ein Polizist sterben.
- 14. September: Aufnahme diplomatischer Beziehungen zwischen der Bundesrepublik Deutschland und Polen
- 20. September: Willy Brandt stellt im Bundestag die Vertrauensfrage, die von diesem abschlägig beantwortet wird: Es finden vorgezogene Neuwahlen statt.
- 20. September: Die Aufstellung zweisprachiger Ortstafeln im österreichischen Bundesland Kärnten fördert den Ortstafelstreit. Noch in der Nacht setzt der Ortstafelsturm ein.
- 25. September: Die Norweger lehnen mit 54 % bei der Volksabstimmung den Beitritt zur EWG ab.

#### Oktober
- 02. Oktober: Bei einer Volksabstimmung in Dänemark stimmt eine Mehrheit von 63,3 Prozent für den EWG-Beitritt des Landes.
- 05. Oktober: Die Partei „Front National“ wird im Salle des Horticulteurs in Paris gegründet.
- 07. Oktober: Der erste Uganda-Tansania-Krieg endet nach somalischer Vermittlung mit einem Waffenstillstand.
- 10. Oktober: Watergate-Affäre: FBI-Agenten teilen mit, dass der Einbruch ins Hauptquartier der Demokraten Teil einer politischen Sabotageaktion des Weißen Hauses sei
- 27. Oktober: Bangladesch wird Mitglied in der UNESCO
- 29. Oktober: Das Ehrenmal des Deutschen Heeres auf der Festung Ehrenbreitstein in Koblenz wird eingeweiht

#### November
- 07. November: Richard Nixon besiegt George McGovern in den US-Präsidentschaftswahlen mit großem Stimmenvorsprung

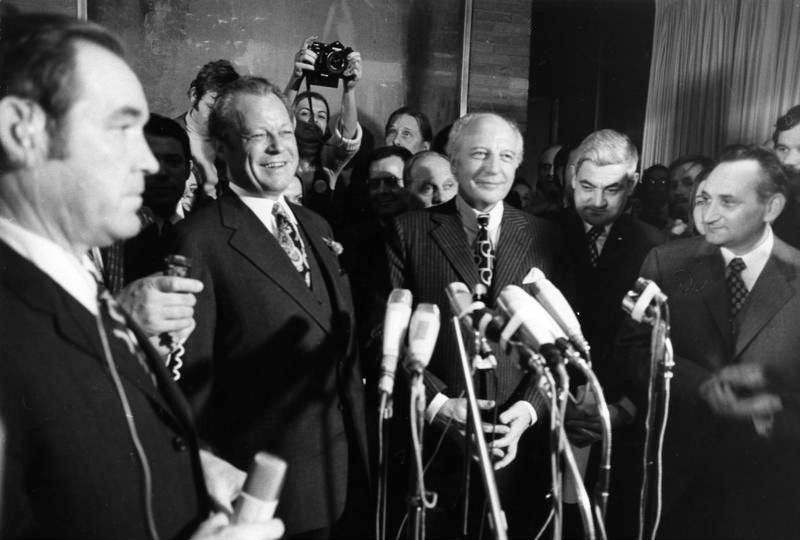
Wahlabend der Bundestagswahl 1972

- Am 14. November wird Johannes-Leo Hoffmann (1941–1972) als erste Person bei einem Fluchtversuch aus der DDR über die innerdeutsche Grenze in Richtung Bundesrepublik durch eine von der DDR dort installierte Selbstschussanlage getötet.
- 19. November: Die erste vorgezogene Bundestagswahl der Bundesrepublik findet statt; die SPD unter Willy Brandt erhält erstmals mehr Wählerstimmen als die CDU mit Kanzlerkandidat Rainer Barzel; Brandt bleibt Bundeskanzler (Kabinett Brandt II).
- 24. November: Doppelbesteuerungsabkommen zwischen der Bundesrepublik Deutschland und Australien

#### Dezember
- 14. Dezember: Willy Brandt wird vom Deutschen Bundestag ein zweites Mal zum Bundeskanzler gewählt.
- 18. Dezember: Abkommen über gegenseitige Unterstützung in Zollangelegenheiten zwischen der Bundesrepublik Deutschland und Schweden
- 18. Dezember: Doppelbesteuerungsabkommen zwischen der Bundesrepublik Deutschland und Polen
- 21. Dezember: Unterzeichnung des Grundlagenvertrags zwischen der DDR und der Bundesrepublik
- 28. Dezember: Die sterblichen Überreste von Martin Bormann werden in Berlin identifiziert
- 31. Dezember: Portugal tritt aus der UNESCO aus

#### Tag unbekannt
- Kim Il-sung wird Präsident Nordkoreas

### Wissenschaft und Technik
- 29. Januar: Das Kernkraftwerk Stade geht ans Netz.
- 04. Februar: Die Raumsonde Mariner 9 sendet Bilder vom Mars.
- 03. März: Start der Raumsonde Pioneer 10
- 16. April: Start der Apollo-16-Mission
- 30. Juni Die Physikalisch-Technische Bundesanstalt in Braunschweig fügt erstmals in Deutschland nach 23:59:59 eine Schaltsekunde ein.
- 01. August: Das mit 100 m Durchmesser bis dahin größte frei bewegliche Radioteleskop der Welt wird bei Effelsberg in Betrieb genommen.
- 18. August: Die Universität Málaga nimmt ihren Lehrbetrieb auf.
- 30. September: Die Ölandsbron wird in Schweden eröffnet, eine der längsten europäischen Brücken.
- 28. Oktober: Erstflug des Airbus A300
- 07. Dezember: Start der Apollo-17-Mission, der letzten Mond-Mission
- 14. Dezember: Eugene Andrew Cernan verlässt als vorläufig letzter Mensch den Mond.

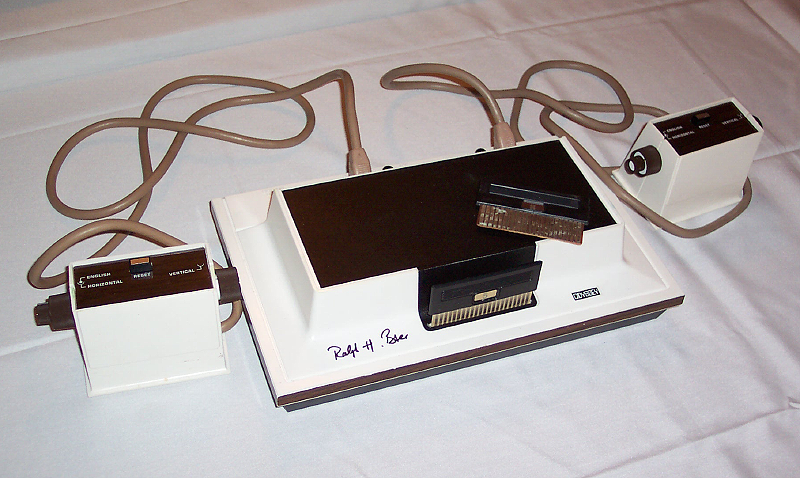
Magnavox Odyssey

- Die Magnavox Odyssey, die erste Spielkonsole, kommt auf den Markt.
- Magirus-Deutz baut das erste Feuerwehrfahrzeug der Welt, das sowohl schienen- als auch straßentauglich ist. Es wurde z. B. von der Frankfurter Feuerwehr für Einsätze in U-Bahn-Tunneln beschafft.
- Das Sozialexperiment Abecedarian Early Intervention Project beginnt in North Carolina, USA.

### Kultur
- 28. Januar: Uraufführung der Oper Treemonisha von Scott Joplin in Atlanta, Georgia
- 09. Februar: Wings spielen ihr erstes Konzert (Universität Nottingham)
- 10. März: Der US-amerikanische Science-Fiction-Film Lautlos im Weltraum kommt in die amerikanischen Kinos.
- 13. April: Mit der Nummer 17/72 erscheint die erste Ausgabe des Comicmagazins Zack.
- 16. April: Uraufführung der Oper Noch einen Löffel Gift, Liebling von Siegfried Matthus an der Komischen Oper Berlin
- 21. Mai: Ein verwirrter Mann beschädigt in einem Akt von Vandalismus Michelangelos Pietà im Petersdom. Der Täter schlägt mit einem Hammer auf die Skulptur ein.
- 27. Mai: Die erste Folge von Star Trek (Raumschiff Enterprise) wird im Deutschen Fernsehen gezeigt.
- Die Documenta 5 – Weltausstellung der Kunst findet vom 30. Juni bis 8. Oktober in Kassel statt,
- 07. August: Eröffnung der Universität-Gesamthochschule Duisburg
- 23. Oktober: Uraufführung der Oper Elisabeth Tudor von Wolfgang Fortner in Berlin
- 13. Dezember: Radio Bremen zeigt im Deutschen Fernsehen die erste Folge der für jüngeres Publikum gedachten Musikshow Musikladen.
- Gründung der Universität Tromsø
- Gründung der Universität-Gesamthochschule Duisburg
- Gründung der Universität-Gesamthochschule Essen
- Gründung des Musée alsacien de Haguenau

### Musik
Siehe auch: Kategorie:Musik 1972
- Vicky Leandros gewinnt am 25. März in Edinburgh mit dem Lied Après toi für Luxemburg die 17. Auflage des Eurovision Song Contest
- Am 29. März nehmen die vier Künstler Agnetha Fältskog, Björn Ulvaeus, Benny Andersson und Anni-Frid Lyngstad zusammen als „Björn und Benny, Agnetha und Anni-Frid“ ihre erste Single People Need Love auf; ab 1974 sollte die Band unter dem Namen ABBA weltweit bekannt werden[1]
- In Ost-Berlin wird die ostdeutsche Rockgruppe City gegründet
- Die amerikanische Rockband Creedence Clearwater Revival trennt sich nach nur 5 Jahren
- Die US-amerikanische Hard-Rock-Band Van Halen wird gegründet

### Gesellschaft
- 04. Januar: Die Richterin Rose Heilbron wird als erste Frau am Londoner Strafgerichtshof Old Bailey eingesetzt.
- 16. Januar: Das bundesdeutsche Bundesinnenministerium verfügt, dass der Gebrauch der Bezeichnung „Fräulein“ in Bundesbehörden zu unterlassen sei. Für jede weibliche Erwachsene ist die Anrede „Frau“ zu verwenden.

### Religion
- 15. August: Das Motu proprio „Ministeria quaedam“ von Papst Paul VI. wird veröffentlicht. In ihm werden sämtliche Weiheämter neu geregelt, unter anderem wird das seit dem 3. Jahrhundert bestehende Subdiakonat der römisch-katholischen Kirche gestrichen.
- 23. September: In der Schweiz wird die Synode 72 eröffnet. Die römisch-katholischen Bischöfe wollen die Beschlüsse des Zweiten Vatikanischen Konzils in einer Reihe von Veranstaltungen mit Betroffenen und interessierten Laien umsetzen.
- 30. November: Papst Paul VI. genehmigt mit der Apostolischen Konstitution Sacram Unctionem Infirmorum den ab 1. Januar 1974 anzuwendenden, modifizierten Ritus der Krankensalbung, bekannt als Letzte Ölung.

### Wirtschaft

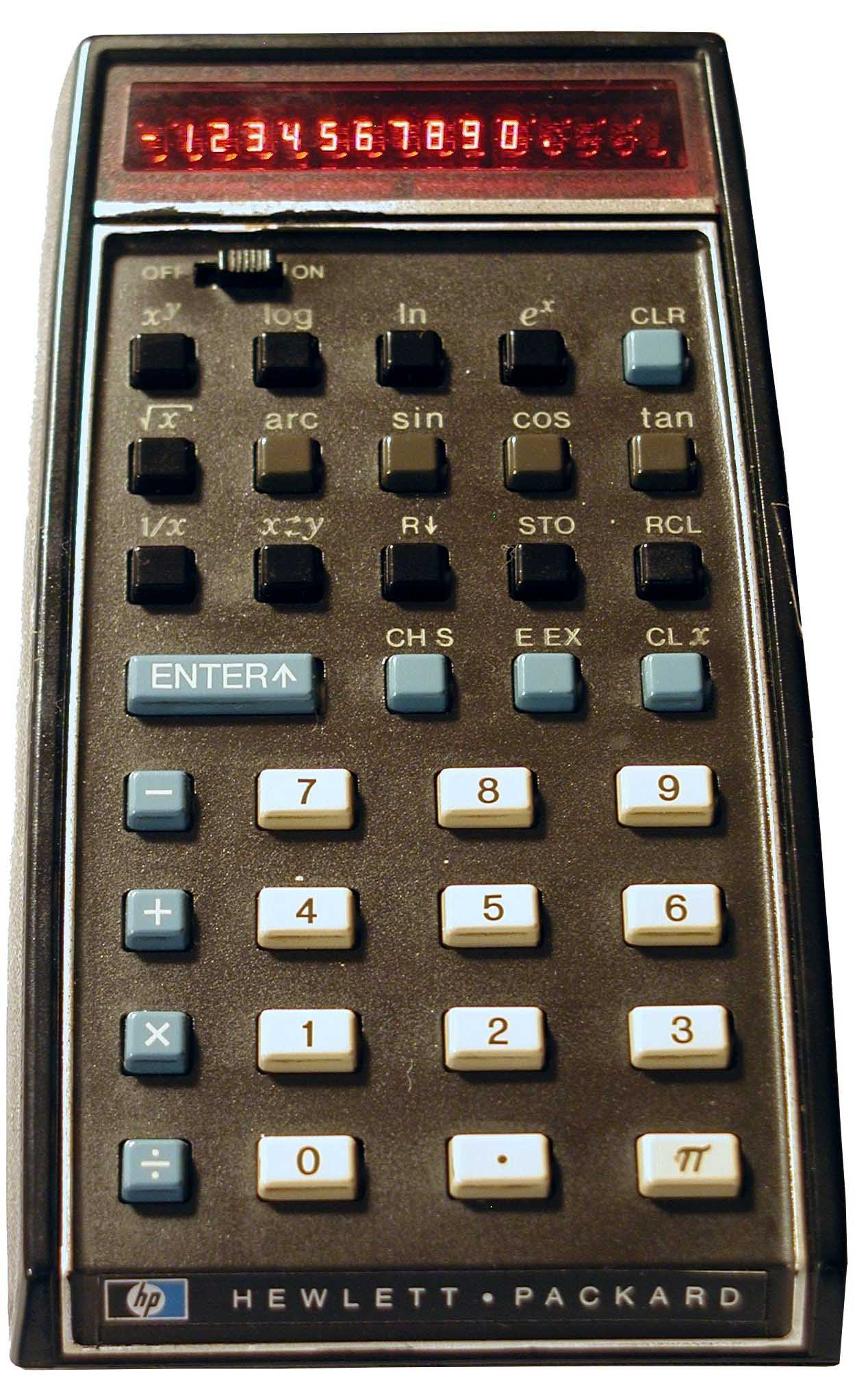
HP-35

- 01. Februar: Die Firma Hewlett-Packard bringt mit dem HP-35 den ersten wissenschaftlichen Taschenrechner auf den Markt.
- 01. März: Die U-Bahn Nürnberg nimmt den Betrieb auf dem ersten Abschnitt zwischen Langwasser Süd und Bauernfeindstraße auf.
- 20. März: Der Internationale Flughafen der Seychellen wird von der britischen Königin Elisabeth II. eröffnet.
- 10. April: In Basel einigen sich sechs Länder der Europäischen Gemeinschaft auf den Europäischen Wechselkursverbund. Das multilaterale Interventionssystem hat stabile Wechselkurse der Währungen der Teilnehmerländer zum Ziel. Ihre Bindung an den US-Dollar hat die Zentralbanken zu unerwünschten Aktionen am Devisenmarkt gezwungen.
- 27. Juni: Gründung der Bayerischen Landesbank.
- 27. Juni: Nolan Bushnell und Ted Dabney gründen in Kalifornien den Automatenhersteller und späteren Videospielproduzenten Atari.
- 01. August: Die Bauer-Verlagsgruppe bringt die deutsche Ausgabe des Männermagazins Playboy auf den Markt.
- Fünf ehemalige Mitarbeiter von IBM (Claus Wellenreuther, Hans-Werner Hector, Klaus Tschira, Dietmar Hopp und Hasso Plattner) gründen das Unternehmen Systemanalyse und Programmentwicklung – die heutige SAP AG – in Weinheim
- Das Mineralöl-Handelsunternehmen Adolf Präg eröffnet in Lagerlechfeld bei Augsburg unter der Marke Texaco die erste Selbstbedienungs-Tankstelle Europas

### Sport
Einträge von Leichtathletik-Weltrekorden siehe unter der jeweiligen Disziplin unter Leichtathletik.
- Ingolf Mork aus Norwegen gewinnt die Vierschanzentournee 1971/1972
- 15. Januar: Joe Frazier gewann seinen Boxkampf und Weltmeistertitel im Schwergewicht gegen Terry Daniels im Rivergate Auditorium, New Orleans, USA, durch technischen KO
- 23. Januar bis 8. Oktober: Austragung der 23. Formel-1-Weltmeisterschaft
- 03. bis 13. Februar: XI. Olympischen Winterspiele in Sapporo (Japan)
- 25. Mai: Joe Frazier gewann seinen Boxkampf und Weltmeistertitel im Schwergewicht gegen Ron Stander im Civic Auditorium, Omaha, Nebraska, USA, durch technischen KO
- 10. August: Gründung des Eishockeyvereins Kölner Haie
- 26. August bis 11. September: XX. Olympische Sommerspiele in München
- 01. September: Bobby Fischer wird durch den Sieg über Boris Spasski im sogenannten Match des Jahrhunderts elfter Schachweltmeister
- 03. September: Am Goldenen Sonntag siegen bei den Olympischen Spielen in München Klaus Wolfermann im Speerwurf, Hildegard Falck im 800-Meter-Lauf und Bernd Kannenberg im 50-km-Gehen.
- 10. September: Emerson Fittipaldi wird Formel-1-Weltmeister
- 11. September: Die Spiele der XX. Olympiade gehen in München einen Tag später als geplant mit der Schlussfeier zu Ende. Die Anwesenden erheben sich bei der Veranstaltung, um der Opfer beim Olympia-Attentat auf israelische Athleten zu gedenken.
- 21. Dezember: Klaus Wolfermann, Heide Rosendahl und die Hockeynationalmannschaft der Herren werden in Baden-Baden als Sportler des Jahres ausgezeichnet.
- Die deutsche Nationalelf gewinnt die Fußball-Europameisterschaft in Belgien
- Eddy Merckx gewinnt zum 4. Mal die Tour de France
- Erstmaliges Stattfinden des Hermannslaufs
- Der Eishockeyverein Atlanta Flames (heute Calgary Flames) wird gegründet

### Katastrophen
Kleinere Unglücksfälle sind in den Unterartikeln von Katastrophe und in der Liste von Katastrophen aufgeführt.
- 07. Januar: Beim Landeanflug auf Ibiza stürzt eine Sud Aviation Caravelle der spanischen Fluggesellschaft Iberia ab. Es gibt 104 Tote.
- 26. Januar: Absturz Jugoslovenski-Aerotransport-Flug JU 367 JAT von Stockholm über Kopenhagen nach Zagreb und Belgrad über dem Dorf Srbská Kamenice (CSSR) endete bis auf die Stewardess Vesna Vulović für alle weiteren 26 Insassen tödlich.
- 03. Februar: Im Iran setzt ein Schneesturm ein, der bis zum 9. Februar mehrere tausend Menschen das Leben kostet.
- 26. Februar: Der Buffalo-Creek-Dammbruch in West Virginia, USA verursacht bis zu 125 Todesopfer.
- 14. März: Al Fujayrah, Vereinigte Arabische Emirate. Eine Caravelle der Sterling Airways Aerospatiale stürzt ab. Alle 112 Menschen an Bord sterben.
- 10./12. April: Erdbeben der Stärke 7,1 im südlichen Iran mit 5.054 Toten.
- 05. Mai: Palermo, Italien. Eine Douglas DC-8 der Alitalia prallt während des Landeanflugs gegen einen Berg. Alle 115 Personen an Bord sterben.
- 09. Juni: Der Damm des Canyon Lake in Rapid City (South Dakota) bricht und verursacht eine Flutwelle.
- 18. Juni: London, Großbritannien. Absturz einer Hawker Siddeley Trident der BEA kurz nach dem Start. Alle 118 Menschen an Bord sterben.
- 14. August: Königs Wusterhausen, DDR. Interflug-Flug 450/742: Absturz einer Iljuschin Il-62 der Interflug, ausgelöst durch einen konstruktionsbedingten Brand einer Heißluftleitung. Alle 148 Passagiere sowie acht Besatzungsmitglieder kamen ums Leben.
- 13. Oktober: Moskau, UdSSR. Absturz einer Iljuschin Il-62 der russischen Aeroflot. Alle 176 Menschen sterben.
- 13. Oktober: Anden, Uruguay. Absturz der Fuerza-Aérea-Uruguaya-Flug 571. Von den 45 Menschen an Bord überleben 16 die 72 Tage in den schneebedeckten Bergen auf über 4.000 m, indem sie die Verstorbenen verspeisen (Kannibalismus).
- 13. November: Der Orkan Quimburga, auch Niedersachsen-Orkan genannt und bis dahin der schwerste Orkan der Region seit Beginn der Wetteraufzeichnungen, vernichtet durch Böen bis zu 170 km/h innerhalb weniger Stunden von der Nordseeküste bis nach Brandenburg große Teile der Forstbestände. Insgesamt kommen 47 Menschen ums Leben.
- 03. Dezember: Teneriffa, Spanien, ein Charterflugzeug vom Typ Convair Coronado der Spantax Airlines verunglückt beim Start. 165 Tote, davon 144 Deutsche.
- 23. Dezember: Erdbeben der Stärke 6,2 in Nicaragua, etwa 5.000 Tote.
- 29. Dezember: Eastern-Air-Lines-Flug 401 mit 176 Menschen an Bord stürzt etwa 20 km vor dem Miami International Airport in die Everglades. 75 Menschen überleben, 60 davon mit schweren Verletzungen, 101 Personen kommen ums Leben.

### Preisverleihungen
- Nobelpreise:

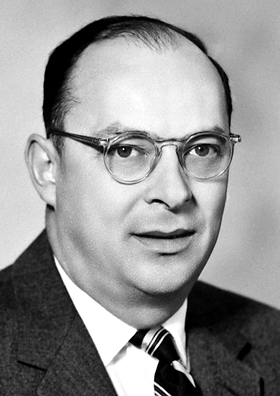
John Bardeen, 1956

  - Physik: John Bardeen, Leon Neil Cooper und John Robert Schrieffer
  - Chemie: Christian B. Anfinsen, Stanford Moore und William H. Stein
  - Medizin: Gerald M. Edelman und Rodney R. Porter
  - Literatur: Heinrich Böll
  - Friedensnobelpreis: (nicht verliehen)
  - Wirtschaftswissenschaft: John R. Hicks und Kenneth Arrow
- Edsger W. Dijkstra erhält den Turing-Preis
- Roy Jenkins erhält den Internationalen Karlspreis der Stadt Aachen
- Charles Chaplin erhält den Ehrenoscar für seine „unschätzbaren Verdienste um die Filmkunst“
- John Berger erhält den Booker Prize

## Geboren

### Januar
- 01. Januar: Marou Amadou, nigrischer Jurist und Politiker
- 01. Januar: Yiğit Bulut, türkischer Journalist († 2025)
- 01. Januar: Micaela Nevárez, puerto-ricanische Schauspielerin
- 01. Januar: Giovanni Pretorius, südafrikanischer Boxer († 2021)
- 01. Januar: Lilian Thuram, französischer Fußballspieler

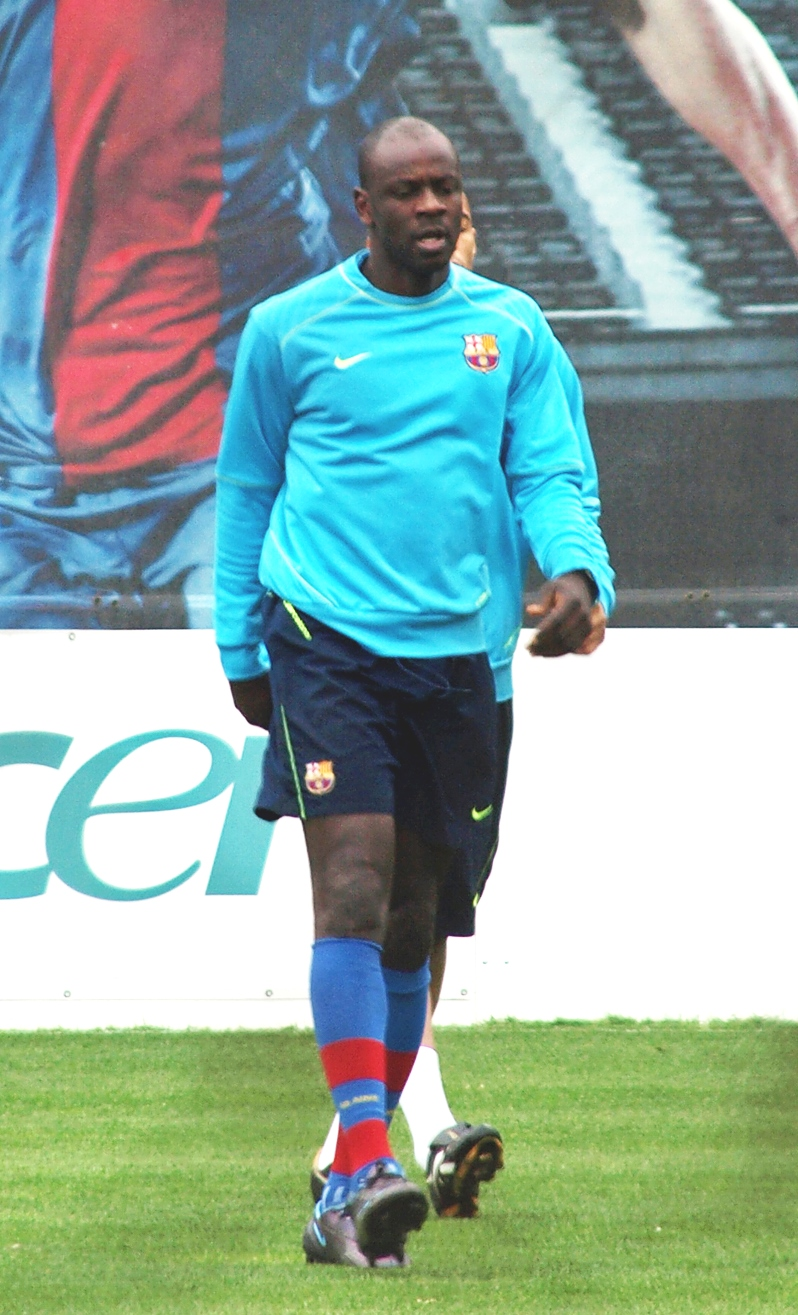
Lilian Thuram (2008)

- 02. Januar: Hanno Girke, deutscher Spielerfinder
- 02. Januar: Aljaksandra Pankina, belarussische Ruderin
- 02. Januar: Luís Pérez Companc, argentinischer Automobilrennfahrer und Unternehmer
- 02. Januar: René Ifrah, deutsch-amerikanischer Schauspieler
- 02. Januar: Britt Reinecke, deutsche Fernsehmoderatorin
- 03. Januar: Alisha Klass, US-amerikanische Pornodarstellerin
- 05. Januar: Ulrik Kirkely Hansen, dänischer Handballtrainer und Handballspieler
- 05. Januar: Nikki Nova, US-amerikanische Pornodarstellerin
- 05. Januar: Sakis Rouvas, griechischer Sänger
- 05. Januar: Sasha, deutscher Popsänger
- 05. Januar: Dmitri Torgowanow, russischer Handballspieler
- 05. Januar: Vincent Vosse, belgischer Automobilrennfahrer
- 06. Januar: Mina Agossi, französische Jazzsängerin und Songwriterin
- 06. Januar: Filippo Neviani, italienischer Rockmusiker
- 06. Januar: Natallja Woltschak, belarussische Ruderin
- 08. Januar: Giuseppe Favalli, italienischer Fußballspieler
- 08. Januar: Dieter Tappert, deutscher Comedian (Paul Panzer)
- 09. Januar: Alessandro Corona, italienischer Ruderer
- 10. Januar: Sandra Alter, deutsche Fußballspielerin
- 10. Januar: Shuntarō Furukawa, japanischer Manager
- 11. Januar: Kåre Conradi, norwegischer Schauspieler
- 11. Januar: Mathias Énard, französischer Arabist, Schriftsteller und Übersetzer
- 11. Januar: Thomas Hoersen, deutscher Fußballspieler
- 11. Januar: Amanda Peet, US-amerikanische Schauspielerin
- 12. Januar: Toto Wolff, österreichischer Automobilrennfahrer, Investor und Motorsportchef
- 13. Januar: Stefan Beinlich, deutscher Fußballspieler
- 13. Januar: Nicole Eggert, US-amerikanische Schauspielerin
- 13. Januar: Alexei Wassiljew, russischer Automobilrennfahrer
- 15. Januar: Murat Aslanoğlu, Vorsitzender des Koordinierungsrates des christlich-islamischen Dialogs
- 15. Januar: Shelia Burrell, US-amerikanische Leichtathletin
- 17. Januar: Benno Fürmann, deutscher Schauspieler Benno Fürmann (2008)

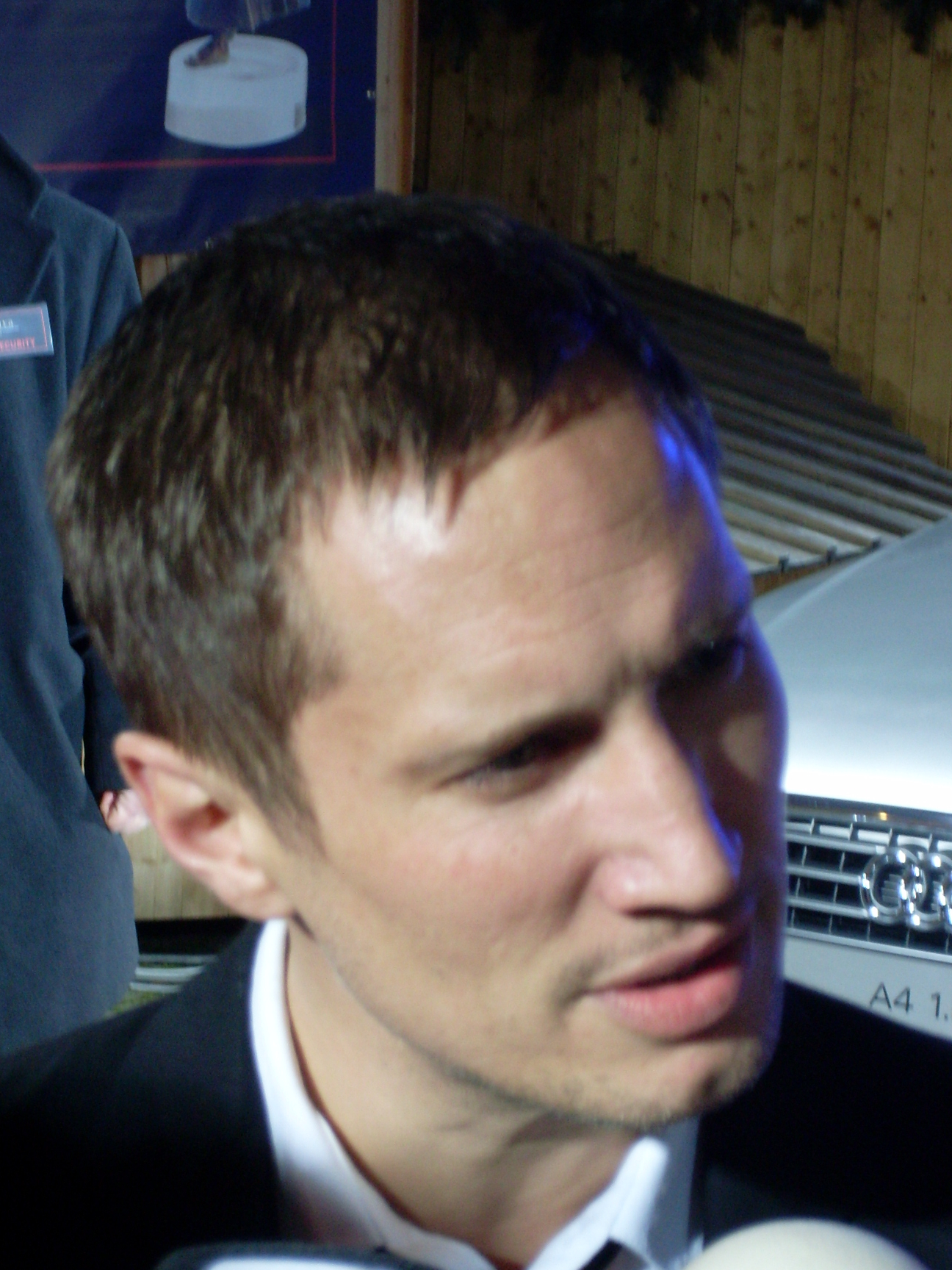
Benno Fürmann (2008)

- 17. Januar: Matt Hales, britischer Musiker
- 17. Januar: Rafał Trzaskowski, polnischer Politiker
- 17. Januar: Nina Vorbrodt, deutsche Schauspielerin
- 17. Januar: Mark Fawcett, kanadischer Snowboarder
- 18. Januar: Conny Mayer-Bonde, deutsche Politikerin
- 18. Januar: Kjersti Plätzer, norwegische Leichtathletin und Olympionikin
- 19. Januar: Drea de Matteo, US-amerikanische Schauspielerin
- 20. Januar: Oscar Fredrick Dronjak, schwedischer Gitarrist
- 20. Januar: Roman Starowoit, russischer Politiker († 2025)
- 21. Januar: Michael Ludwig Heryanto Arbi, indonesischer Badmintonspieler
- 21. Januar: Sead Kapetanović, bosnisch-herzegowinischer Fußballspieler
- 21. Januar: Sabina Valbusa, italienische Skilangläuferin
- 21. Januar: Javier Yubero, spanischer Fußballspieler († 2005)
- 22. Januar: Roland Kipke, deutscher Philosoph und Bioethiker
- 23. Januar: Ewen Bremner, schottischer Schauspieler
- 24. Januar: Muriel Baumeister, österreichische Schauspielerin
- 24. Januar: Beth Hart, US-amerikanische Sängerin, Rockmusikerin
- 25. Januar: Pauli Jaks, Schweizer Eishockeyspieler
- 25. Januar: Silke Rottenberg, deutsche Fußballspielerin
- 27. Januar: Demba Nabé, deutscher Musiker († 2018)
- 27. Januar: Mirjam Ott, Schweizer Curlerin
- 27. Januar: Tobias Steinhauser, deutscher Radrennfahrer
- 27. Januar: Mark Owen, englischer Sänger
- 28. Januar: Lars Funke, deutscher Eisschnellläufer
- 29. Januar: Olga Wiktorowna Anissimowa, russische Biathletin
- 30. Januar: Brent Moss, US-amerikanischer American-Football-Spieler († 2022)
- 31. Januar: Manfred Kainz, österreichischer Motorradrennfahrer und -teambesitzer

### Februar
- 01. Februar: Hamed Abdel-Samad, deutsch-ägyptischer Politologe, Historiker und Autor
- 01. Februar: Bernhard Aichner, österreichischer Schriftsteller und Fotograf
- 01. Februar: Johan Walem, belgischer Fußballspieler

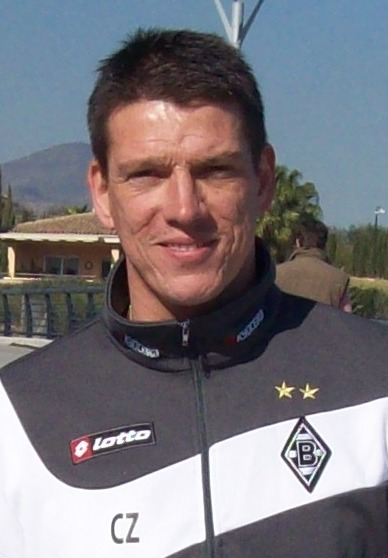
Christian Ziege.

- 01. Februar: Christian Ziege, deutscher Fußballspieler
- 01. Februar: Aaron Ziercke, deutscher Handballspieler und Handballtrainer
- 03. Februar: Franny Armstrong, britische Dokumentarfilmerin und Umweltschutzaktivistin
- 03. Februar: Georg Koch, deutscher Fußballspieler
- 05. Februar: Marc Bernhard, deutscher Jurist und Politiker
- 05. Februar: Mary, Königin von Dänemark
- 05. Februar: Reto Finger, Schweizer Dramatiker
- 06. Februar: Gisela Aderhold, deutsche Schauspielerin
- 06. Februar: Greger Artursson, schwedischer Eishockeyspieler
- 06. Februar: Tomas Andersson Wij, schwedischer Sänger und Liedschreiber
- 07. Februar: Essence Uhura Atkins, US-amerikanische Schauspielerin
- 07. Februar: Dagmar Pohlmann, deutsche Fußballspielerin
- 08. Februar: Piotr Gładki, polnischer Marathonläufer († 2005)
- 08. Februar: Big Show, US-amerikanischer Wrestler
- 09. Februar: Crispin Freeman, US-amerikanischer Synchronsprecher
- 11. Februar: Ralf Ewen, deutscher Fußballspieler und -trainer
- 11. Februar: Lisa Martinek, deutsche Schauspielerin († 2019)
- 11. Februar: Kelly Slater, US-amerikanischer Surfer
- 11. Februar: Geert Van der Stricht, belgischer Schachspieler
- 12. Februar: Andrea Loose, deutsche Juristin und Richterin am Bundessozialgericht
- 12. Februar: Markus Steiner, österreichischer Sänger
- 12. Februar: Sophie Zelmani, schwedische Musikerin

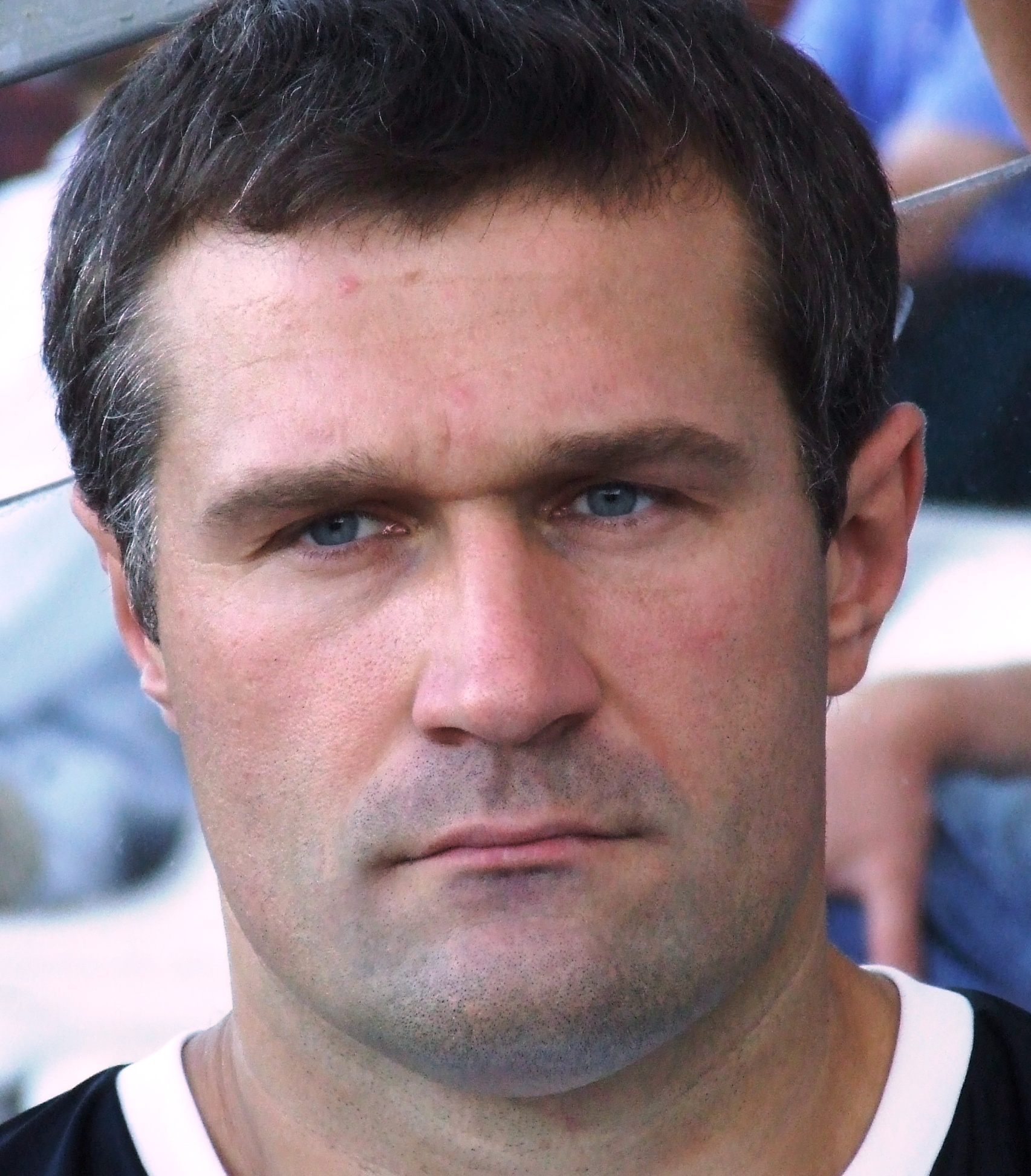
Virgilijus Alekna.

- 13. Februar: Virgilijus Alekna, litauischer Leichtathlet
- 13. Februar: Anne Brendler, deutsche Schauspielerin
- 14. Februar: Adam Fenton, englischer Jungle- und Drum-and-Bass-DJ und -Produzent
- 14. Februar: Andrée Jeglertz, schwedischer Fußballspieler und -trainer
- 14. Februar: Rob Thomas, Rockmusiker
- 14. Februar: Sven Wendorf, deutscher Politiker
- 15. Februar: Michelle, deutsche Schlagersängerin
- 15. Februar: Stephen Arigbabu, deutscher Basketballspieler
- 15. Februar: Jaromír Jágr, tschechischer Eishockeyspieler
- 16. Februar: Wiebke Lorenz, deutsche Journalistin und Romanautorin
- 16. Februar: Grit Breuer, deutsche Leichtathletin
- 17. Februar: Eugenio Amore, italienischer Beachvolleyballspieler
- 17. Februar: Billie Joe Armstrong, Frontsänger und Gitarrist der Punkrockband Green Day
- 17. Februar: Jennifer Maria Ehnert, deutsche Schauspielerin und Model
- 17. Februar: Moishe Friedman, US-amerikanischer jüdischer Antizionist
- 17. Februar: Olaf Hilmer, deutscher Politiker
- 17. Februar: Johnny Jensen, norwegischer Handballspieler
- 17. Februar: Nani Roma, spanischer Motorradrennfahrer
- 18. Februar: Khalid Al-Qassimi, arabischer Rallyefahrer
- 18. Februar: Christine Aufderhaar, Schweizer Komponistin und Pianistin
- 18. Februar: Oxana Kuschtschenko, russische Freestyle-Skierin
- 19. Februar: Allan Bo Andresen, dänischer Straßenradrennfahrer
- 19. Februar: Nicole Johannhanwahr, deutsche Schauspielerin
- 19. Februar: Florian Licht, deutscher Kameramann
- 19. Februar: Paul McMullen, US-amerikanischer Leichtathlet († 2021)
- 20. Februar: Laith Al-Deen, deutscher Pop-Musiker
- 20. Februar: Uroš Pavlovčič, slowenischer Skirennläufer
- 21. Februar: Alan Norris, englischer Dartspieler
- 22. Februar: Haim Revivo, israelischer Fußballspieler
- 22. Februar: Markus Rühl, deutscher Bodybuilder

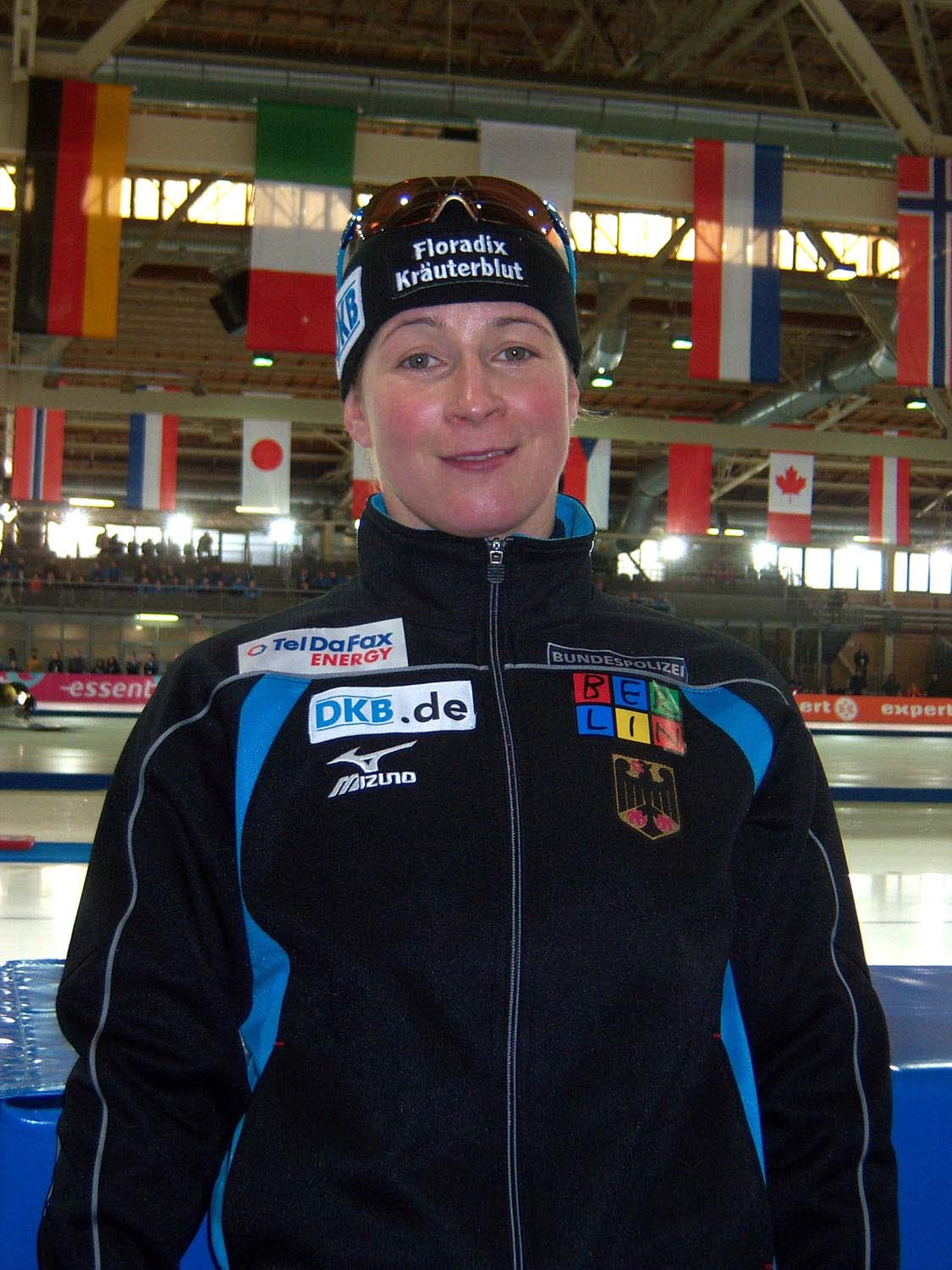
Claudia Pechstein, 2008

- 22. Februar: Claudia Pechstein, deutsche Eisschnellläuferin
- 22. Februar: Kari Eisenhut, Schweizer Gleitschirmpilot
- 22. Februar: Michael Chang, US-amerikanischer Tennisspieler
- 22. Februar: Rolando Villazón, mexikanisch-französischer Opernsänger
- 23. Februar: Ina Dietz, deutsche Journalistin und TV-Moderatorin
- 24. Februar: Delilah Asiago, kenianische Langstreckenläuferin
- 24. Februar: Manon Rhéaume, kanadische Eishockeyspielerin
- 25. Februar: Anneke Kim Sarnau, deutsche Schauspielerin
- 26. Februar: Dino Cerimagić, bosnisch-herzegowinischer Poolbillardspieler
- 26. Februar: Steffen Disch, deutscher Sternekoch († 2025)
- 26. Februar: Rita Winkelmann, deutsche Schauspielerin
- 27. Februar: Michaël Paquay, belgischer Motorradrennfahrer († 1998)
- 27. Februar: Susan Yeagley, US-amerikanische Schauspielerin
- 29. Februar: Rui Águas, portugiesischer Automobilrennfahrer
- 29. Februar: Artemis Chalkidou, deutsche Schauspielerin

### März
- 01. März: Marina Tscherkassowa, russische Freestyle-Skierin
- 01. März: Andraž Vehovar, slowenischer Kanute
- 02. März: Tim Bergmann, deutscher Schauspieler
- 02. März: Mauricio Pochettino, argentinischer Fußballspieler
- 03. März: Darren Robert Anderton, englischer Fußballspieler
- 03. März: Kola Boof, US-amerikanische Schriftstellerin und Feministin
- 03. März: Christian Oliver, deutscher Schauspieler († 2024)
- 03. März: Thomas M. Held, deutsch-österreichischer Schauspieler
- 04. März: Dirk Lottner, deutscher Fußballspieler
- 04. März: Yann Bonato, französischer Basketballspieler

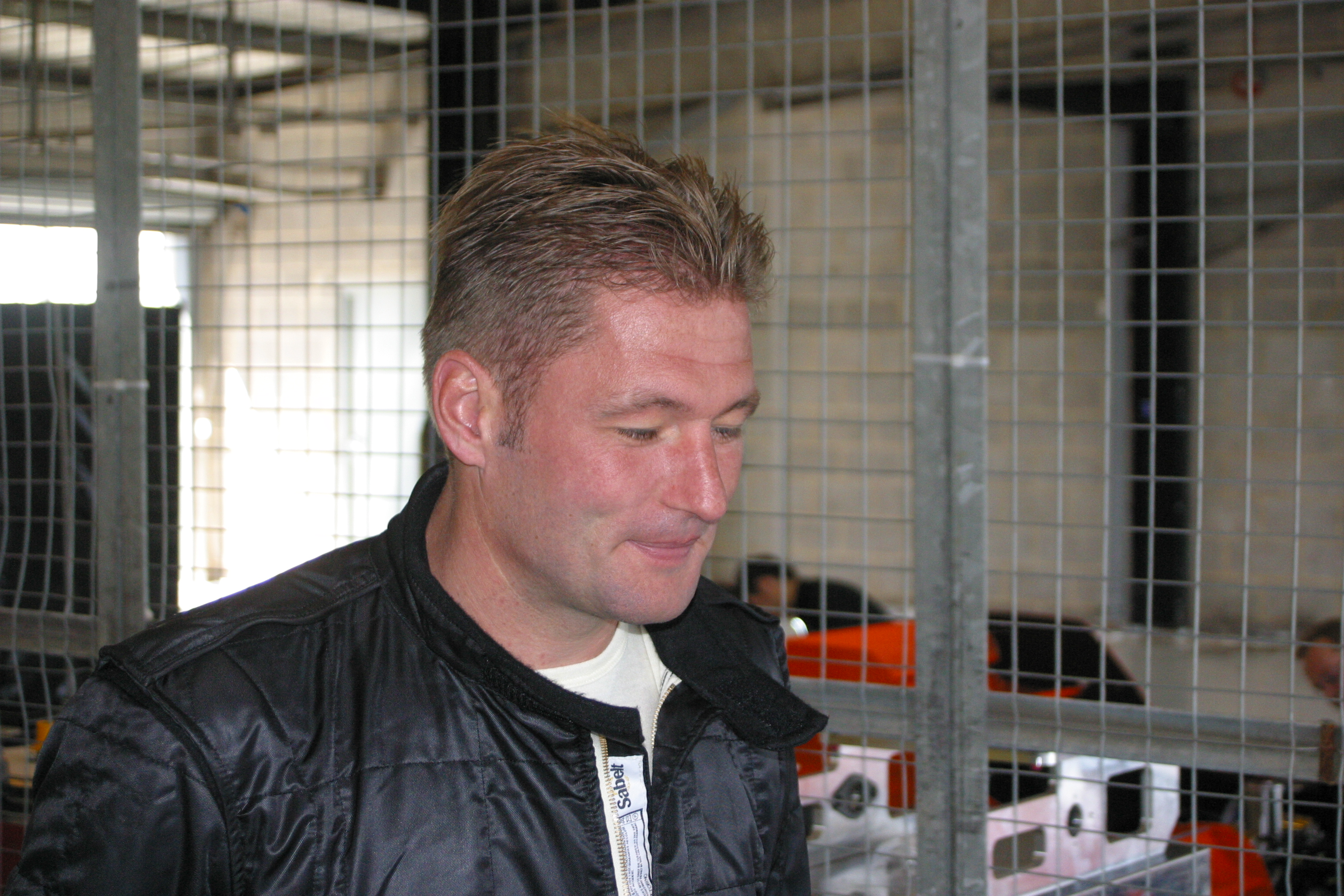
Jos Verstappen

- 04. März: Jos Verstappen, niederländischer Automobilrennfahrer
- 05. März: Maik Solbach, deutscher Schauspieler
- 05. März: Luca Turilli, Musiker
- 06. März: Chris Taylor, kanadischer Eishockeyspieler
- 06. März: Peter Sendel, deutscher Biathlet
- 06. März: Shaquille O’Neal, US-amerikanischer Basketballspieler
- 06. März: Marianne Thieme, niederländische Tierschützerin, Publizistin und Politikerin
- 07. März: Alexandra Reimer, deutsche Theater- und Fernsehschauspielerin
- 08. März: Fergal O’Brien, irischer Snookerspieler
- 09. März: Jean Louisa Kelly, US-amerikanische Schauspielerin
- 10. März: Michl Müller, fränkischer Kabarettist
- 10. März: Timbaland, US-amerikanischer Hip-Hop- und R'n'B-Musiker, -Produzent und Rapper
- 11. März: Martin Braxenthaler, deutscher Monoskifahrer
- 11. März: Timo Brunke, deutscher Wortkünstler, Dichter und Autor
- 12. März: Christian Möllmann, deutscher Schauspieler und Sänger
- 12. März: Andreas Tzermiadianos, griechischer Schachspieler
- 13. März: Cleisson, brasilianischer Fußballspieler und -trainer
- 14. März: Jens Harzer, deutscher Schauspieler, Träger des Iffland-Rings
- 15. März: Elio Aggiano, italienischer Radrennfahrer
- 15. März: Mark Hoppus, Bassist und Sänger
- 15. März: Michael Wherley, US-amerikanischer Ruderer
- 16. März: Uldis Augulis, lettischer Politiker
- 16. März: Katja Bornschein, deutsche Fußballspielerin
- 16. März: Sander Germanus, niederländischer Saxophonist und Komponist
- 16. März: Simon Jäger, deutscher Synchronsprecher, Synchronregisseur, Synchronautor, Hörspielsprecher und Rezitator
- 17. März: Phillip Archer, englischer Golfer
- 17. März: Melissa Auf der Maur, kanadische Rockmusikerin und Fotomodell
- 17. März: Oxana Grischtschuk, russische Eiskunstläuferin
- 17. März: Mia Hamm, US-amerikanische Fußballspielerin
- 18. März: Mike Krack, luxemburgischer Motorsport-Ingenieur und Manager
- 18. März: Henrik Jansson, schwedischer Snowboarder
- 19. März: Julie Lunde Hansen, norwegische Skirennläuferin
- 19. März: Alexander Spreng, deutscher Sänger und Frontmann der Band ASP
- 19. März: Cédric Tourbe, französischer Dokumentarfilmer
- 19. März: Daniel Vogt, liechtensteinischer Skirennläufer
- 20. März: Pedro Lamy, portugiesischer Automobilrennfahrer
- 20. März: Shannon Nobis, US-amerikanische Skirennläuferin
- 21. März: Piotr Adamczyk, polnischer Schauspieler und Synchronsprecher
- 21. März: Francesco Lollobrigida, italienischer Anwalt und Politiker
- 21. März: Derartu Tulu, äthiopische Leichtathletin
- 21. März: Large Professor, US-amerikanischer Produzent
- 21. März: Chris Candito, US-amerikanischer Wrestler († 2005)
- 23. März: Joe Calzaghe, walisischer Boxer
- 23. März: Erwin Vervecken, belgischer Radrennfahrer
- 25. März: Roberto Miguel Acuña Cabello, paraguayischer Fußballspieler
- 25. März: Giniel de Villiers, südafrikanischer Automobilrennfahrer
- 25. März: Ralf Witzel, deutscher Politiker
- 26. März: Tor Graves, thailändischer Automobilrennfahrer
- 26. März: Trevor Kidd, Eishockeyspieler
- 26. März: Thilo Michler, deutscher Kommunalpolitiker
- 26. März: Christoph Ulrich, Schweizer Automobilrennfahrer
- 27. März: Bel-Aziz Acharki, deutscher Taekwondotrainer
- 28. März: Olga Nikolajewna Jegorowa, russische Langstreckenläuferin
- 29. März: Michel Ancel, französischer Designer
- 29. März: Rui Costa, portugiesischer Fußballer
- 29. März: Christian Scheffler, deutscher Handballspieler
- 30. März: Keirut Wenzel, deutscher Comedian, Schauspieler, Moderator
- 31. März: Alejandro Amenábar, chilenisch-spanischer Filmregisseur
- 31. März: Christian Aflenzer, österreichischer Fußballspieler und -trainer

### April
- 01. April: Malik Beširević, deutscher Handballspieler
- 01. April: Björn Höcke, deutscher Oberstudienrat und Politiker
- 02. April: Gwen Giabbani, französischer Motorradrennfahrer
- 02. April: Samir Ibrahim, ägyptischer Fußballspieler
- 02. April: Peter Rosenberger, deutscher Politiker

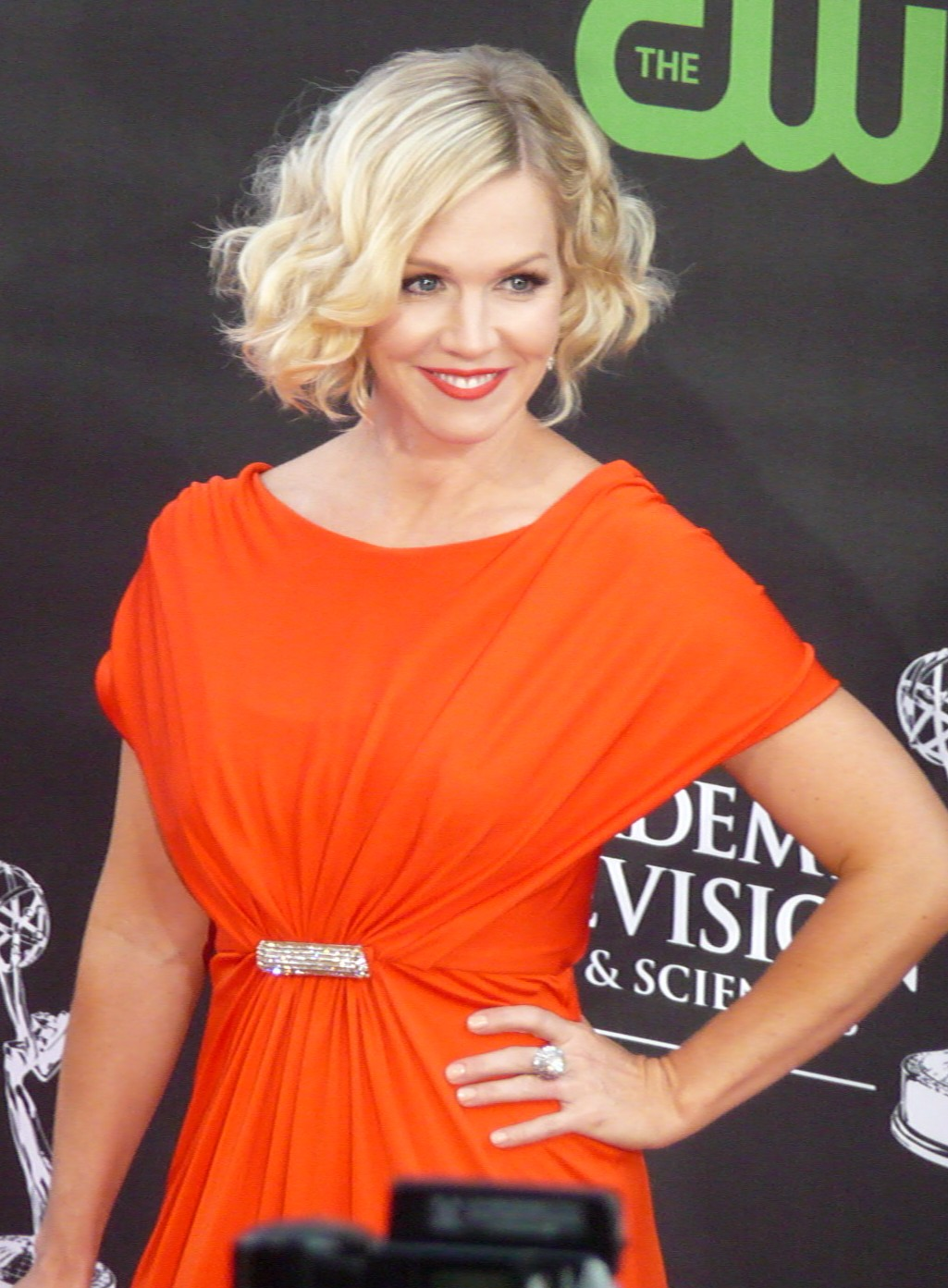
Jennie Garth

- 03. April: Jennie Garth, US-amerikanische Schauspielerin
- 04. April: Bastian Pastewka, deutscher Comedian und Schauspieler
- 05. April: Nima Arkani-Hamed, US-amerikanisch-kanadischer theoretischer Physiker
- 05. April: Tom Coronel, niederländischer Automobilrennfahrer
- 05. April: Paul Okon, australischer Fußballspieler
- 06. April: Ralf Bucher, Fußballspieler
- 06. April: Constantinos Stylianou, griechisch zypriotischer Komponist
- 07. April: Elke Zauner, deutsche Malerin
- 08. April: Paul Gray, US-amerikanischer Rockmusiker, Bassist von Slipknot († 2010)
- 09. April: Ali Aslan, deutscher Fernsehmoderator, Journalist, und Politikwissenschaftler
- Alain Berset, 202309. April: Alain Berset, ehemaliger schweizerischer Bundesrat und Bundespräsident (2018 & 2023), amtierender Generalsekretär des Europarates (2025)

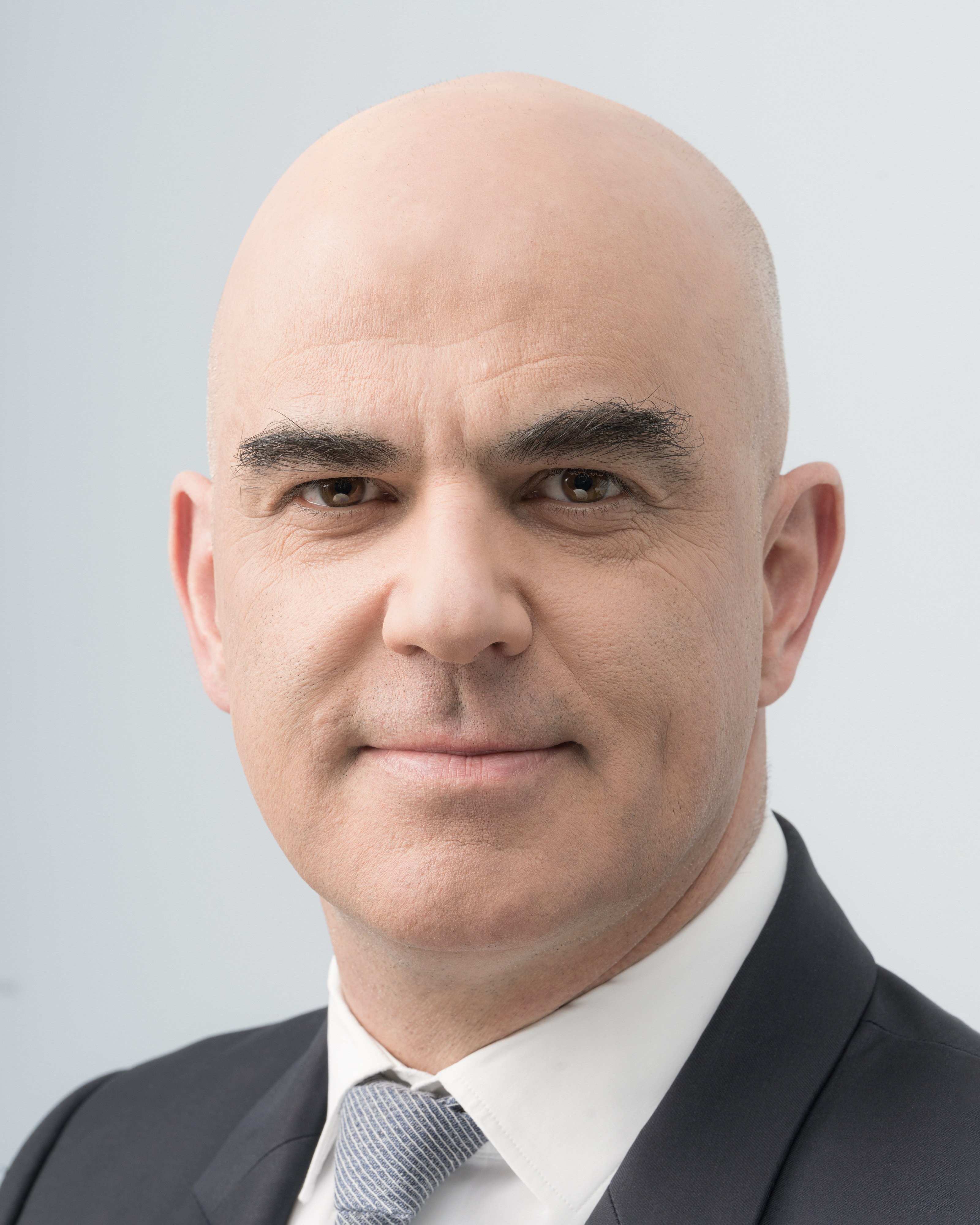
Alain Berset, 2023

- 10. April: Sami Yli-Sirniö, finnischer Musiker
- 11. April: Tomaž Knafelj, slowenischer Snowboarder
- 12. April: René Cattarinussi, italienischer Biathlet
- 12. April: Şebnem Ferah, Künstlerin der türkischen Pop- und Rockmusik
- 12. April: Judith Klein, deutsche Schauspielerin
- 13. April: John van Buskirk, US-amerikanischer Fußballspieler und -trainer
- 13. April: Qurban Qurbanov, aserbaidschanischer Fußballspieler
- 14. April: Christian Decker, deutscher Musiker
- 14. April: Saša Živulović, griechisch-serbischer Handballspieler († 2023)
- 15. April: Trine Dyrholm, dänische Sängerin, Schauspielerin und Regisseurin
- 15. April: Giuseppe Reina, deutscher Fußballspieler
- 15. April: Viva Seifert, britische Turnerin und Musikerin
- 16. April: Andreas Dittmer, deutscher Kanute
- 16. April: Conchita Martínez, spanische Tennisspielerin

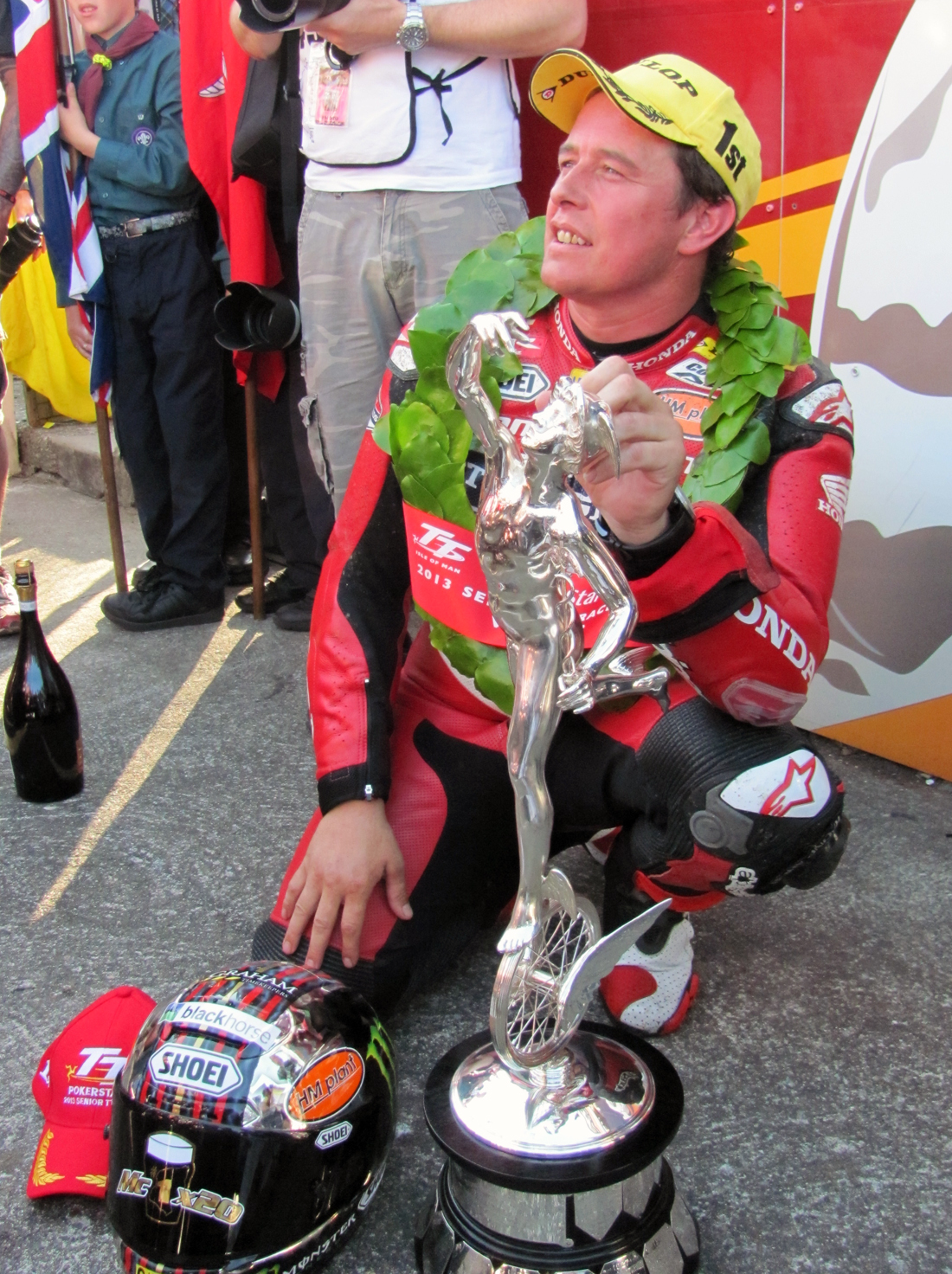
John McGuinness

- 16. April: John McGuinness, britischer Motorradrennfahrer
- 16. April. Paolo Negro, italienischer Fußballspieler
- 16. April: Christof Spörk, österreichischer Klarinettist und Kabarettist
- 17. April: Jennifer Garner, US-amerikanische Schauspielerin
- 17. April: Keith Lyle, US-amerikanischer American-Football-Spieler
- 17. April: Minna Suoniemi, finnische Videokünstlerin
- 17. April: Yūichi Nishimura, japanischer Fußballschiedsrichter
- 18. April: Lars Christiansen, dänischer Handballspieler
- 18. April: Garry McCoy, australischer Motorradrennfahrer
- 18. April: Tetje Mierendorf, deutscher Schauspieler, Musicalsänger und Synchronsprecher
- 18. April: Michael Rutter, britischer Motorradrennfahrer
- 18. April: Gerhard Schick, deutscher Politiker (Bündnis 90/Die Grünen)
- 18. April: Stefanie Schmid, deutsche Schauspielerin
- 19. April: Django Asül, türkisch-deutscher niederbayrischer Kabarettist
- 19. April: Sonja Nef, Schweizer Skirennläuferin
- 19. April: Rivaldo, brasilianischer Fußballspieler
- 20. April: Giga Bokeria, georgischer Politiker
- 20. April: Carmen Electra, US-amerikanisches Modell, Schauspielerin, Sängerin
- 20. April: Swetlana Irekowna Ischmuratowa, russische Biathletin
- 20. April: Željko Joksimović, serbischer Komponist und Sänger
- 20. April: Stephen Marley, jamaikanische Roots Reggae-Musiker
- 21. April: Kitty Hoff, deutsche Sängerin, Musikerin, Komponistin
- 21. April: Horst Meierhofer, deutscher Politiker und MdB
- 21. April: Petra van de Voort, schwedische Schauspielerin
- 22. April: Sabine Appelmans, belgische Tennisspielerin
- 22. April: Anna Falchi, italienische Filmschauspielerin und Fotomodell
- 22. April: Radwan Yasser, ägyptischer Fußballspieler
- 23. April: Demet Akalın, türkische Sängerin und Model
- 23. April: Nicolas Aithadi, französischer Filmtechniker
- 24. April: Adhemar, brasilianischer Fußballspieler
- 24. April: Zuill Bailey, US-amerikanischer Cellist
- 24. April: Anne Dorthe Tanderup, dänische Handballspielerin
- 25. April: Jaak Sooäär, estnischer Jazzgitarrist
- 25. April: Silke Wittkopp, deutsche Juristin
- 26. April: Eva Löbau, österreichische Schauspielerin
- 25. April: Thomas Hanreich, deutscher Sänger und Songwriter
- 27. April: Caspar Arnhold, deutscher Schauspieler und Regisseur
- 27. April: Murat Gözay, deutscher Politiker
- 27. April: Mehmet Kurtuluş, türkischstämmiger Schauspieler aus Deutschland
- 28. April: Vincent Sebastian Andreas, deutscher Komponist und Autor
- 29. April: Elina Brotherus, finnische Fotografin
- 29. April: Derek Mears, US-amerikanischer Stuntman und Schauspieler
- 29. April: Marko Rehmer, deutscher Fußballspieler

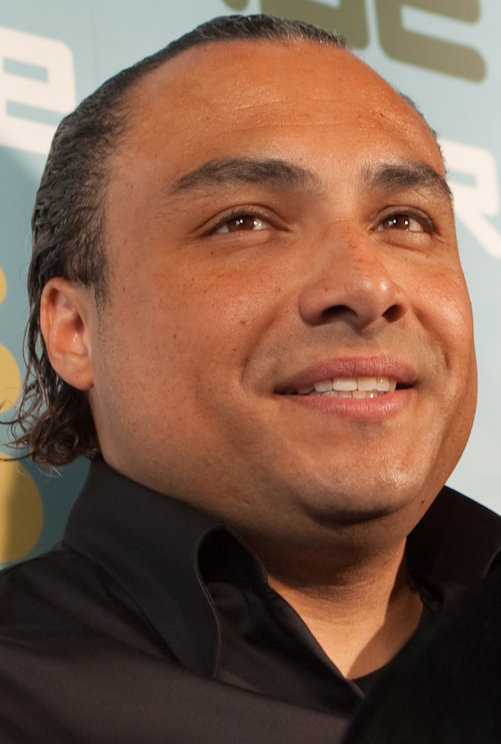
Anthony Rother

- 29. April: Anthony Rother, deutscher Electro-Musiker

### Mai
- 01. Mai: Roland Braun, deutscher Nordischer Kombinierer
- 01. Mai: Annedore Dietze, deutsche Malerin
- 01. Mai: Ilja Simin, russischer Journalist († 2006)
- 02. Mai: Steffen Ziesche, deutscher Eishockeyspieler
- 02. Mai: Alec Empire, deutscher Musiker

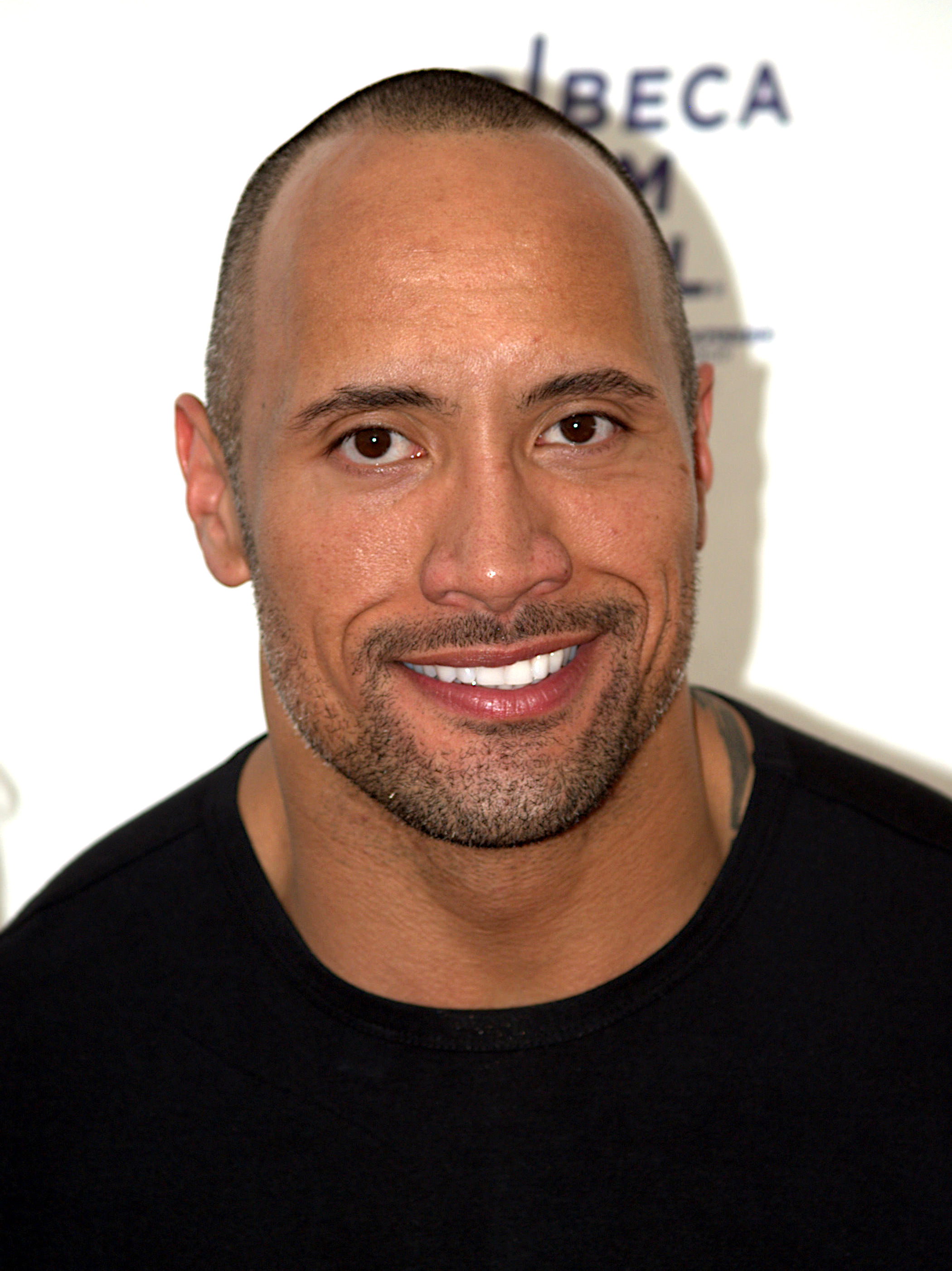
Dwayne Douglas Johnson

- 02. Mai: Dwayne Douglas Johnson, US-amerikanischer Schauspieler und Wrestler
- 02. Mai: Paultheo von Zezschwitz, deutscher Chemiker und Unternehmer
- 03. Mai: Reza Aslan, iranisch-US-amerikanischer Religionswissenschaftler
- 03. Mai: Kristin Lehman, kanadische Schauspielerin
- 04. Mai: Mike Dirnt, US-amerikanischer Musiker, Bassist der Punk-Rock-Band Green Day
- 05. Mai: Armin Arslanagić, bosnisch-deutscher Eishockeyspieler
- 05. Mai: Katja Hessel, bayerische Politikerin
- 05. Mai: Marian Sandu, rumänischer Ringer
- 05. Mai: Devin Townsend, kanadischer Sänger und Gitarrist
- 05. Mai: Žigmund Pálffy, slowakischer Eishockeyspieler
- 06. Mai: Sébastien Amiez, französischer Skirennläufer
- 06. Mai: Martin Brodeur, kanadischer Eishockeyspieler
- 06. Mai: Peter Friedrich, deutscher Politiker
- 06. Mai: Naoko Takahashi, japanische Leichtathletin und Olympiasiegerin
- 07. Mai: Kolë Laca, albanischer Sänger
- 08. Mai: Xavier Amigo, spanischer Rallye-Copilot
- 08. Mai: Darren Hayes, australischer Popsänger
- 08. Mai: Max Rauffer, deutscher Skirennfahrer
- 09. Mai: Lisa Ann, US-amerikanische Pornodarstellerin
- 09. Mai: Tommy Krappweis, deutscher Autor und Regisseur
- 10. Mai: Radosław Majdan, polnischer Fußballspieler

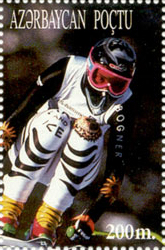
Katja Seizinger

- 10. Mai: Katja Seizinger, deutsche Skirennläuferin
- 10. Mai: Christian Wörns, deutscher Fußballspieler
- 11. Mai: Tomáš Dvořák, tschechischer Leichtathlet

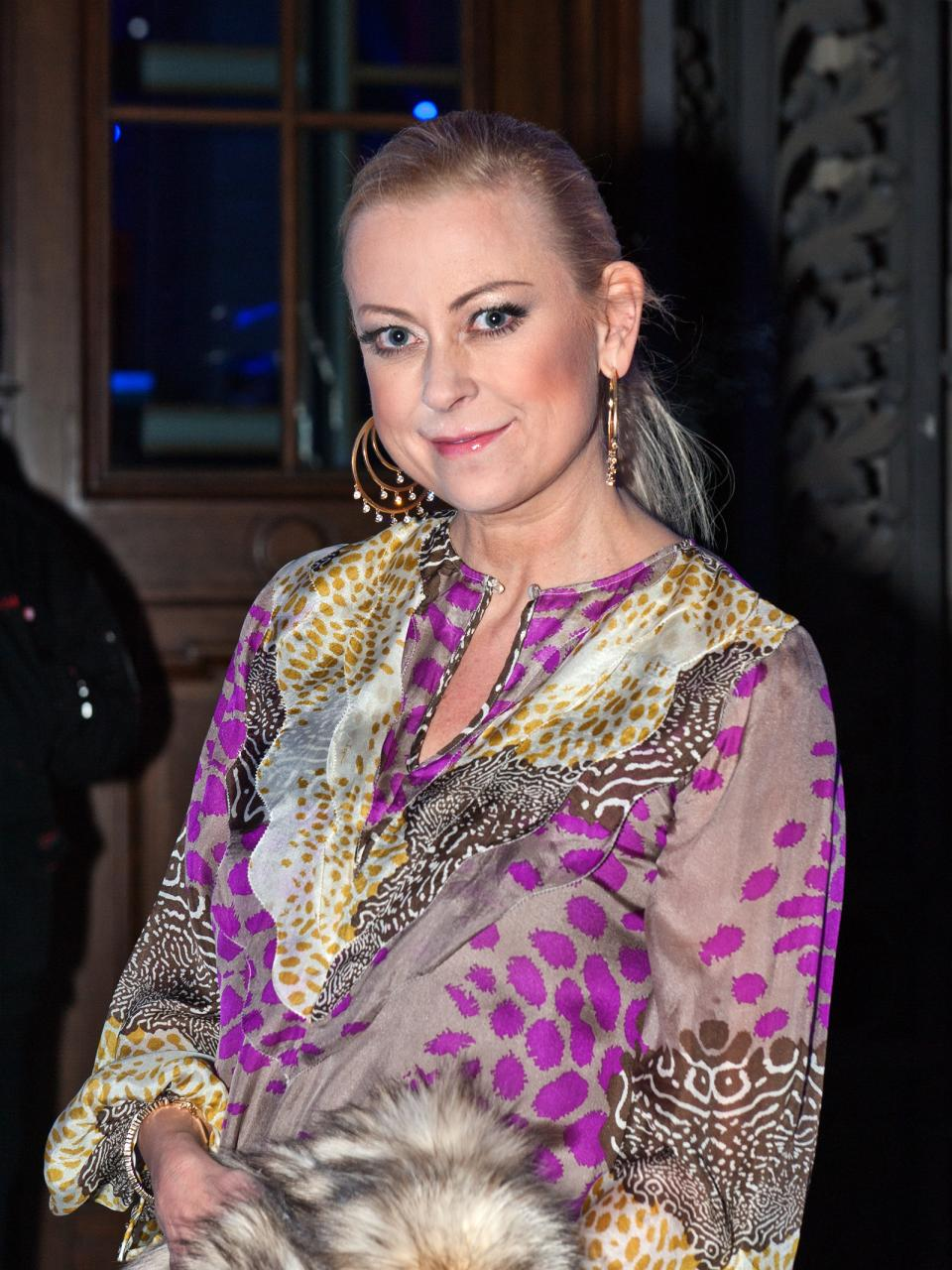
Jenny Elvers

- 11. Mai: Jenny Elvers, deutsche Schauspielerin
- 12. Mai: Damian McDonald, australischer Radrennfahrer († 2007)
- 13. Mai: Sergio Assisi, italienischer Film- und Theaterschauspieler
- 13. Mai: Erika Raum, kanadische Geigerin, Musikpädagogin und Komponistin
- 15. Mai: Isidre Esteve Pujol, spanischer Endurorennfahrer
- 15. Mai: Ulrike C. Tscharre, deutsche Schauspielerin
- 16. Mai: Andrzej Duda, polnischer Politiker
- 17. Mai: Marta Andrade, spanische Eiskunstläuferin
- 18. Mai: Ingo Pohlmann, deutscher Popmusiker
- 18. Mai: Nordin ben Salah, niederländischer Boxer († 2004)
- 19. Mai: Jenny Berggren, schwedische Sängerin
- 19. Mai: Rohan Anthony Marley, jamaikanischer Musiker
- 20. Mai: Busta Rhymes, US-amerikanischer Rapper
- 20. Mai: André Wiersig, deutscher Extremschwimmer
- 21. Mai: Christoph Hartmann, deutscher Politiker
- 21. Mai: The Notorious B.I.G., US-amerikanischer Rapper († 1997)
- 22. Mai: Andrus Aug, estnischer Radrennfahrer
- 22. Mai: Anna Belknap, US-amerikanische Schauspielerin
- 22. Mai: Morten Bjerre, dänischer Handballspieler
- 22. Mai: Annabel Chong, chinesische Webdesignerin und ehemalige Pornodarstellerin
- 22. Mai: Aurelijus Gutauskas, litauischer Strafrechtler und Richter
- 23. Mai: Rubens Barrichello, brasilianischer Automobilsportler und Formel-1-Rennfahrer
- 23. Mai: Michael Bezold, deutscher Schachgroßmeister
- 23. Mai: Wowo Habdank, deutscher Schauspieler und Sprecher
- 23. Mai: Stephanie Japp, Schweizer Schauspielerin
- 24. Mai: Laure Sainclair, französische Pornodarstellerin
- 27. Mai: Agueda Fatima Amaral, osttimoresische Marathonläuferin
- 27. Mai: Ivete Sangalo, brasilianische Sängerin
- 28. Mai: Kate Ashfield, britische Schauspielerin
- 28. Mai: Boris Palmer, deutscher Politiker
- 28. Mai: Chiara Mastroianni, französische Schauspielerin
- 28. Mai: Michael Boogerd, niederländischer Radrennfahrer
- 29. Mai: Simon Jones, britischer Musiker
- 30. Mai: Zoran Lerchbacher, österreichischer Dartspieler
- 31. Mai: Heidi Astrup, dänische Handballspielerin
- 31. Mai: Frode Estil, norwegischer Skilangläufer
- 31. Mai: Sébastien Barberis, Schweizer Fußballspieler
- 31. Mai: John Godina, US-amerikanischer Kugelstoßer
- 31. Mai: Christian McBride, US-amerikanischer Jazzbassist
- 31. Mai: Doris Schretzmayer, österreichische Schauspielerin, Autorin und Moderatorin
- 00. Mai: Isabel Schosnig, deutsche Schauspielerin

### Juni
- 01. Juni: Stefan Nyman, schwedischer Eishockeyspieler und -trainer
- 01. Juni: Stine Stengade, dänische Schauspielerin
- 02. Juni: Francesc Xavier Soria Gómez, andorranischer Fußballspieler
- 03. Juni: Mara Bizzotto, italienische Politikerin
- 04. Juni: Nikka Costa, US-amerikanische Sängerin
- 05. Juni: Soulaiman Raissouni, marokkanischer Journalist und Menschenrechtsaktivist
- 07. Juni: Fiona Coors, deutsche Schauspielerin
- 07. Juni: Karl Urban, neuseeländischer Schauspieler
- 07. Juni: Natascha Pfeiffer, deutsche Soap-Darstellerin
- 08. Juni: Tron, deutscher Hacker und Phreaker († 1998)
- 08. Juni: Roosevelt Skerrit, dominikanischer Politiker und Ministerpräsident
- 08. Juni: Jaroslav Rudiš, tschechischer Schriftsteller und Journalist

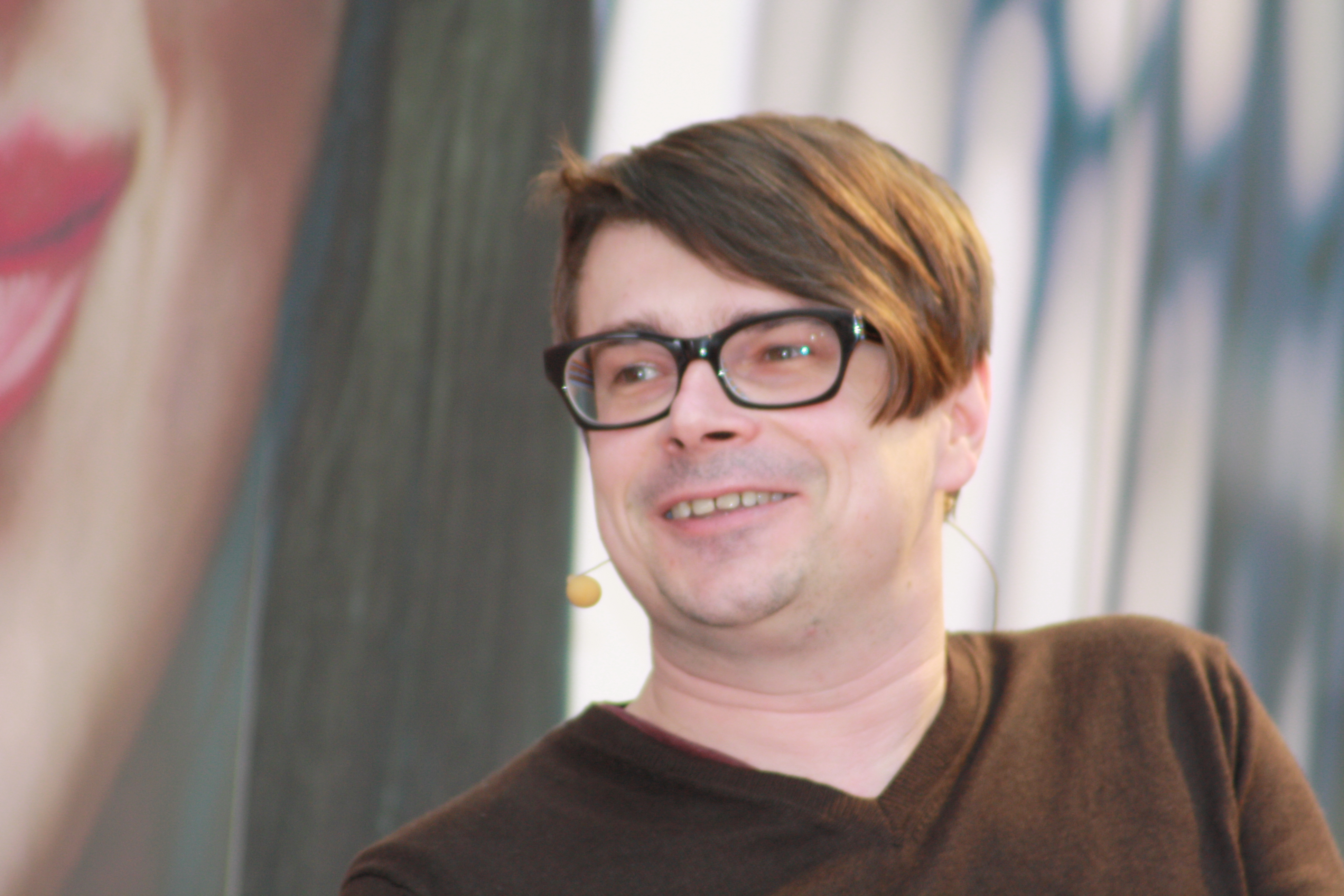
Jaroslav Rudiš

- 09. Juni: Sandro Cois, italienischer Fußballspieler
- 09. Juni: Matthew „Matt“ Horsley, australischer Fußballspieler
- 09. Juni: Beat Marti, Schweizer Schauspieler
- 09. Juni: Robert Mitchell, britischer Shorttracker und Eisschnellläufer († 2022)
- 10. Juni: Denis Amici, san-marinesischer Politiker
- 10. Juni: Sundar Pichai, US-amerikanischer Manager
- 10. Juni: Stephan Lucas, deutscher Rechtsanwalt und Fernsehdarsteller
- 12. Juni: Arthur Farh, liberianischer Fußballspieler
- 12. Juni: Bounty Killer, Dancehall-Deejay
- 12. Juni: Inger Miller, US-amerikanische Leichtathletin
- 13. Juni: Meelis Aasmäe, Skilangläufer, Skilanglauf- und Biathlontrainer
- 14. Juni: Moritz Anton, deutscher Kameramann
- 14. Juni: Elisabeth Rauchenberger, Schweizer Gleitschirmpilotin
- 14. Juni: Matthias Ettrich, deutscher Informatiker, Initiator des KDE Projekts
- 15. Juni: Jean-François Labbé, kanadischer Eishockeyspieler
- 15. Juni: Stefan Malz, deutscher Fußballspieler und -trainer
- 16. Juni: Olena Antonowa, ukrainische Diskuswerferin
- 17. Juni: Iztok Čop, slowenischer Ruderer
- 18. Juni: Katja Primel, deutsche Sprecherin in Hörspielen und Filmen
- 18. Juni: Anu Tali, estnische Dirigentin
- 19. Juni: Nicola Celio, Schweizer Eishockeyspieler
- 19. Juni: Jean Dujardin, französischer Schauspieler und Oscar-Preisträger
- 19. Juni: Christian Kahrmann, deutscher Schauspieler und Gastronom
- 19. Juni: Ilja Markow, russischer Leichtathlet
- 19. Juni: Robin Tunney, US-amerikanische Schauspielerin
- 21. Juni: Nobuharu Asahara, japanischer Leichtathlet
- 21. Juni: Dorkas Kiefer, deutsche Schauspielerin
- 21. Juni: Johann König, deutscher Kabarettist
- 21. Juni: Åsa Mogensen, schwedische Handballspielerin
- 21. Juni: Ulf Sölter, deutscher Museumsdirektor, Ethnologe und Kunsthistoriker
- 22. Juni: Dariusz Baranowski, polnischer Radrennfahrer
- 22. Juni: Zakaria Asidah, dänischer Taekwondoin
- 22. Juni: Michael Wendler, deutscher Popschlagersänger und Songwriter
- 23. Juni: Selma Blair, US-amerikanische Schauspielerin
- 23. Juni: Monika Meyer, deutsche Fußballspielerin
- 23. Juni: Zinédine Zidane, französischer Fußballspieler

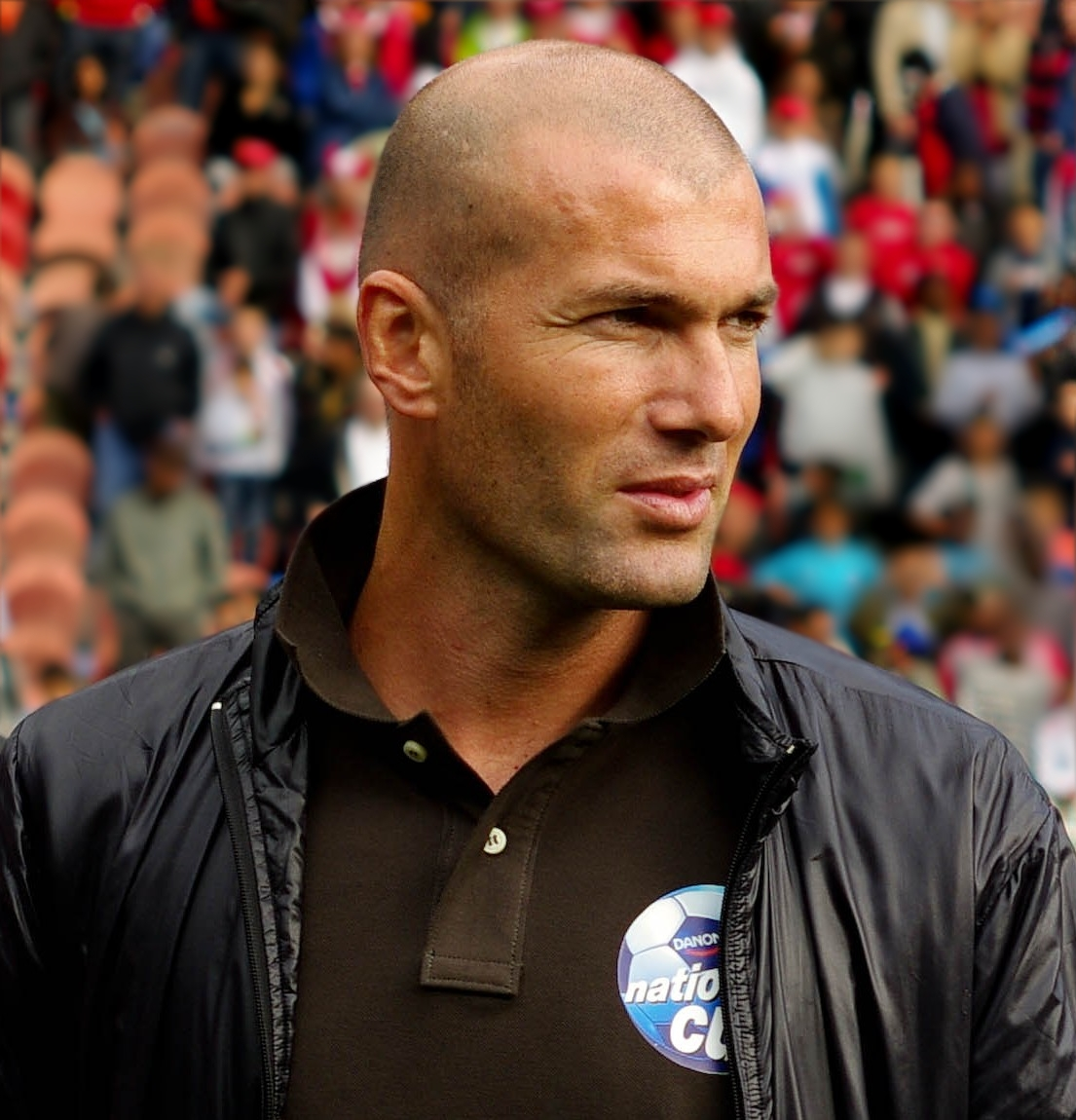
Zinedine Zidane

- 24. Juni: Mitch Berger, US-amerikanischer American-Football-Spieler
- 24. Juni: Robbie McEwen, australischer Radrennfahrer
- 25. Juni: Peter Möller, schwedischer Handballspieler
- 25. Juni: Thorsten Schoen, deutscher Beachvolleyballspieler
- 25. Juni: Saif al-Islam al-Gaddafi, Sohn von Muammar al-Gaddafi
- 26. Juni: Alexander Marcus, deutscher Musiker
- 27. Juni: Xavier Pompidou, französischer Automobilrennfahrer
- 28. Juni: Marija Wiktorowna Butyrskaja, russische Eiskunstläuferin

### Juli
- 01. Juli: Bruno Kernen, Schweizer Skirennläufer

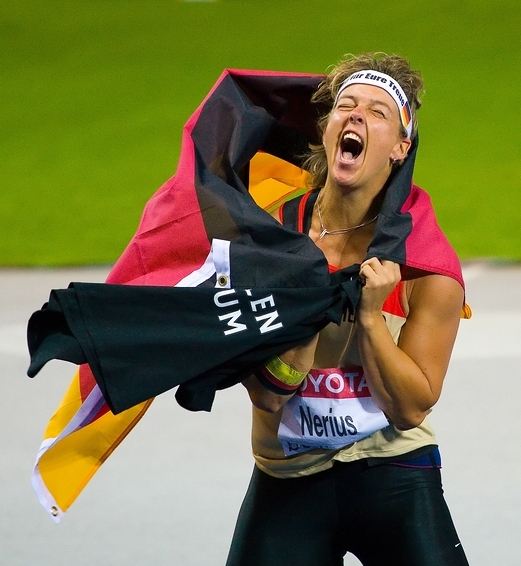
Steffi Nerius

- 01. Juli: Steffi Nerius, deutsche Leichtathletin
- 01. Juli: Jörn Schläger, deutscher Handballtrainer und -spieler
- 02. Juli: Clemens Bratzler, deutscher Fernsehmoderator und Journalist
- 02. Juli: Paulo Flores, angolanischer Sänger
- 02. Juli: Darren Shan, britischer Kinderbuchautor
- 04. Juli: William Goldsmith, US-amerikanischer Schlagzeuger
- 04. Juli: Tomio Okamura, tschechischer Unternehmer und Politiker
- 04. Juli: Angelika Richter, deutsche Schauspielerin
- 04. Juli: Alexei Schirow, lettischer Schachspieler
- 04. Juli: Karin Thürig, Schweizer Radsportlerin und Duathletin
- 05. Juli: Niki Aebersold, Schweizer Profi-Radrennfahrer
- 06. Juli: Isabelle Boulay, frankokanadische Pop- und Chanson-Sängerin
- 06. Juli: Schanna Block, ukrainische Sprinterin
- 06. Juli: Georgios Souleidis, griechischer Schachspieler
- 07. Juli: Leonard Diepenbrock, deutscher Fernsehmoderator
- 07. Juli: Manfred Stohl, österreichischer Rallyefahrer
- 09. Juli: Simon Tong, britischer Musiker
- 10. Juli: Daniel Rudolf Anrig, Oberst der Schweizer Armee
- 10. Juli: Dimitra Asilian, griechische Wasserballspielerin
- 10. Juli: Peter Serafinowicz, britischer Schauspieler
- 10. Juli: Sofía Vergara, kolumbianisch-US-amerikanische Schauspielerin
- 10. Juli: Tilo Wolff, deutscher Musiker, Mitglied von Lacrimosa und Snakeskin
- 11. Juli: Volker Büdts, deutscher Schauspieler
- 12. Juli: Andrea Ballschuh, deutsche Fernseh- und Radiomoderatorin
- 12. Juli: Lady Saw, Dancehall- und Reggae-Deejay/Singjay
- 13. Juli: Tanya Neufeldt, deutsche Schauspielerin
- 14. Juli: Aron Kristjánsson, isländischer Handballspieler und -trainer
- 14. Juli: Andreas Urs Sommer, Schweizer Philosoph
- 14. Juli: Manfred Weber, deutscher Europaabgeordneter
- 16. Juli: Mie Andreasen, dänische Filmproduzentin
- 17. Juli: Roger Bruns, deutscher Eishockeyspieler († 2020)
- 17. Juli: Jaap Stam, niederländischer Fußballspieler
- 17. Juli: Erik Wudtke, deutscher Handballspieler und -trainer
- 18. Juli: Olaf Jacobs, deutscher Regisseur, Film- und Fernsehproduzent
- 19. Juli: Ebbe Sand, dänischer Fußballspieler
- 21. Juli: Paul Brandt, kanadischer Country-Sänger
- 21. Juli: Catherine Ndereba, kenianische Marathonläuferin und Olympionikin
- 22. Juli: Colin Ferguson, kanadischer Schauspieler
- 22. Juli: Enid Tahirović, bosnischer Handballspieler

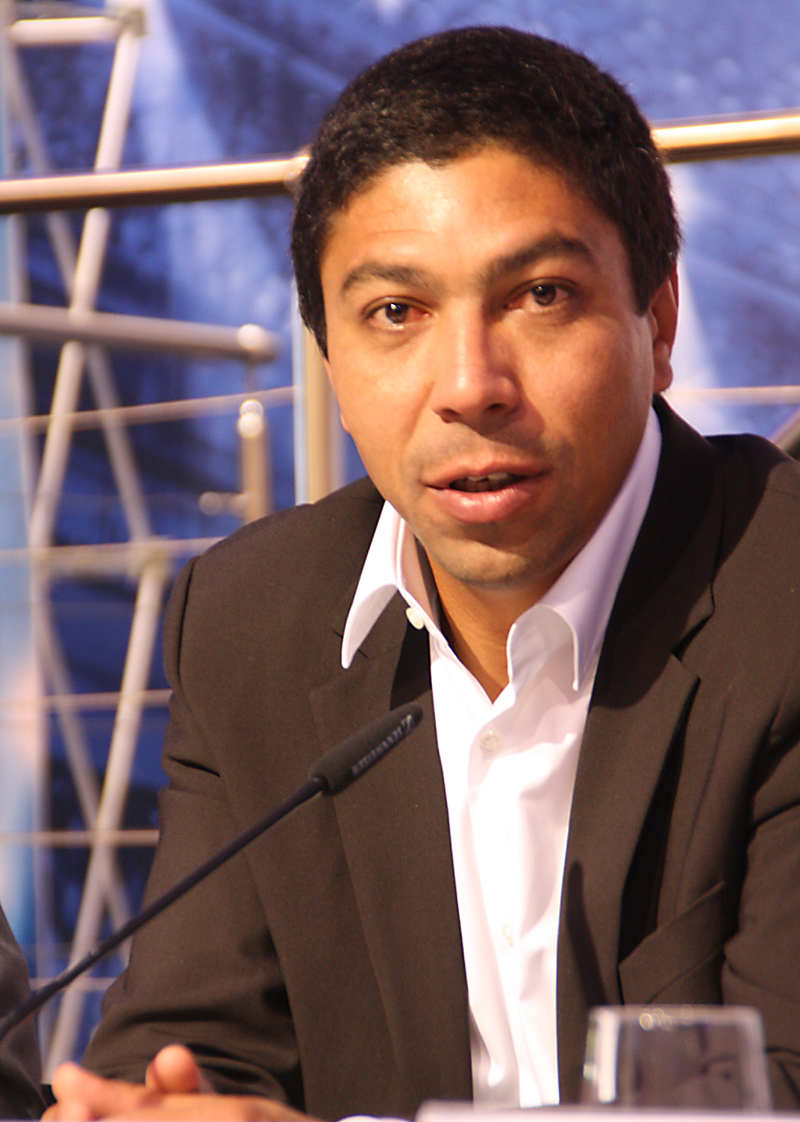
Giovane Élber

- 23. Juli: Giovane Élber, brasilianischer Fußballspieler
- 23. Juli: Anja Harteros, deutsche Sopranistin
- 24. Juli: Kaiō Hiroyuki, japanischer Sumo-Ringer
- 25. Juli: Roberto Guerra, Schweizer Schauspieler
- 25. Juli: Artjom Jurjewitsch Kopot, russischer Eishockeyspieler († 1992)
- 26. Juli: Max Hopp, deutscher Schauspieler und Regisseur
- 27. Juli: Elisângela Maria Adriano, brasilianische Leichtathletin
- 27. Juli: Candice Gilg, französische Freestyle-Skierin
- 28. Juli: Walter Bénéteau, französischer Radrennfahrer († 2022)
- 29. Juli: Juichi Wakisaka, japanischer Automobilrennfahrer
- 29. Juli: Wil Wheaton, US-amerikanischer Schauspieler und Schriftsteller
- 30. Juli: Edith Wolf-Hunkeler, Schweizer Sportlerin
- 31. Juli: Davide Corti, italienischer Fußballspieler und -trainer

### August
- 01. August: Anders Niklas Andersson, schwedischer Sänger, Songwriter und Gitarrist
- 02. August: Mohammad ad-Daʿayyaʿ, saudi-arabischer Fußballtorwart
- 02. August: Daniele Nardello, italienischer Radrennfahrer
- 02. August: Jacinda Barrett, australische Schauspielerin und Fotomodell

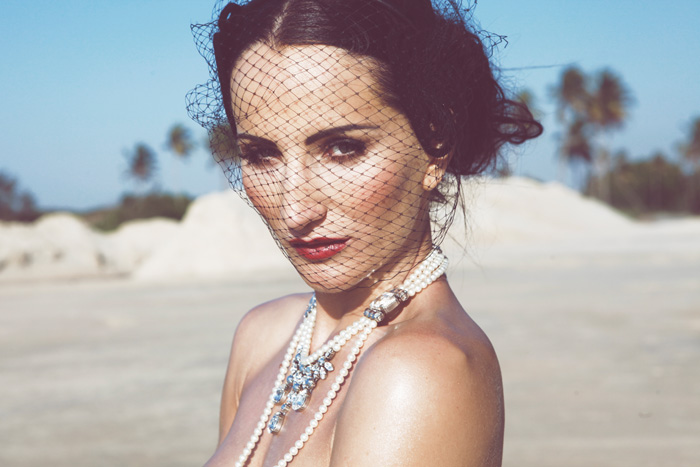
Justyna Steczkowska

- 02. August: Justyna Steczkowska, polnische Popmusikerin
- 02. August: Corinne Rey-Bellet, Schweizer Skirennläuferin († 2006)
- 03. August: Erika Marozsán, ungarische Schauspielerin
- 05. August: Marja Elfman, schwedische Freestyle-Skierin
- 05. August: J-Ax, italienischer Rapper und Rockmusiker
- 06. August: Christoph Simon, Schweizer Schriftsteller
- 06. August: Jason O’Mara, US-amerikanischer Schauspieler
- 06. August: Geri Halliwell, britische Popsängerin
- 07. August: Sorin Anca, rumänischer Künstler
- 07. August: Anneliese Anglberger, österreichische Judoka
- 08. August: Terje Aune, norwegischer Biathlet
- 08. August: Axel Merckx, belgischer Radrennfahrer
- 09. August: Juanes, kolumbianischer Sänger, Songschreiber und Gitarrist
- 09. August: Marcos Serrano, spanischer Radrennfahrer
- 10. August: Peter Scott Adamson, US-amerikanischer Historiker
- 10. August: Devon Allman, US-amerikanischer Bluesrock-Musiker
- 10. August: Angie Harmon, US-amerikanische Schauspielerin
- 10. August: Stefano Sacchetti, italienischer Fußballspieler und -trainer
- 12. August: Takanohana Kōji, japanischer Sumo-Ringer und 65. Yokozuna
- 12. August: Demir Demirkan, türkischer Musiker und Schauspieler
- 12. August: Del Tha Funkee Homosapien, US-amerikanischer Rapper
- 12. August: Paolo Vanoli, italienischer Fußballspieler und -trainer
- 14. August: Nicole Ernst, deutsche Schauspielerin
- 14. August: Cristian Zorzi, italienischer Skilangläufer
- 15. August: Mikey Graham, irischer Sänger

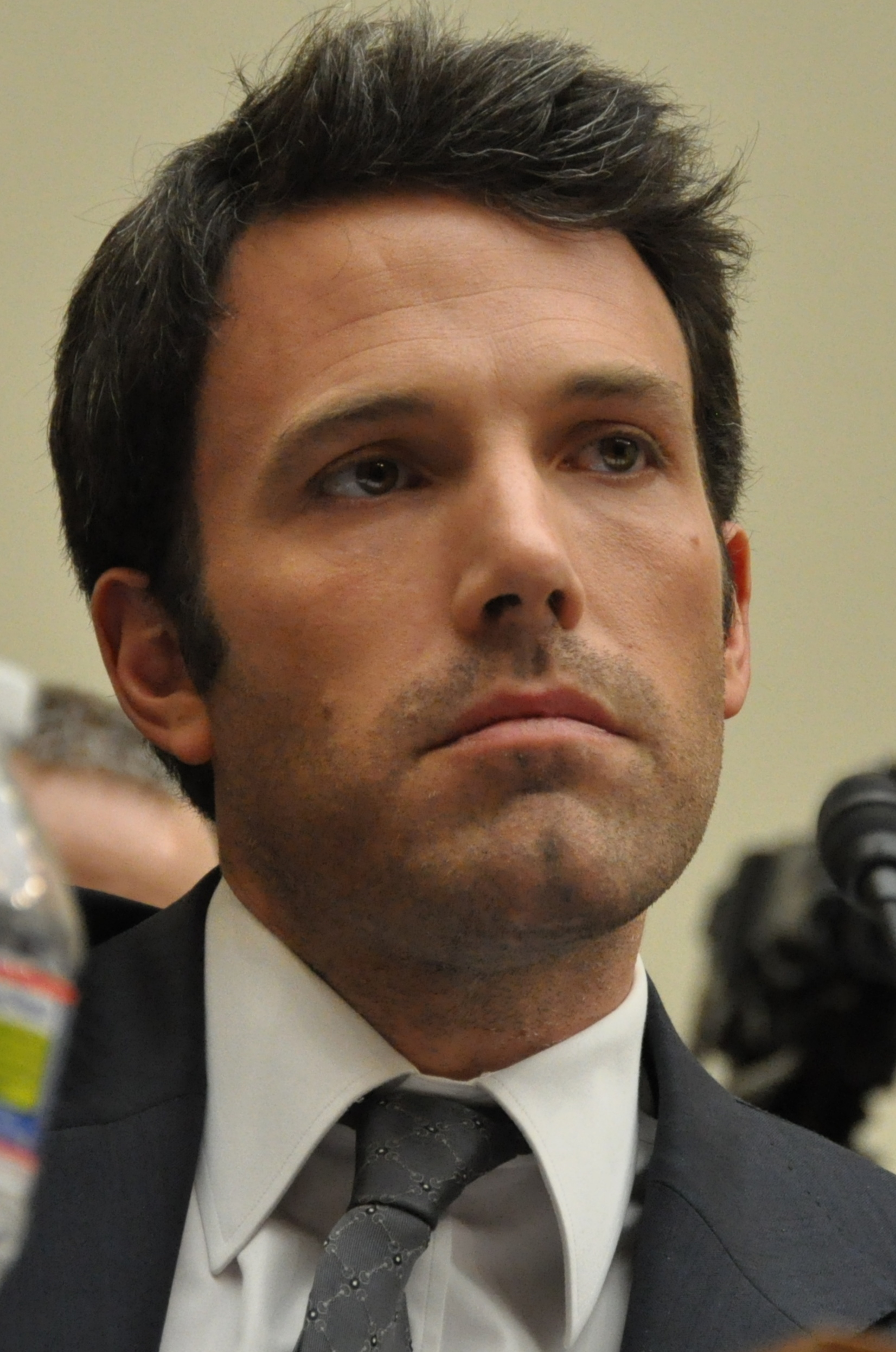
Ben Affleck (2011)

- 15. August: Ben Affleck, US-amerikanischer Schauspieler
- 16. August: Stan „Skippy“ Lazaridis, australischer Fußballspieler
- 16. August: Sabine Lorenz, deutsche Schauspielerin
- 16. August: Nicole Werner, deutsche Fußballspielerin und -trainerin
- 17. August: Andreas Schlütter, deutscher Skilangläufer
- 17. August: Ty, britischer Rapper und Musikproduzent († 2020)
- 19. August: Roberto Abbondanzieri, argentinischer Fußballtorwart
- 19. August: Nobuyuki Anzai, japanischer Manga-Zeichner
- 19. August: Stefan Keuter, deutscher Betriebswirt und Politiker
- 20. August: Scott Quinnell, walisischer Rugbyspieler
- 21. August: al-Hassan al-Yami, saudi-arabischer Fußballspieler
- 22. August: Marliece Andrada, US-amerikanisches Model und Schauspielerin
- 22. August: Paul Doucette, US-amerikanischer Musiker
- 22. August: Marisa Growaldt, deutsche Schauspielerin
- 22. August: Ri Yong-sam, nordkoreanischer Ringer
- 24. August: Jean-Luc Brassard, kanadischer Freestyle-Skier
- 24. August: Xaver Fischer, deutscher Keyboarder und Jazzmusiker
- 24. August: Fritz Strobl, österreichischer Skirennläufer
- 24. August: Olga Sawjalowa, russische Skilangläuferin
- 25. August: Nikolaj Arcel, dänischer Regisseur und Drehbuchautor
- 25. August: Aino Johanna Asklöf, finnische Orientierungsläuferin
- 25. August: Ulrich Manitz, deutscher Journalist und Medienmanager
- 25. August: Isabelle Stoffel, Schweizer Schauspielerin
- 27. August: Chris Armas, US-amerikanischer Fußballspieler
- 27. August: Heinz Dieter Arzberger, österreichischer Fußballspieler
- 27. August: The Great Khali, indischer Bodybuilder, Wrestler und Schauspieler
- 27. August: Denise Lewis, britische Leichtathletin
- 27. August: Roland Garber, österreichischer Radrennfahrer
- 27. August: Jimmy Pop, US-amerikanischer Musiker
- 28. August: Annika Kuhl, deutsche Schauspielerin
- 28. August: Tim Reeves, britischer Motorradrennfahrer
- 28. August: Dmitri Sawadski, belarussischer Kameramann († 2000)
- 28. August: Eike Hagen Schweikhardt, deutscher Schauspieler und Kameramann
- 29. August: Amanda Marshall, kanadische Popmusikerin
- 30. August: Marco Antoniazzi, italienischer Filmregisseur, Drehbuchautor und Kameramann

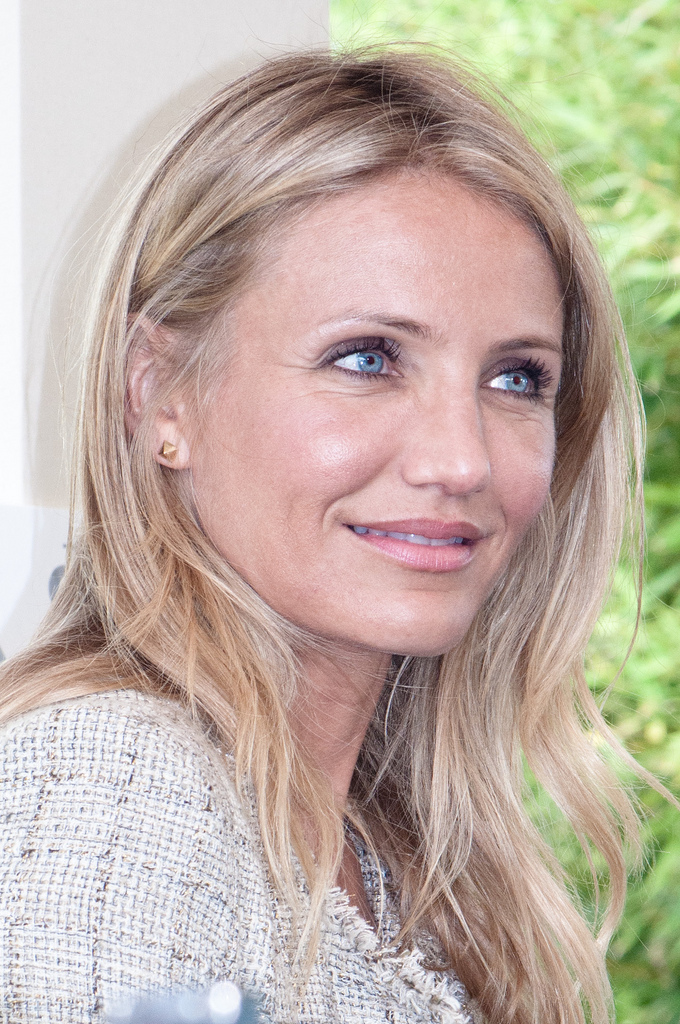
Cameron Diaz, 2010

- 30. August: Cameron Diaz, US-amerikanische Schauspielerin und Fotomodell
- 30. August: Pavel Nedvěd, Fußballspieler
- 31. August: Konstantinos Konstantinidis, griechischer Fußballspieler

### September
- 01. September: Peter Adolphsen, dänischer Schriftsteller
- 01. September: Margherita Parini, italienische Snowboarderin
- 02. September: Nicolette Krebitz, deutsche Schauspielerin

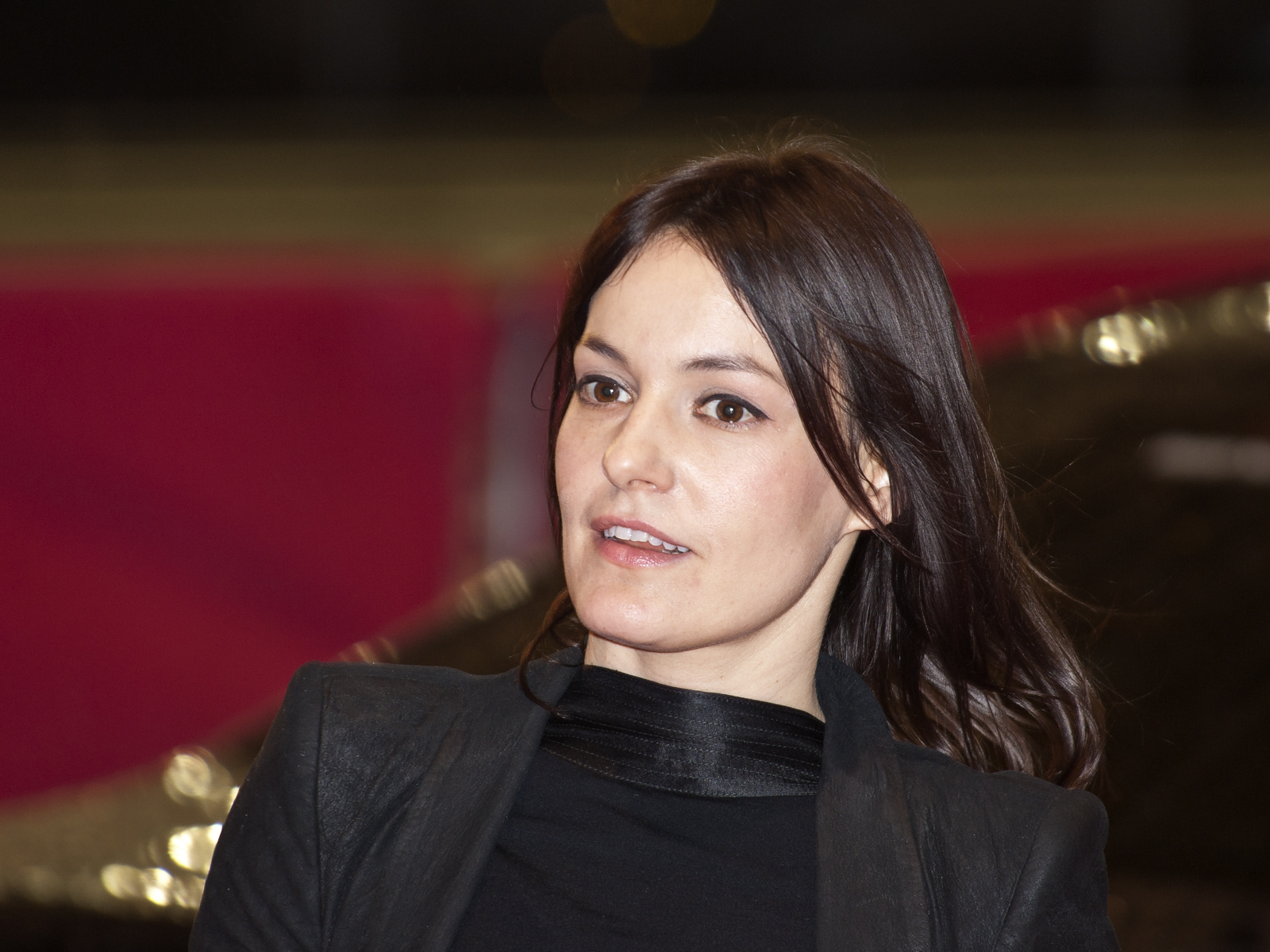
Nicolette Krebitz

- 03. September: Tim Lobinger, deutscher Leichtathlet († 2023)

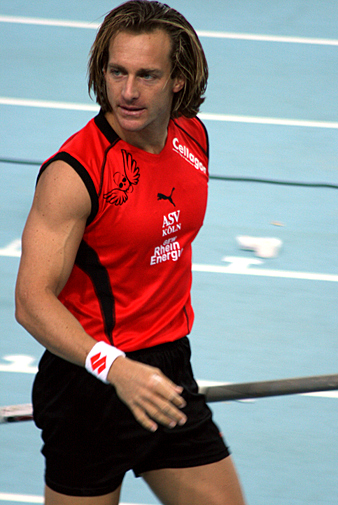
Tim Lobinger

- 03. September: Neil Martin, britischer Mathematiker und Rennstratege
- 05. September: Jan Malte Andresen, deutscher Hörfunkmoderator und Journalist
- 05. September: Nuno Guerreiro, portugiesischer Sänger († 2025)
- 06. September: Eugene Hütz, ukrainischer Musiker und Schauspieler
- 07. September: Weranika Zepkala, belarussische Bürgerrechtlerin
- 08. September: Markus Babbel, deutscher Fußballspieler der Nationalmannschaft
- 08. September: Os du Randt, südafrikanischer Rugby-Union-Spieler
- 09. September: Miriam Oremans, niederländische Tennisspielerin
- 09. September: Goran Višnjić, kroatischer Schauspieler
- 10. September: Olivier Cotte, französischer Freestyle-Skier
- 10. September: Mehmet Haxhosaj, albanischer Autor
- 10. September: Ghada Shouaa, syrische Leichtathletin und Siebenkämpferin
- 10. September: Bente Skari, norwegische Ski-Langläuferin
- 10. September: Steffen Wöller, deutscher Rennrodler
- 11. September: Harry Luck, deutscher Autor und Journalist
- 12. September: Anders Aukland, norwegischer Skilangläufer
- 14. September: Peter Németh, slowakischer Fußballspieler
- 15. September: Timothy Mack, US-amerikanischer Leichtathlet
- 15. September: Letizia Ortiz Rocasolano, Frau des spanischen Thronfolgers
- 15. September: Mandakranta Sen, indische Schriftstellerin
- 15. September: Alois Vogl, deutscher Skifahrer
- 15. September: Kai Wegner, deutscher Politiker und MdB
- 16. September: Vebjørn Rodal, norwegischer Leichtathlet und Olympiasieger
- 17. September: Sunrise Coigney, französisch-amerikanische Schauspielerin
- 18. September: Julia Cencig, österreichische Schauspielerin
- 18. September: Christian Ehring, deutscher Kabarettist, Autor und Musiker
- 19. September: Tom Wax, deutscher DJ, Produzent und Remixer
- 20. September: Henning Baum, deutscher Schauspieler
- 21. September: Liam Gallagher, britischer Sänger der Rockband Oasis

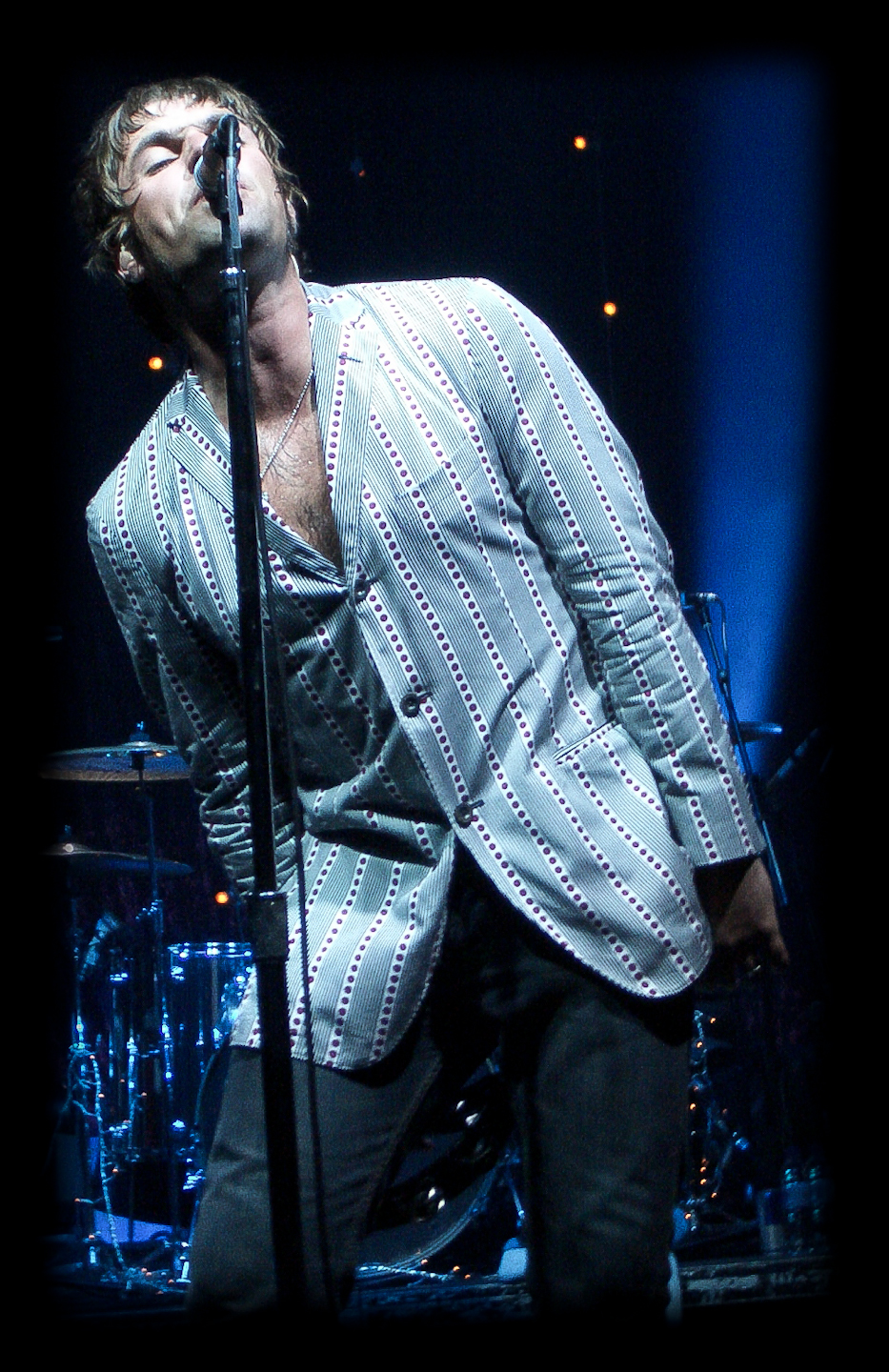
Liam Gallagher, 2006

- 21. September: Melanie Reismann, deutsche Fußballspielerin
- 23. September: Sarah Bettens, belgische Musikerin
- 24. September: Finty Williams, britische Schauspielerin
- 25. September: Steven Gätjen, deutsch-amerikanischer Fernsehmoderator, Schauspieler, Reporter und Filmkritiker
- 25. September: Lars Koltermann, deutscher Rudertrainer, Sportfunktionär und Rechtsanwalt
- 26. September: Gabriela Lena Frank, US-amerikanische Komponistin und Pianistin
- 26. September: Maik Stief, deutscher Motorradrennfahrer
- 27. September: Aljaksej Fjodarau, belarussischer Schachspieler
- 27. September: Steffen Henssler, deutscher Koch, Kochbuchautor und Moderator
- 27. September: Gwyneth Paltrow, US-amerikanische Schauspielerin

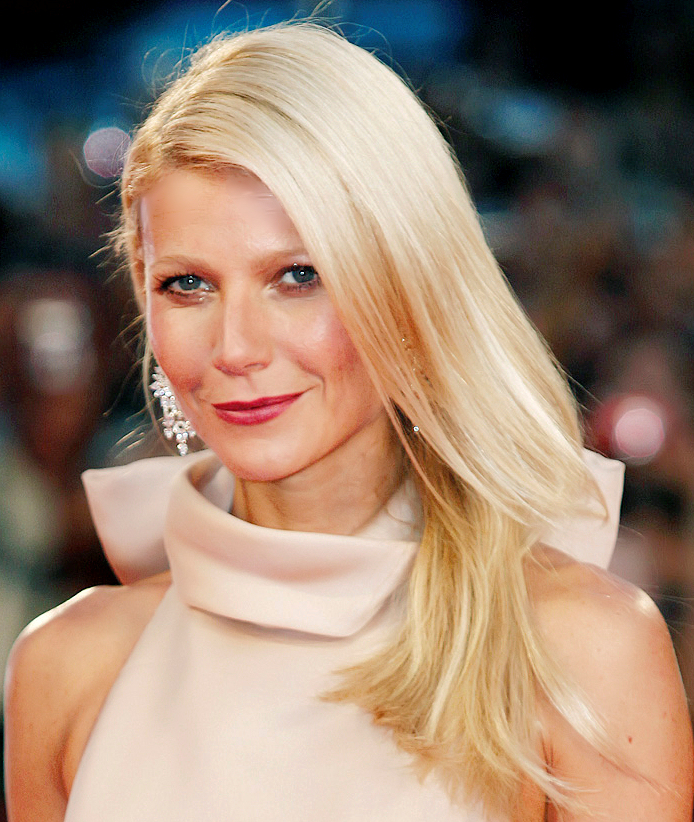
Gwyneth Paltrow, 2011

- 27. September: Melanie Wiegmann, deutsche Schauspielerin, Synchronsprecherin und Sängerin
- 28. September: Alexander Baumgärtel, deutscher Eisschnellläufer
- 28. September: Kevin MacLeod, US-amerikanischer Musikproduzent
- 28. September: Werner Schlager, österreichischer Tischtennisspieler
- 28. September: Dita Von Teese, US-amerikanisches Nacktmodell
- 29. September: Arnold Ilagan Atienza, philippinischer Sportler, Politiker und Nachrichtensprecher
- 29. September: Oliver Gavin, britischer Automobilrennfahrer
- 30. September: Gonçalo Amorim, portugiesischer Radrennfahrer († 2012)
- 30. September: Ari Behn, norwegischer Schriftsteller († 2019)
- 30. September: Yū Nagashima, japanischer Schriftsteller

### Oktober
- 01. Oktober: Abdulrahman Mohammed Abdou, katarischer Fußballschiedsrichter
- 01. Oktober: Mantas Adomėnas, litauischer Philosoph und Politiker
- 01. Oktober: Ahn Jae-chang, südkoreanischer Badmintonspieler
- 01. Oktober: Aleksandra Bechtel, deutsche Fernsehmoderatorin
- 01. Oktober: Vadim Vacarciuc, moldawischer Gewichtheber
- 03. Oktober: Anna Gourari, Konzertpianistin
- 05. Oktober: Annely Akkermann, estnische Politikerin
- 05. Oktober: Aljaksej Mjadswedseu, belarussischer Ringer
- 05. Oktober: Warwara Wladimirowna Selenskaja, russische Skirennläuferin
- 06. Oktober: Dominic Andres, Schweizer Curler
- 06. Oktober: Mark Schwarzer, australischer Fußballtorhüter
- 06. Oktober: Alexa Loo, kanadische Snowboarderin
- 07. Oktober: Giorgio Di Centa, italienischer Skilangläufer
- 07. Oktober: Sidney Polak, polnischer Rockmusiker und Schlagzeuger
- 07. Oktober: Anja Reschke, deutsche Journalistin und Moderatorin

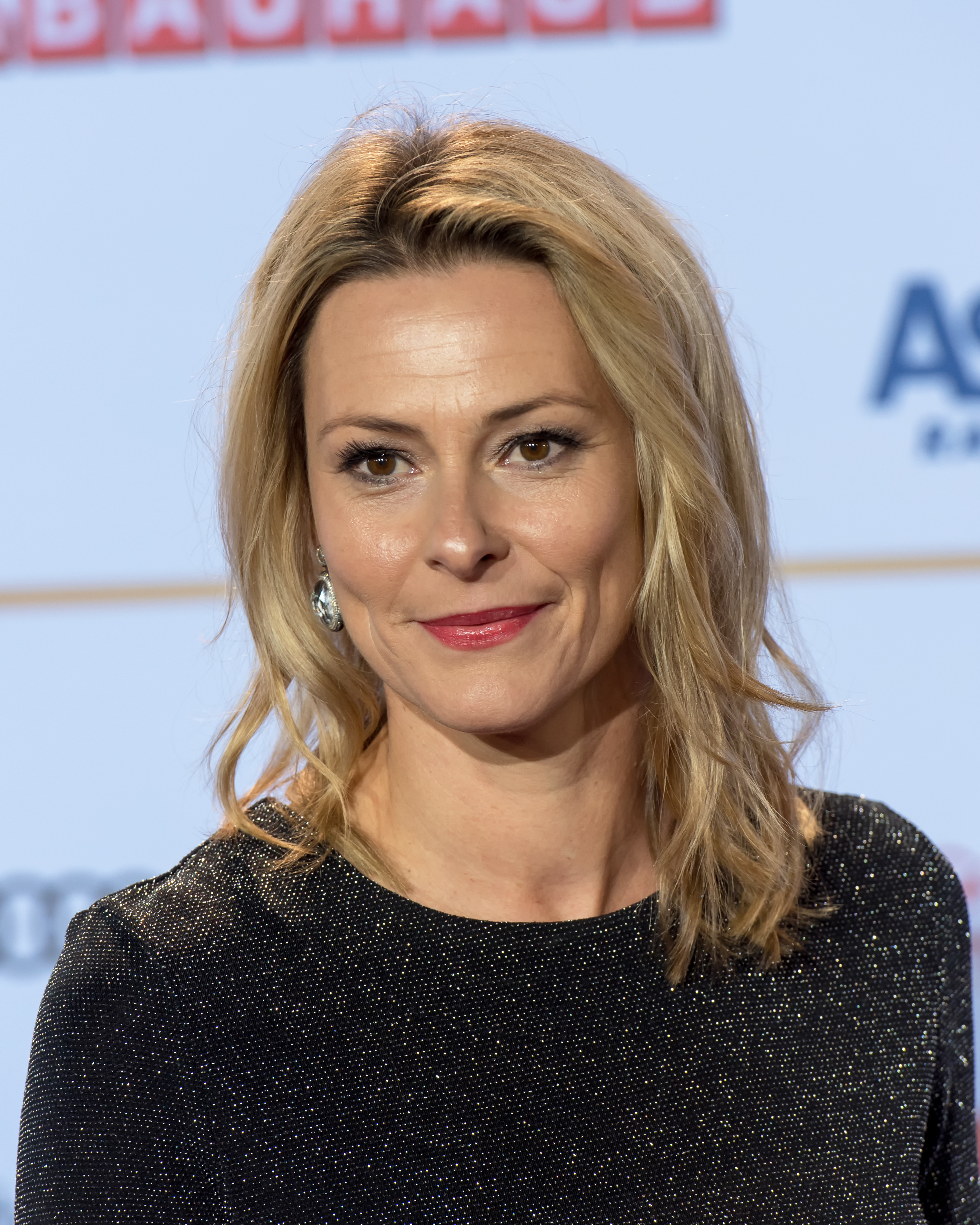
Anja Reschke

- 07. Oktober: Loek van Wely, niederländischer Schachgroßmeister und Politiker
- 08. Oktober: Hicham Hamdouchi, marokkanisch-französischer Schachgroßmeister
- 10. Oktober: Oh Seong-ok, südkoreanische Handballspielerin
- 11. Oktober: Claudia Black, australische Schauspielerin
- 12. Oktober: Indika Dodangoda, sri-lankischer Snookerspieler
- 12. Oktober: Sönke Möhring, deutscher Schauspieler
- 13. Oktober: Filiberto Ascuy Aguilera, kubanischer Ringer
- 13. Oktober: Danny Lloyd, US-amerikanischer Kinderschauspieler
- 14. Oktober: Johann Grégoire, französischer Freestyle-Skier
- 15. Oktober: Carlos Checa, spanischer Motorradrennfahrer
- 15. Oktober: Axel Geerken, deutscher Handballspieler
- 16. Oktober: Benjamin Mikfeld, deutscher Politiker
- 16. Oktober: Tomasz Hajto, polnischer Fußballspieler
- 16. Oktober: Sebastián Modarelli, argentinischer Komponist und Organist
- 17. Oktober: Jorge Arreola, mexikanischer Fußballspieler
- 17. Oktober: Eminem, US-amerikanischer Hip-Hop-Musiker
- 17. Oktober: Tarkan, türkischer Musiker, Songwriter und Produzent
- 18. Oktober: Helge Braun, deutscher Politiker und MdB
- 18. Oktober: Wojciech Kuczok, polnischer Schriftsteller
- 18. Oktober: Lhotse Merriam Hawk, US-amerikanische Sportfunktionärin und Unternehmerin
- 18. Oktober: Alex Tagliani, kanadischer Rennfahrer
- 19. Oktober: Stephan Hanke, deutscher Fußballspieler
- 19. Oktober: Pras Michel, US-amerikanischer Rapper und Songschreiber
- 20. Oktober: Will Greenwood, englischer Rugbyspieler
- 22. Oktober: Jacek Będzikowski, polnischer Handballspieler und -trainer
- 24. Oktober: Matt Hemingway, US-amerikanischer Leichtathlet
- 24. Oktober: Tino Mogensen, dänischer Handballspieler
- 25. Oktober: Dario Andriotto, italienischer Radrennfahrer
- 26. Oktober: Daniel Elena, monegassischer Rallyebeifahrer
- 26. Oktober: Rasmus Larsen, grönländischer Handballspieler
- 26. Oktober: Shan Sa, chinesisch-französische Schriftstellerin
- 27. Oktober: Sebastian Ratjen, deutscher Politiker († 2018)
- 27. Oktober: Santiago Botero, kolumbianischer Radrennfahrer
- 27. Oktober: Maria de Lurdes Mutola, mosambikanische Mittelstreckenläuferin und Olympiasiegerin
- 28. Oktober: Erhard Brucker, deutscher Politiker
- 28. Oktober: Mirco Reseg, deutscher Schauspieler
- 29. Oktober: Constanze Blum, deutsche Skilangläuferin
- 29. Oktober: Thomas Douglas, deutsch-britischer Schauspieler
- 30. Oktober: Daniela Knor, deutsche Autorin von Fantasyromanen
- 30. Oktober: Jason Lowe, englischer Dartspieler
- 30. Oktober: Elşən Qəmbərov, aserbaidschanischer Fußballspieler
- 30. Oktober: Carsten Stahl, deutscher Gewaltpräventionsberater und ehemaliger Personenschützer sowie Laienschauspieler
- 31. Oktober: Harald Berger, österreichischer Bergsteiger († 2006)

### November

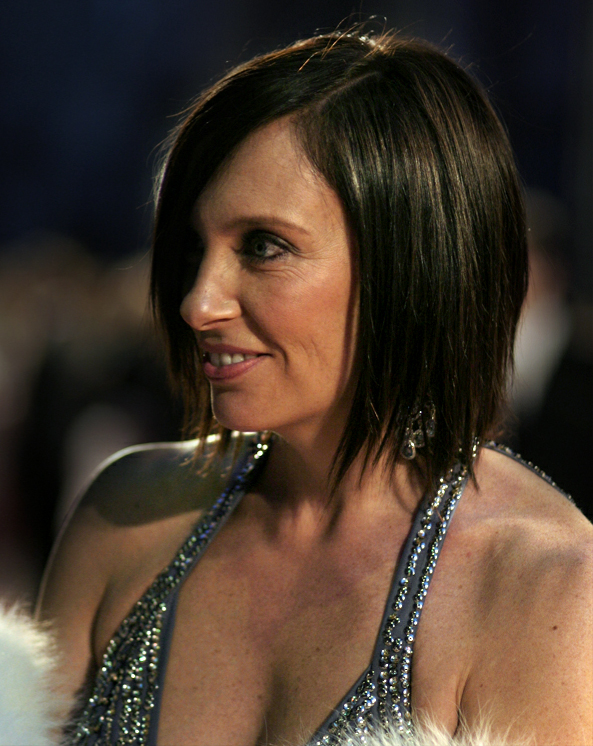
Toni Collette

- 01. November: Mario Barth, deutscher Comedian
- 01. November: Toni Collette, australische Schauspielerin
- 01. November: Katrin Ellermann, deutsche Ingenieurwissenschaftlerin
- 02. November: Sargis Howsepjan, armenischer Fußballspieler
- 02. November: Marion Posch, italienische Snowboarderin
- 02. November: Alfred Schreuder, niederländischer Fußballtrainer
- 02. November: Janko Tietz, deutscher Journalist
- 03. November: Hubertus Heil, deutscher Politiker
- 03. November: Michael Hofmann, deutscher Fußballtorwart
- 04. November: Luís Figo, portugiesischer Fußballspieler
- 04. November: Roberto Martinez, deutsch-spanischer Schauspieler und Comedian
- 04. November: Takeshi Tsuchiya, japanischer Autorennfahrer
- 05. November: Sven Mislintat, deutscher Fußballfunktionär und Spielerbeobachter
- 06. November: Thandiwe Newton, britische Schauspielerin
- 06. November: Rebecca Romijn, US-amerikanische Schauspielerin
- 07. November: Christopher Daniel Barnes, US-amerikanischer Schauspieler
- 07. November: Jason London, US-amerikanischer Filmschauspieler und Filmproduzent
- 07. November: Nils Wogram, deutscher Jazzposaunist und Komponist
- 09. November: Eric Dane, US-amerikanischer Schauspieler
- 09. November: Alexander Mazza, deutscher Fernsehmoderator und Schauspieler
- 10. November: DJ Ashba, US-amerikanischer Musiker und Gitarrist von Guns n’ Roses
- 11. November: Siegfried Baumegger, österreichischer Schachspieler und -trainer
- 11. November: Adam Beach, kanadischer Schauspieler
- 11. November: Dirk Elbrächter, deutscher Fernsehmoderator
- 12. November: Wolf Edwards, kanadischer Komponist
- 12. November: Vasilios Tsiartas, griechischer Fußballspieler
- 13. November: Rachel Nergård, norwegische Pädagogin und Sprachaktivistin

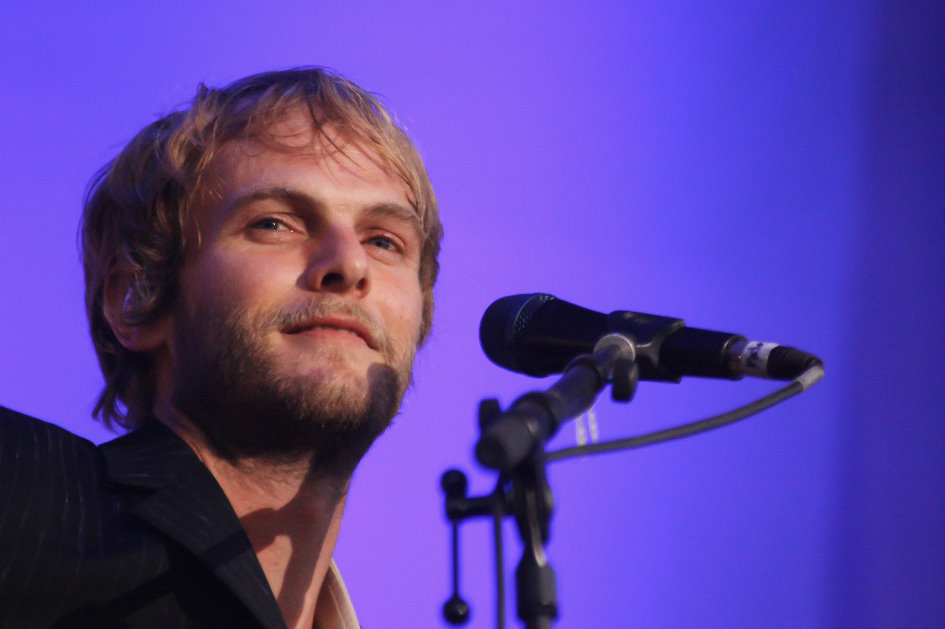
Peter Brugger, 2010

- 14. November: Peter Brugger, deutscher Sänger und Gitarrist
- 14. November: Josh Duhamel, US-amerikanischer Schauspieler
- 14. November: Edyta Górniak, polnische Sängerin
- 14. November: Sanne Schnapp, deutsche Schauspielerin
- 14. November: Dariusz Żuraw, polnischer Fußballspieler
- 15. November: Jonny Lee Miller, britischer Schauspieler
- 16. November: Annette Kahl, deutsche Behindertensportlerin
- 16. November: David Markus, deutscher General des Heeres der Bundeswehr
- 16. November: Steffen Weber, deutscher Handballspieler
- 17. November: Kimya Dawson, US-amerikanische Sängerin
- 17. November: Julian Gillesberger, österreichischer Bratschist
- 17. November: Andreas Kalbitz, deutscher Politiker
- 18. November: Darren Penhall, englischer Dartspieler
- 18. November: Andrea Zinsli, Schweizer Skirennfahrer
- 18. November: Chris Klug, US-amerikanischer Snowboarder
- 20. November: Johan Åkerman, schwedischer Eishockeyspieler
- 20. November: Jérôme Alonzo, französischer Fußballspieler
- 20. November: Wiktor Wladimirowitsch Charitonin, russischer Milliardär
- 21. November: Franziska Heinz, deutsche Handballspielerin und -trainerin
- 21. November: Galina Alexejewna Kuklewa, russische Biathletin
- 21. November: Eyal Ran, israelischer Tennisspieler
- 21. November: Thomas Schleicher, österreichischer Judoka († 2001)
- 22. November: Franz Bazzani, italienischer Komponist und Pianist
- 22. November: Thony Hemery, französischer Freestyle-Skier
- 23. November: Kurupt, US-amerikanischer Rapper
- 25. November: Kenny Håkansson, schwedischer Rockmusiker
- 26. November: Arjun Rampal, indischer Schauspieler
- 26. November: Shannon Dunn, US-amerikanische Snowboarderin
- 27. November: Yōichi Ui, japanischer Motorradrennfahrer
- 27. November: Åsa Windahl, schwedische Snowboarderin
- 28. November: Paulo José Lopes Figueiredo, angolanischer Fußballspieler
- 28. November: Lei Liang, chinesisch-amerikanischer Komponist, Pianist, Musikwissenschaftler und Musikpädagoge
- 28. November: Natalja Igorewna Orechowa, russische Freestyle-Skierin
- 29. November: Oscar Ackeström, schwedischer Eishockeyspieler
- 29. November: Andreas Goldberger, österreichischer Skispringer
- 29. November: Shin’ya Tanaka, japanischer Schriftsteller
- 30. November: Petr Bystron, deutscher Politiker
- 30. November: Kriemhild Siegel, deutsche Sängerin

### Dezember
- 02. Dezember: Trond Fausa Aurvåg, norwegischer Schauspieler
- 02. Dezember: Roman Rossa, deutscher Schauspieler
- 02. Dezember: Sergejs Žoltoks, lettischer Eishockeyspieler († 2004)
- 04. Dezember: Charly Hübner, deutscher Schauspieler und Regisseur
- 04. Dezember: Sebastian Karpiniuk, polnischer Politiker († 2010)

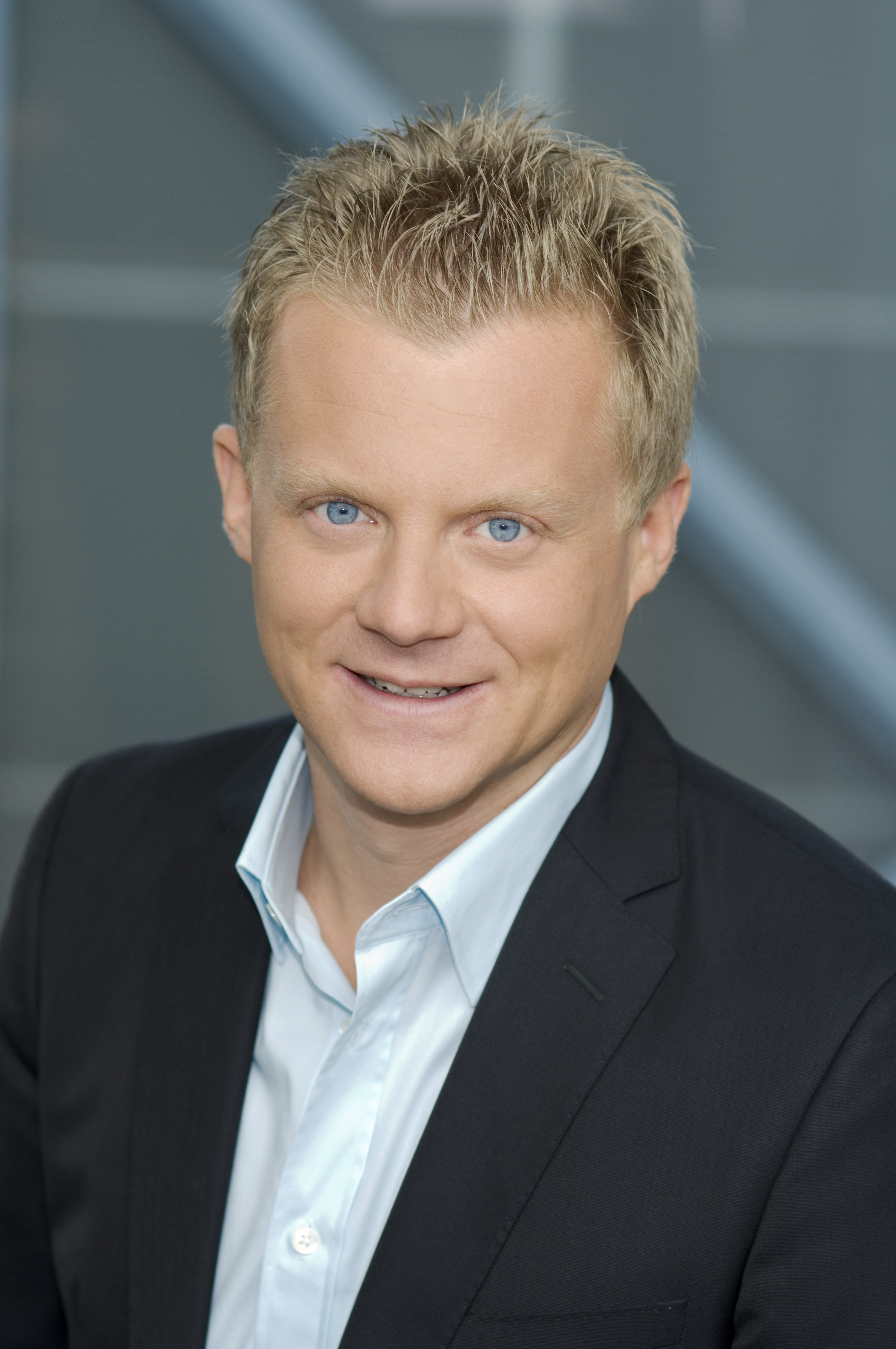
Marc Bator.

- 04. Dezember: Marc Bator, deutscher Journalist
- 05. Dezember: Amir Muhammad, malaysischer Journalist und Filmemacher
- 05. Dezember: Linus Sandgren, schwedischer Kameramann
- 06. Dezember: Kevin Brockmeier, US-amerikanischer Schriftsteller
- 07. Dezember: Roman Bichler, deutscher Musikproduzent

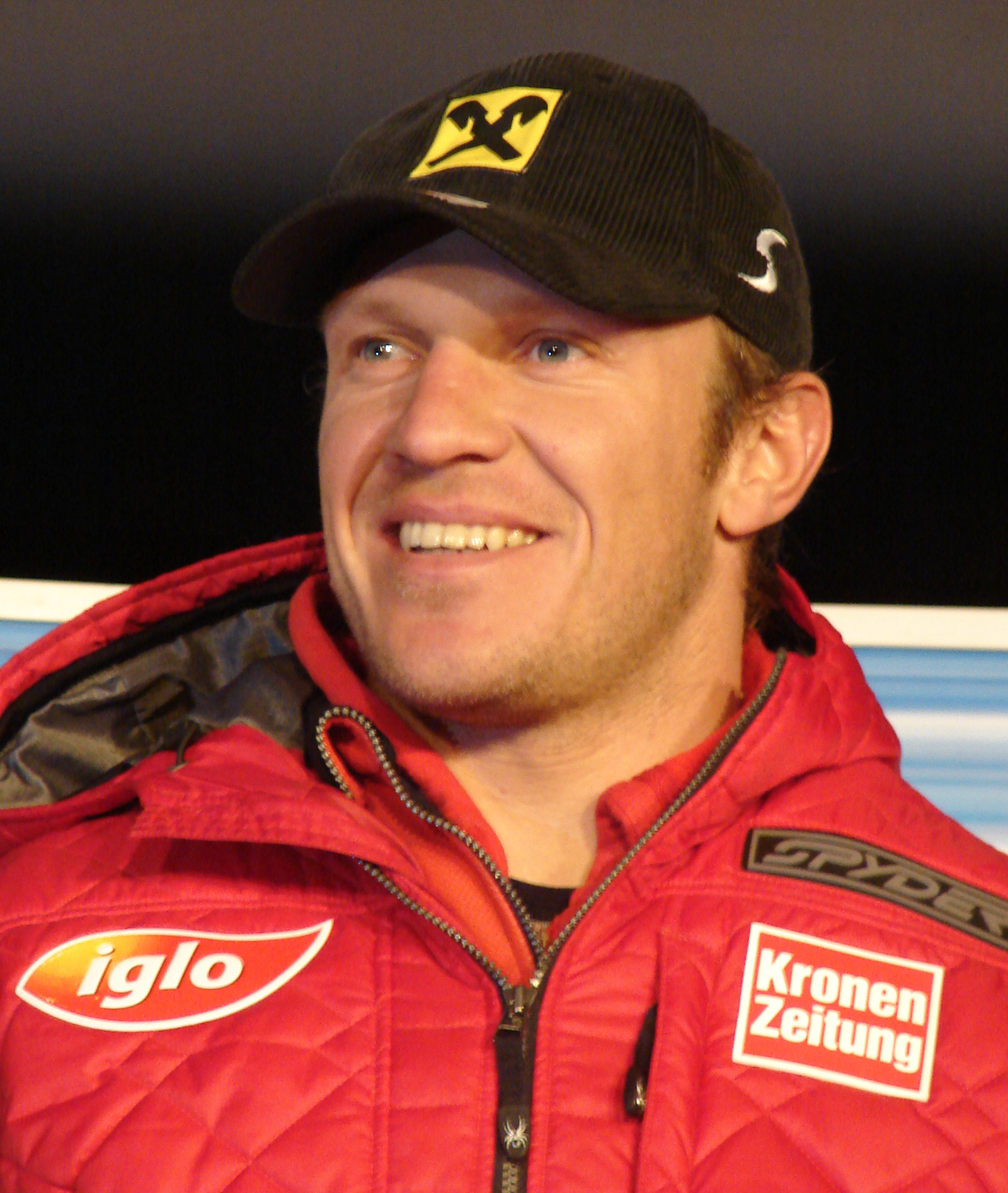
Hermann Maier, 2006

- 07. Dezember: Hermann Maier, Skirennläufer, Olympiasieger
- 07. Dezember: Patrick Scheuß, deutscher Jurist († 2025)
- 07. Dezember: Arkadiusz Wudarski, polnischer Jurist
- 07. Dezember: Arianna Zukerman, US-amerikanische Sängerin und Musikpädagogin
- 09. Dezember: Reiko Aylesworth, US-amerikanische Schauspielerin
- 09. Dezember: Tré Cool, US-amerikanischer Rockmusiker, Drummer der US-Punk-Rock-Band Green Day
- 09. Dezember: Markus Frank, deutscher Schauspieler
- 09. Dezember: Marcus Rominger, deutscher Handballtorwart
- 10. Dezember: Brian Molko, britisch-amerikanischer Musiker
- 11. Dezember: J. D. Allen III, US-amerikanischer Jazzsaxophonist
- 11. Dezember: Andrij Hussin, ukrainischer Fußballspieler († 2014)
- 12. Dezember: Tim Akers, US-amerikanischer Autor
- 12. Dezember: Sven Beuter, deutscher Dachdecker († 1996)
- 12. Dezember: Melissa Francis, US-amerikanische Schauspielerin
- 12. Dezember: Wilson Kipketer, dänischer Leichtathlet
- 12. Dezember: Brandon Teena, Mordopfer auf Grund seiner Transgender-Identität († 1993)
- 13. Dezember: Peter Luttenberger, österreichischer Radrennfahrer
- 13. Dezember: American McGee, US-amerikanischer Designer für Spiele und Filme
- 15. Dezember: Lee Jung-jae, südkoreanischer Schauspieler
- 15. Dezember: Tony Särkkä, schwedischer Metal-Musiker († 2017)
- 15. Dezember: Lars Woldt, deutscher Musiker
- 15. Dezember: Sete Gibernau, spanischer Motorrad-Rennfahrer
- 16. Dezember: Julia Klöckner, deutsche Politikerin
- 16. Dezember: Paul Leyden, australischer Schauspieler, Regisseur, Filmproduzent und Drehbuchautor
- 16. Dezember: Jason Young, kanadischer Eishockeyspieler
- 17. Dezember: John Abraham, indischer Schauspieler und ein Model
- 17. Dezember: Anton Ehmann, österreichischer Profifußballspieler
- 18. Dezember: Daniel Andersson, schwedischer Fußballspieler
- 18. Dezember: Ásgeir Ásgeirsson, isländischer Snookerspieler
- 19. Dezember: Alyssa Milano, US-amerikanische Schauspielerin, Produzentin und Sängerin
- 19. Dezember: Corinna Milborn, österreichische Politikwissenschaftlerin und Journalistin
- 20. Dezember: Anja Rücker, deutsche Leichtathletin
- 20. Dezember: Joey Kelly, amerikanisch-irischer Pop-Rock-Folk Sänger und Sportler
- 22. Dezember: Hilke Altefrohne, deutsche Schauspielerin
- 22. Dezember: Franck Cammas, französischer Profisegler
- 22. Dezember: Steffi Jones, deutsche Fußballspielerin
- 22. Dezember: Ali Al Badwawi, Fußballschiedsrichter (Vereinigte Arabische Emirate)
- 22. Dezember: Vanessa Paradis, französische Schauspielerin und Sängerin
- 22. Dezember: Alexandre Moos, Schweizer Radrennfahrer
- 23. Dezember: Lukas Loules, deutscher Komponist, Texter, Musikproduzent und Sänger
- 24. Dezember: Matt Passmore, australischer Schauspieler
- 25. Dezember: Josh Freese, US-amerikanischer Schlagzeuger
- 25. Dezember: Sophie Heathcote, australische Schauspielerin († 2006)
- 25. Dezember: Qu Yunxia, chinesische Leichtathletin und Olympionikin
- 26. Dezember: Ralf Adam, deutscher Jurist und Richter am Bundesfinanzhof
- 27. Dezember: Thomas Grandi, kanadischer Skirennfahrer
- 27. Dezember: Malin Schwerdtfeger, deutsche Schriftstellerin
- 28. Dezember: Patrick Rafter, australischer Tennisspieler
- 28. Dezember: Florian Pronold, deutscher Politiker und MdB
- 29. Dezember: Barry Atsma, niederländischer Schauspieler

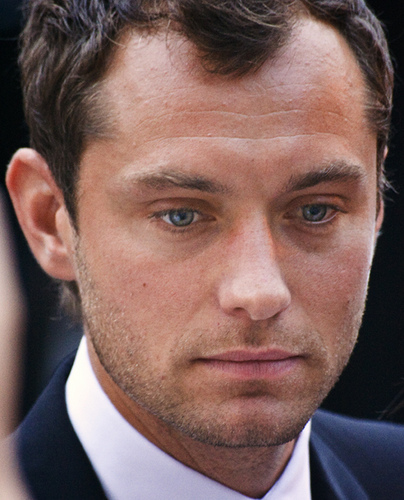
Jude Law, 2007

- 29. Dezember: Jude Law, britischer Schauspieler
- 29. Dezember: Eva Hassmann, deutsche Schauspielerin
- 29. Dezember: Leonor Varela, chilenische Schauspielerin
- 30. Dezember: Daniel Owefin Amokachi, nigerianischer Fußballspieler
- 30. Dezember: Stefan Liebich, deutscher Politiker
- 31. Dezember: Mathias Hain, deutscher Fußballspieler

### Tag unbekannt
- Tom Abbs, US-amerikanischer Jazz-Musiker, Filmemacher und Musikmanager
- Etienne Abelin, Schweizer Violinist und Kulturmanager
- Don Abi, nigerianischer Jazz-, Soul- und Reggaesänger
- Miguel Abrantes-Ostrowski, deutscher Schauspieler und Autor
- Tarik Abtout, algerischer Skirennläufer
- Abdul Sattar Abu Rischa, Vorsitzender und Mitbegründer einer Allianz sunnitischer Klanführer († 2007)
- Heidi Achleitner, österreichische Skibobfahrerin
- Shimon Adaf, israelischer Schriftsteller
- Christopher Adler, US-amerikanischer Komponist, Pianist und Improvisationsmusiker
- Ashim Ahluwalia, indischer Regisseur und Filmemacher
- Annette Ahrens, österreichische Kulturexpertin
- Alessio Allegrini, italienischer Hornist
- Alessandra Ammara, italienische Pianistin
- Sven Amtsberg, deutscher Schriftsteller und Verlegern
- Geraint Anderson, englischer Investmentbanker und Kolumnist
- Scott G. Anderson, britischer Schauspieler
- Claudia Angelmaier, deutsche Fotografin
- Nourig Apfeld, deutsche Autorin
- Gunter Arentzen, deutscher Schriftsteller
- Mustafa Türker Ari, türkischer Diplomat
- Mikail Aslan, kurdischer Sänger und Musiker
- Vahram Atayan, deutscher Sprach- und Übersetzungswissenschaftler
- Stefan Atzenhofer, deutscher Comiczeichner und Illustrator
- Marietta Auer, deutsche Rechtswissenschaftlerin
- Knut Aufermann, deutscher Radiokünstler, Musiker, Komponist und Kurator
- Sonja Augart, deutsche Künstlerin, Choreographin, Tänzerin, Performerin und Kuratorin
- Gerald Blanchard, kanadischer Dieb
- Shannon Bool, kanadische Künstlerin

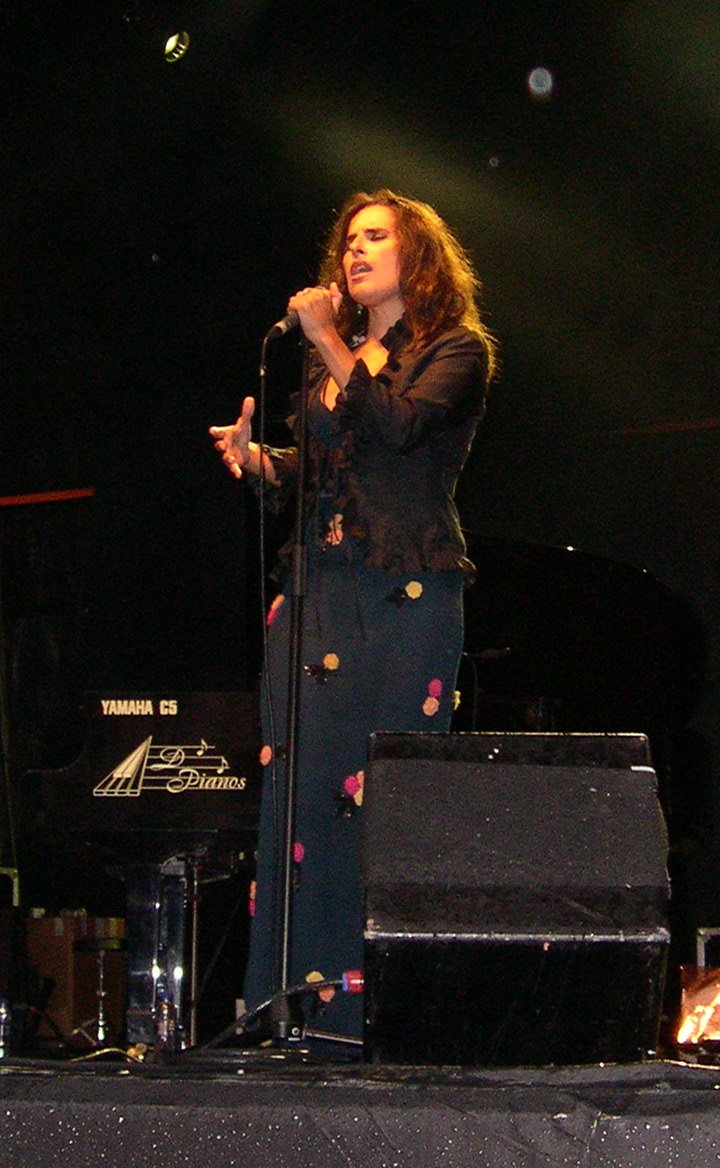
Cristina Branco

- Cristina Branco, portugiesische Fado-Sängerin
- Elisabeth Brück, deutsche Schauspielerin
- Stefan Bühling, deutscher Regisseur
- Murat Coşkun, deutscher Perkussionist
- Jenny Deimling, deutsche Schauspielerin
- Daniel Drewes, deutscher Schauspieler
- Karin de Fleyt, belgische Flötistin
- Marie-Therese Futterknecht, österreichische Schauspielerin
- Coumba Gawlo, Griot-Sängerin
- Martin Glade, deutscher Schauspieler
- Gerhard Greiner, österreichischer Schauspieler
- Ute Hannig, deutsche Schauspielerin
- Larry Keigwin, US-amerikanischer Tänzer, Choreograph und Tanzpädagoge
- Sebastian Kleiner, deutscher Skilangläufer
- Dieter Kraus, deutscher Saxophonist
- Oliver Kuhn, deutscher Journalist, Karikaturist und Buchautor
- Steve Lawson, britischer Musiker
- Melanie Manstein, deutsche Synchronsprecherin, Hörbuchsprecherin und Schauspielerin
- Hai-Ye Ni, chinesische Cellistin und Musikpädagogin
- Roman Nowocien, deutscher Kameramann
- Normen Odenthal, deutscher Journalist und Fernsehmoderator
- Miguel Abrantes Ostrowski, deutscher Schauspieler
- Sharon Dodua Otoo, britisch-deutsche Schriftstellerin, Publizistin und Aktivistin
- Jazze Pha, US-amerikanischer Rapper und Musikproduzent
- Katharina Pichler, österreichische Schauspielerin
- David Puderbaugh, US-amerikanischer Chordirigent, Musikpädagoge und -wissenschaftler
- Bettina Ratschew, österreichische Schauspielerin
- Arndt Reuning, deutscher Chemiker, Hörfunk- und Wissenschaftsjournalist
- Nele Rosetz, deutsche Schauspielerin
- Heiko Ruprecht, deutscher Schauspieler
- Arianna Savall, spanische Harfenistin und Sopranistin
- Christoph Schnee, deutscher Musiker, Schauspieler und Regisseur
- Shane Shanahan, US-amerikanischer Perkussionist
- Jannis Spengler, griechisch-deutscher Schauspieler
- Philipp von Steinaecker, deutscher Cellist und Dirigent
- Korbinian Strimmer, deutscher Mathematiker
- Ann-Cathrin Sudhoff, deutsche Schauspielerin
- Lhakpa Tsamchoe, indische Schauspielerin
- Julia Urban, deutsche Schauspielerin
- Cristian Vogel, britischer DJ, Komponist und Musikproduzent
- Sabine Waibel, österreichische Schauspielerin und Sprecherin
- Klaus Wannemacher, deutscher Germanist, Theologe und Hochschullehrer
- Christian Weber, Schweizer Kontrabassist
- Petra Winter, deutsche Archivarin und Historikerin
- Philipp Wolff, Vizepräsident des deutschen Bundesnachrichtendienstes

## Gestorben

### Januar
- 01. Januar: Rosario Arcidiacono, italienischer Schauspieler (* 1886)

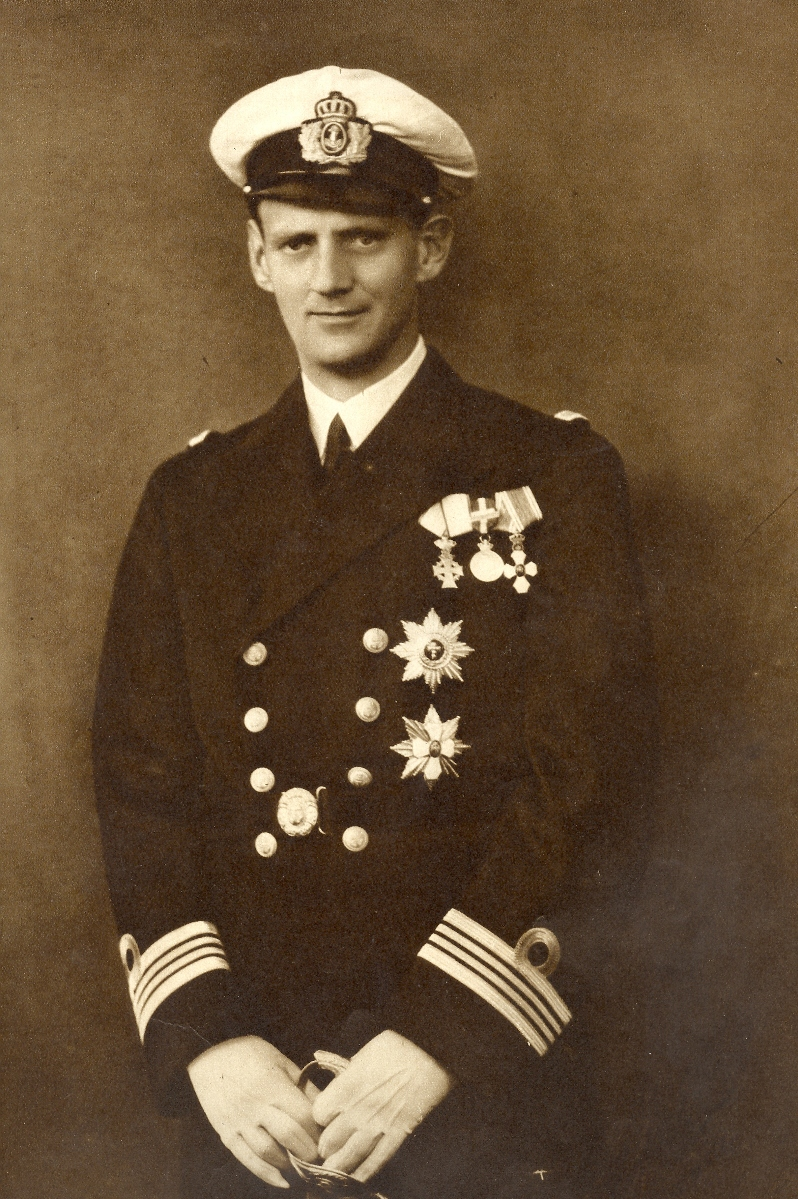
Friedrich IX. († 14. Januar)

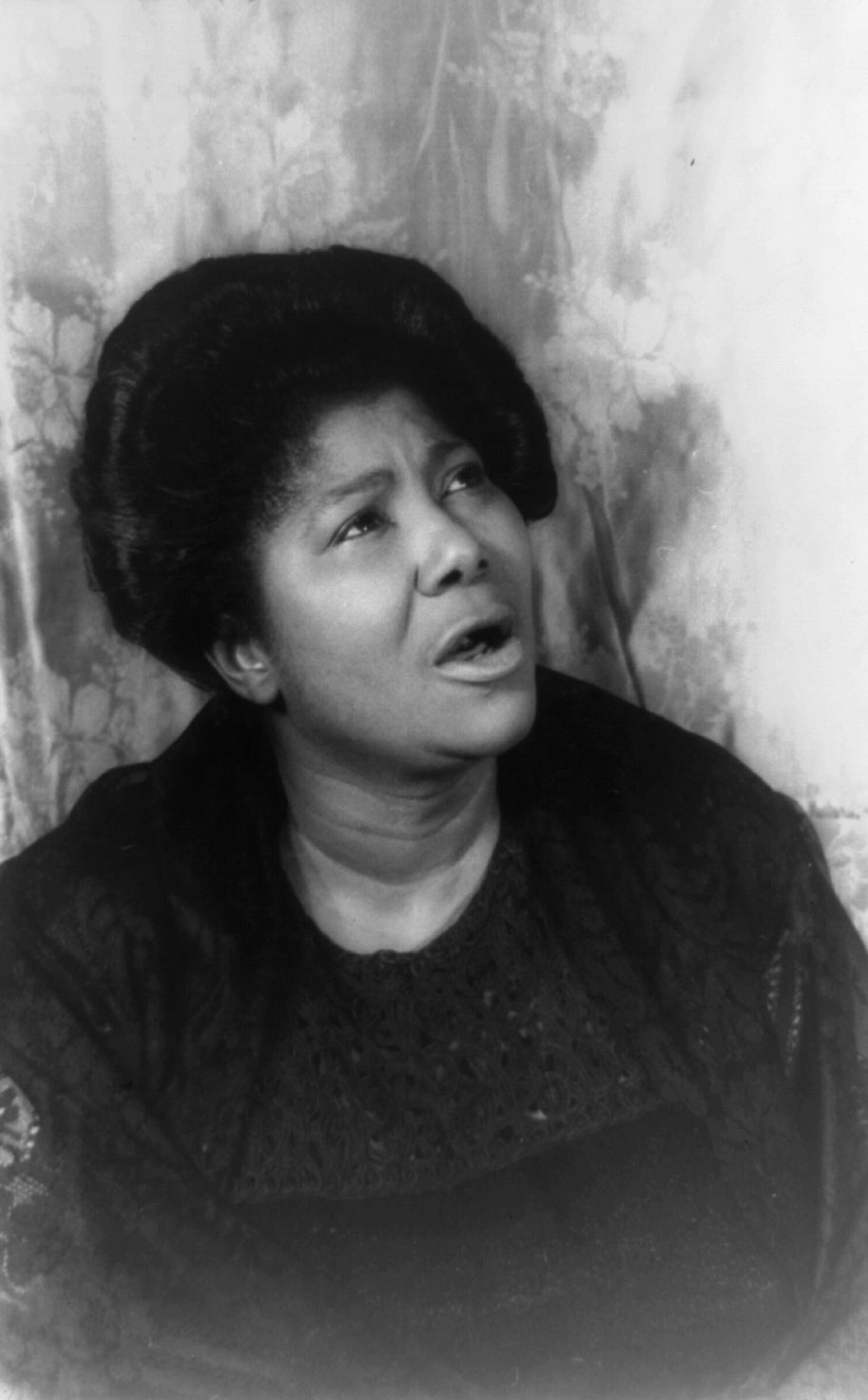
Mahalia Jackson († 27. Januar)

- 01. Januar: Eberhard Wolfgang Möller, deutscher Schriftsteller und Dramatiker (* 1906)
- 03. Januar: Elisabeth Schiemann, deutsche Botanikerin (* 1881)
- 06. Januar: Chen Yi, chinesischer Armeeführer und Politiker (* 1901)
- 07. Januar: Paul Humbert, Schweizer evangelischer Theologe, Hochschullehrer und Bibliothekar (* 1885)
- 07. Januar: Jacob Mangers, Oberhirte der katholischen Kirche in Norwegen (* 1889)
- 10. Januar: Sverre Jordan, norwegischer Komponist (* 1889)
- 13. Januar: Jack Ensley, US-amerikanischer Unternehmer und Automobilrennfahrer (* 1910)
- 14. Januar: Anna Maria Achenrainer, österreichische Schriftstellerin (* 1909)
- 14. Januar: Friedrich IX., König von Dänemark (* 1899)
- 14. Januar: Horst Assmy, deutscher Fußballspieler (* 1933)
- 16. Januar: David Seville, US-amerikanischer Sänger und Songschreiber (* 1919)
- 16. Januar: Teller Ammons, US-amerikanischer Politiker (* 1895)
- 17. Januar: Karl Gaul, deutscher Politiker (* 1889)
- 18. Januar: Bohumil Turek; tschechoslowakischer Motorrad- und Automobilrennfahrer (* 1901)
- 21. Januar: Wilhelm Armbrecht, deutscher Politiker (* 1898)
- 24. Januar: Gene Austin, US-amerikanischer Sänger und Songwriter (* 1900)
- 24. Januar: Robert Neufang, deutscher Politiker und Fußballfunktionär (* 1901)
- 25. Januar: Sophie Antoniadis, griechische Neogräzistin (* 1895)
- 25. Januar: Erhard Milch, Generalfeldmarschall im Dritten Reich (* 1892)
- 27. Januar: Richard Courant, deutscher Mathematiker (* 1888)
- 27. Januar: Georg Köhler, deutscher Fußballspieler und -trainer (* 1900)
- 27. Januar: Mahalia Jackson, US-amerikanische Gospelsängerin (* 1911)
- 28. Januar: Fritz Apelt, deutscher Politiker (* 1893)
- 28. Januar: Dino Buzzati, italienischer Schriftsteller (* 1906)
- 30. Januar: Karel Boleslav Jirák, tschechischer Komponist (* 1891)
- 31. Januar: Hans Breitensträter, Schwergewichtsboxer (* 1897)

### Februar
- 01. Februar: Karl Grünberg, deutscher Journalist und Schriftsteller (* 1891)
- 02. Februar: Natalie Clifford Barney, Begründerin eines Literarischen Salons (* 1876)
- 02. Februar: Arnold Hartig, sudetendeutscher Medailleur (* 1878)
- 03. Februar: Fritz Harkort, deutscher Volkskundler und Erzählforscher (* 1927)
- 05. Februar: Link Davis, US-amerikanischer Musiker (* 1914)
- 05. Februar: Marianne Moore, US-amerikanische Schriftstellerin (* 1887)
- 06. Februar: Boris Gawrilowitsch Schpitalny, sowjetischer Waffenkonstrukteur (* 1902)
- 07. Februar: Walter Lang, US-amerikanischer Filmregisseur (* 1896)

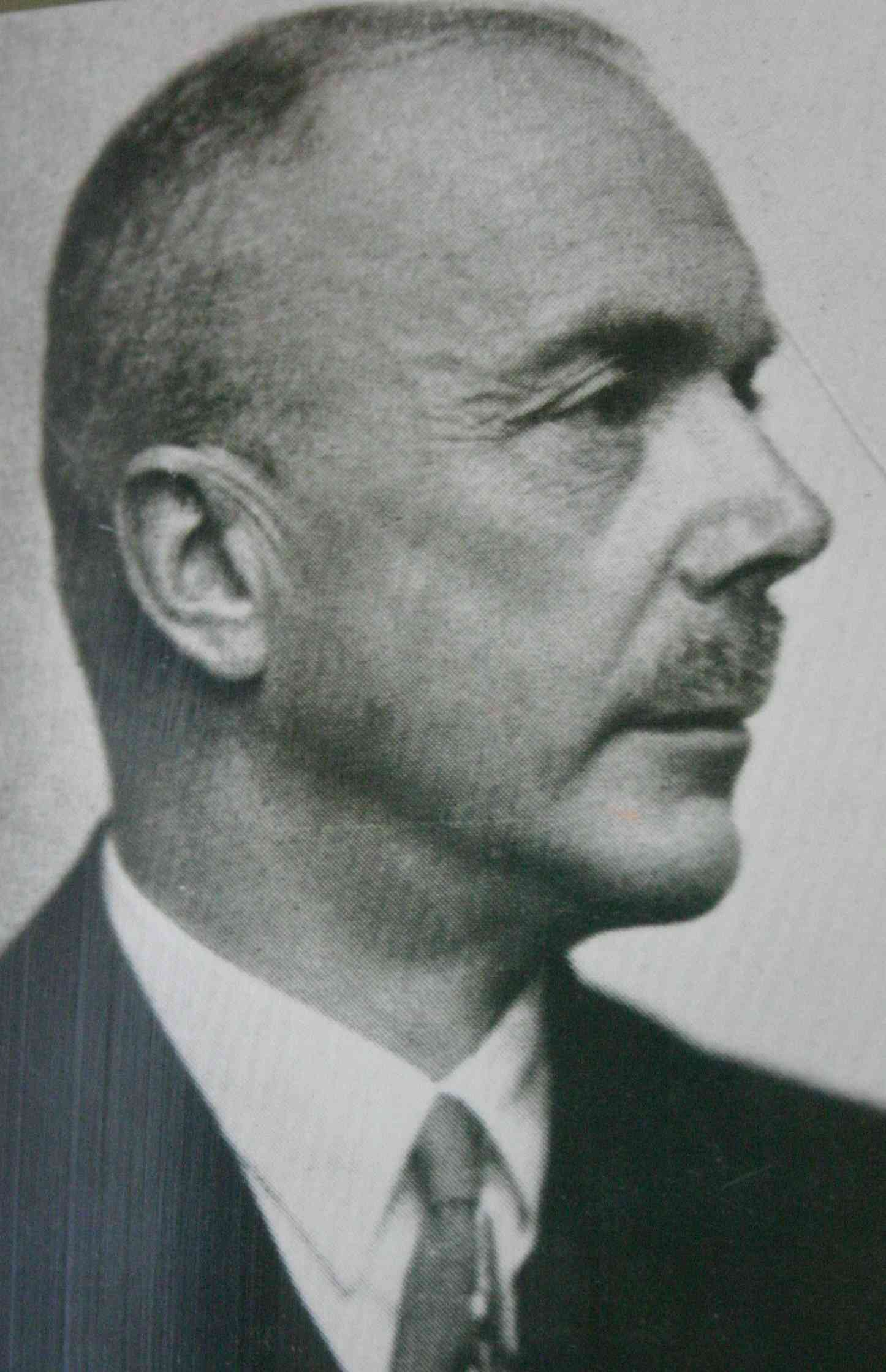
Walter von Sanden-Guja

- 07. Februar: Walter von Sanden-Guja, deutscher Schriftsteller, Naturforscher, Dichter (* 1888)
- 08. Februar: Markos Vamvakaris, griechischer Sänger, Komponist und Bouzouki-Interpret (* 1905)
- 09. Februar: Artur Wypochowicz, Antifaschist und Kommunalpolitiker (* 1893)
- 11. Februar: Marian Hemar, polnischer Dichter (* 1901)
- 15. Februar: Edgar Snow, US-amerikanischer Journalist und Chinakenner (* 1905)
- 16. Februar: Jakob Fischbacher, deutscher Politiker (* 1886)
- 18. Februar: Erwin Hinze, deutscher Politiker, Oberbürgermeister von Frankfurt (Oder) (* 1909)
- 19. Februar: Lee Morgan, Jazz-Trompeter, erschossen von seiner eifersüchtigen Ehefrau (* 1938)
- 20. Februar: Maria Goeppert-Mayer, deutsch-US-amerikanische Physikerin und Nobelpreisträgerin (* 1906)
- 20. Februar: Herbert Menges, englischer Komponist und Dirigent (* 1902)
- 21. Februar: Bronislava Nijinska, polnisch-russische Tänzerin, Choreografin und Tanzpädagogin (* 1891)
- 25. Februar: Gottfried Fuchs, deutscher Fußballspieler (* 1889)
- 27. Februar: Ivar Rooth, schwedischer Bankier (* 1888)
- 28. Februar: Victor Barna, ungarischer Tischtennisspieler (* 1911)
- 29. Februar: Josef Blaß, deutscher Ingenieur und Hochschullehrer (* 1901)
- 29. Februar: Violet Trefusis, britische Schriftstellerin (* 1894)

### März
- 01. März: Richard Epple, von der Polizei erschossener vermeintlicher RAF-Terrorist (* 1954)
- 01. März: Marianne Kneisel, US-amerikanische Geigerin und Musikpädagogin (* 1897)
- 02. März: Clifford Coffin, US-amerikanischer Fotograf (* 1913)
- 02. März: Robert Meyn, deutscher Schauspieler, Theaterintendant (* 1896)
- 02. März: Léo-Ernest Ouimet, kanadischer Kinodirektor, Filmverleiher und -produzent (* 1877)
- 02. März: Elmer Raguse, US-amerikanischer Tontechniker (* 1901)
- 02. März: Erna Sack, deutsche Sängerin (Sopran) (* 1898)
- 02. März: Thomas Weisbecker, Mitglied der „Bewegung 2. Juni“ (* 1949)
- 04. März: Georg Bergler, Professor für Betriebswirtschaftslehre (* 1900)
- 05. März: Helmut Körnig, deutscher Leichtathlet (* 1905)
- 07. März: Otto Griebel, deutscher Maler (* 1895)
- 08. März: Erich von dem Bach-Zelewski, SS-Obergruppenführer (* 1899)
- 08. März: Theodor Meyer, deutscher Mathematiker, Physiker und Lehrer (* 1882)
- 11. März: Ferdinand Friedensburg, deutscher Politiker (* 1886)
- 11. März: Martin Blank, deutscher Politiker (* 1897)
- 14. März: Linda Jones, US-amerikanische Soulsängerin (* 1944)
- 15. März: Philipp Lersch, deutscher Psychologe (* 1898)
- 16. März: Heinz Hanus, österreichischer Filmpionier (* 1882)
- 17. März: Francisco Javier Aguilar González, mexikanischer Botschafter (* 1895)
- 19. März: Paul Braess, deutscher Hochschullehrer (* 1904)
- 20. März: Gerhard Heid, deutscher Fußballtrainer (* um 1936)
- 20. März: Marilyn Maxwell, US-amerikanische Schauspielerin (* 1921)
- 20. März: Curt Proskauer, deutschamerikanischer Zahnarzt und Medizinhistoriker (* 1887)
- 23. März: Cristóbal Balenciaga, spanischer Modedesigner (* 1895)
- 27. März: M. C. Escher, niederländischer Künstler und Grafiker (* 1898)
- 27. März: Ricco Wassmer, Schweizer Maler (* 1915)
- 29. März: J. Arthur Rank, englischer Industrieller und Filmproduzent (* 1888)
- 30. März: Mahir Çayan, türkischer Revolutionär (* 1946)
- 30. März: Otto Stampfli, Schweizer Politiker (* 1894)
- 31. März: Ramon Iglésias Navarri, Bischof von Urgell und Co-Fürst von Andorra (* 1889)

### April

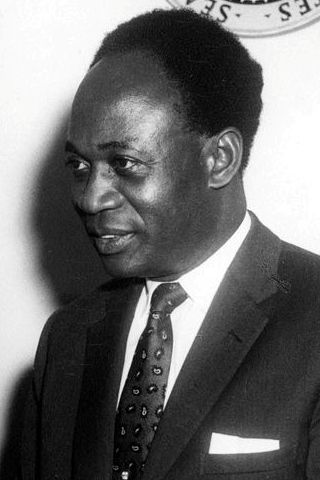
Kwame Nkrumah († 27. April)

- 01. April: Josef Ecker-Stadlmayr, österreichischer Politiker (* 1898)
- 01. April: Dora Puelma, chilenische Malerin (* 1898)
- 02. April: Franz Halder, deutscher General der Wehrmacht im Zweiten Weltkrieg (* 1884)
- 03. April: Ferde Grofé, US-amerikanischer Komponist, Arrangeur und Dirigent (* 1892)
- 03. April: Buford Ellington, amerikanischer Politiker, Gouverneur von Tennessee (* 1907)
- 04. April: Stefan Wolpe, deutscher Komponist (* 1902)
- 06. April: August Annist, estnischer Literaturwissenschaftler, Übersetzer, Folklorist und Lyriker (* 1899)
- 06. April: Heinrich Lübke, deutscher Politiker (* 1894)
- 07. April: Woodrow Stanley Lloyd, kanadischer Politiker (* 1913)
- 07. April: Günther Klotz, Oberbürgermeister von Karlsruhe (1952 bis 1970) (* 1911)
- 11. April: Solomon Aaron Berson, US-amerikanischer Mediziner (* 1918)
- 11. April: Iver Callø, Politiker der dänischen Minderheit in Südschleswig (* 1888)
- 11. April: Lucien Erb, französischer Automobilrennfahrer (* 1887)
- 12. April: C. W. Ceram, deutscher Journalist und Wissenschaftsautor (* 1915)
- 12. April: Ursula Vehrigs, deutsche Malerin (* 1893)
- 13. April: Alina de Silva, peruanische Sängerin und Schauspielerin (* 1898)
- 13. April: Jóhannes Sveinsson Kjarval, isländischer Maler (* 1885)
- 13. April: Elsie Wisdom, britische Automobilrennfahrerin (* 1904)
- 15. April: Frank Knight, US-amerikanischer Wirtschaftswissenschaftler (* 1885)
- 15. April: Otto Brenner, deutscher Gewerkschafter und ehemaliger Vorsitzender der IG Metall (* 1907)
- 16. April: Kawabata Yasunari, japanischer Schriftsteller und Literaturnobelpreisträger (* 1899)
- 16. April: Karl Lugmayer, österreichischer Volksbildner, Philosoph und Politiker (* 1892)
- 18. April: Gabriel Cusson, kanadischer Komponist und Musikpädagoge (* 1903)
- 18. April: Louis Kukenheim, niederländischer Romanist (* 1905)
- 18. April: Willi Lausen, deutscher Politiker (* 1901)
- 19. April: Adolf Bach, deutscher Germanist (* 1890)
- 23. April: Walter Czollek, Leiter des Verlages Volk und Welt in der DDR (* 1907)
- 23. April: Robert Nünighoff, Vorstandsmitglied der Hessischen Berg- und Hüttenwerke AG (* 1908)
- 24. April: Pem, deutsch-britischer Journalist und Schriftsteller (* 1901)
- 24. April: Rudolf Sang, deutscher Schauspieler, Regisseur und Theaterintendant (* 1900)
- 25. April: George Sanders, britischer Schauspieler und Oscarpreisträger (* 1906)
- 26. April: Johann Reichhart, letzter Scharfrichter Deutschlands (* 1893)
- 26. April: Arthur E. Summerfield, US-amerikanischer Politiker (* 1899)
- 26. April: Heinrich Vedder, deutscher evangelischer Missionar, Sprachforscher und Ethnologe (* 1876)
- 27. April: Kwame Nkrumah, ghanaischer Denker und Politiker, 1960–1966 Präsident Ghanas (* 1909)
- 27. April: Jóhannes úr Kötlum, isländischer Schriftsteller (* 1899)
- 28. April: Paulus af Uhr, schwedischer Generalmajor und Leichtathlet (* 1892)
- 28. April: Robert W. Upton, US-amerikanischer Politiker (* 1884)
- 29. April: Manfred Gurlitt, deutscher Autor und Komponist (* 1890)
- 29. April: Gotthard Neumann, deutscher Prähistoriker (* 1902)

### Mai

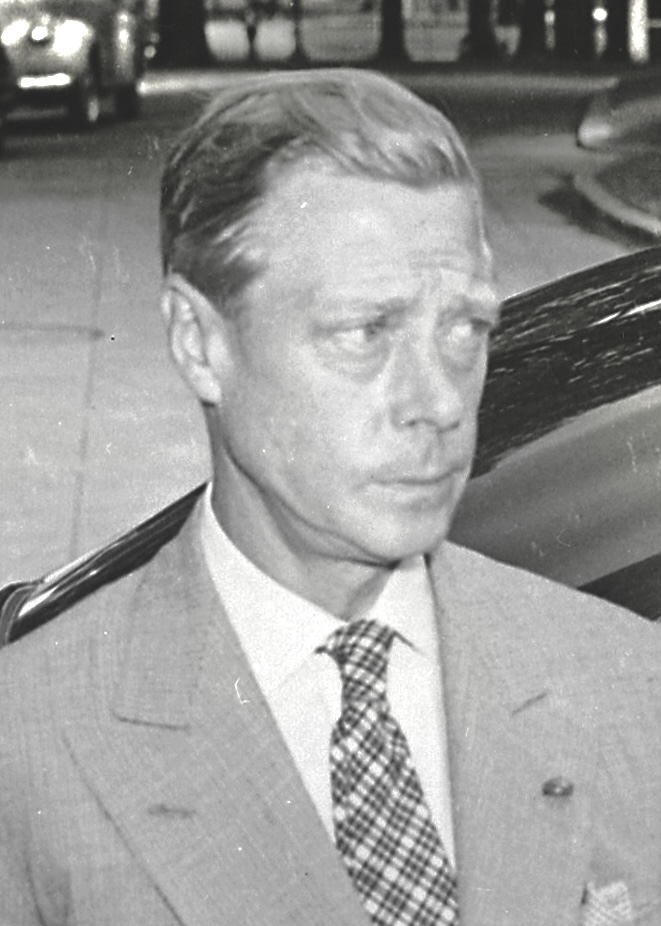
Eduard VIII. († 28. Mai)

- 01. Mai: Andor Mészáros, ungarisch-australischer Architekt, Bildhauer und Medailleur (* 1900)
- 02. Mai: Hugo Hartung, deutscher Schriftsteller (* 1902)
- 02. Mai: J. Edgar Hoover, Begründer und Direktor des Federal Bureau of Investigation (FBI) (* 1895)
- 03. Mai: Leslie Harvey, schottischer Rock-Gitarrist (* 1944)
- 04. Mai: Edward Calvin Kendall, US-amerikanischer Biochemiker und Nobelpreisträger (* 1886)
- 05. Mai: Gary Davis, einflussreicher Blues-Gitarrist (* 1896)
- 05. Mai: Hans Pemmer, österreichischer Heimatforscher und Lehrer (* 1886)
- 05. Mai: Fulbert Youlou, Präsident der Republik Kongo (* 1917)
- 06. Mai: Deniz Gezmiş, Mitglied der türkischen 68er-Bewegung (* 1947)
- 06. Mai: Alfred Jacobi, deutscher Generalleutnant (* 1884)
- 07. Mai: Lino Fayen, venezolanischer Unternehmer und Automobilrennfahrer (* 1925)
- 07. Mai: Ralph Eugene Meatyard, US-amerikanischer Fotograf (* 1925)
- 08. Mai: Alexander Graf Stenbock-Fermor, Autor und Widerstandskämpfer in der NS-Zeit (* 1902)
- 09. Mai: Michael Laßleben, deutscher Verleger (* 1899)
- 10. Mai: Giovanni Bertone, italienischer Karosseriebauer (* 1884)
- 12. Mai: Steve Ihnat, US-amerikanischer Schauspieler, Drehbuchautor und Regisseur (* 1934)
- 12. Mai: Marcel Mongin, französischer Automobilrennfahrer (* 1897)
- 13. Mai: Dan Blocker, US-amerikanischer Schauspieler (* 1928)
- 13. Mai: Werner Burri, Schweizer Keramiker (* 1898)
- 14. Mai: Theodor Blank, deutscher Politiker (* 1905)
- 18. Mai: Sidney Franklin, US-amerikanischer Regisseur und Filmproduzent (* 1893)
- 19. Mai: Eftimios Youakim, libanesischer Erzbischof (* 1886)
- 21. Mai: Camilio Mayer, deutscher Hochseilartist (* 1890)
- 22. Mai: Cecil Day-Lewis, Schriftsteller und Dichter (* 1904)
- 22. Mai: Fred Forbát, ungarisch-schwedischer Architekt, Stadtplaner und Maler (* 1897)
- 22. Mai: Margaret Rutherford, englische Schauspielerin (* 1892)
- 23. Mai: Paul Atzler, deutscher Jurist (* 1889)
- 25. Mai: Asta Nielsen, dänische Schauspielerin (* 1881)
- 27. Mai: José Garibi y Rivera, Erzbischof von Guadalajara und Kardinal (* 1889)
- 28. Mai: Eduard VIII., britischer König (* 1894)
- 29. Mai: Margaret Ruthven Lang, US-amerikanische Komponistin (* 1867)
- 30. Mai: Roberto Rey, chilenischer Schauspieler (* 1905)

### Juni
- 02. Juni: Ulvi Cemal Erkin, türkischer Komponist (* 1906)
- 07. Juni: Kurt Müller, deutscher Archäologe (* 1880)

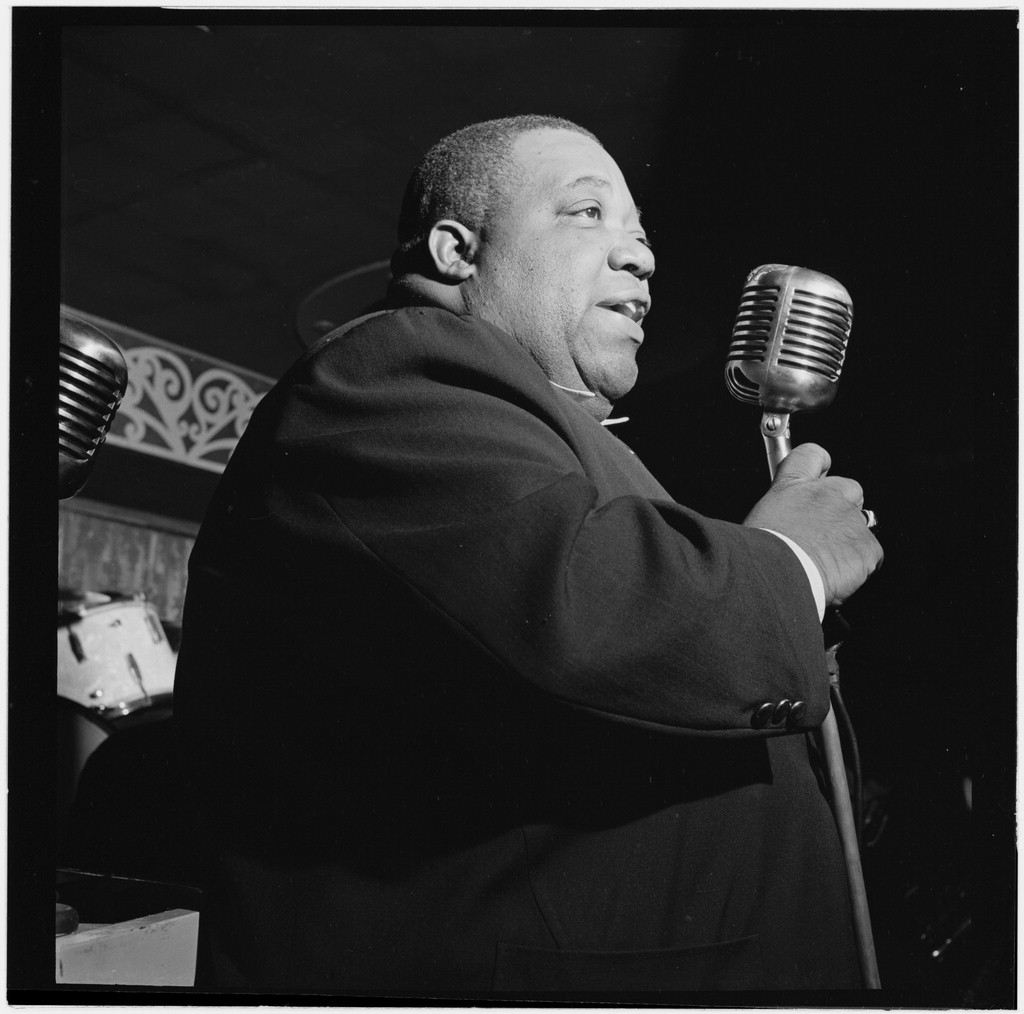
Jimmy Rushing

- 08. Juni: Jimmy Rushing, US-amerikanischer Blues- und Jazzsänger (* 1903)
- 11. Juni: Joakim Bonnier, schwedischer Sportwagen- und Formel-1-Rennfahrer (* 1930)
- 12. Juni: Ludwig von Bertalanffy, österreichischer Biologe und Naturforscher (* 1901)
- 12. Juni: Regina Kägi-Fuchsmann, Schweizer Frauenrechtlerin, Flüchtlingshelferin (* 1889)
- 13. Juni: Georg von Békésy, ungarisch-US-amerikanischer Physiker, Physiologe und Nobelpreisträger (* 1899)
- 14. Juni: Germaine Lebel, kanadische Sängerin (* 1894)
- 16. Juni: Pedro Biava Ramponi, kolumbianischer Komponist (* 1902)
- 18. Juni: Johann Jakob Nater der Jüngere, Schweizer Organist und Hochschullehrer (* 1878)
- 19. Juni: Helge Rosvaenge, dänischer Tenor (* 1897)
- 22. Juni: Elton Britt, US-amerikanischer Country-Musiker (* 1913)
- 22. Juni: Paul Czinner, Autor, Filmregisseur und -produzent (* 1890)
- 23. Juni: Carl Theodor Auen, deutscher Filmschauspieler (* 1892)
- 23. Juni: Werner Klingler, deutscher Schauspieler, Regisseur und Drehbuchautor (* 1903)
- 24. Juni: Hans Heyck, deutscher Dichter und Schriftsteller (* 1891)
- 25. Juni: Günther Simon, Filmschauspieler der DDR (* 1925)
- 26. Juni: Gertrud Kurz, Gründerin und Leiterin eines Schweizer Flüchtlingshilfswerkes (* 1890)
- 26. Juni: Wilhelm Schubert, deutscher Offizier (* 1879)
- 27. Juni: Cédia Brault, kanadische Sängerin (* 1894)
- 28. Juni: Eberhard Arlt, deutscher Funktionär (* 1905)
- 28. Juni: Prasanta Chandra Mahalanobis, indischer Physiker und Statistiker (* 1893)
- 29. Juni: Boby Lapointe, französischer Sänger (* 1922)
- 30. Juni: Erwin Anders, deutscher Kameramann (* 1908)

### Juli
- 02. Juli: Edmond Apéti, togoischer Fußballspieler (* 1946 oder 1947)
- 02. Juli: Felipe Pirela, venezolanischer Sänger (* 1941)
- 03. Juli: Gustav Hillard, deutscher Schriftsteller, Dramaturg und Kritiker (* 1881)
- 03. Juli: Fred McDowell, US-amerikanischer Blues-Musiker (* 1904)
- 06. Juli: Suzanne Grinberg, französische Anwältin (* 1888)
- 07. Juli: Athenagoras, Patriarch von Konstantinopel von 1948 bis 1972 (* 1886)
- 07. Juli: Talal, König von Jordanien (* 1909)
- 07. Juli: John Montgomery Dalton, US-amerikanischer Politiker (* 1900)
- 09. Juli: Willy Minz, Professor (* 1901)
- 09. Juli: Franz Pfender, deutscher Politiker (* 1899)
- 10. Juli: Lovie Austin; US-amerikanische Blues und Jazz-Pianistin, Arrangeurin und Komponistin (* 1887)
- 11. Juli: August Tiedtke, deutscher Karambolagespieler, 2-facher Weltmeister, Europameister und 31-facher Deutscher Meister (* 1913)
- 11. Juli: Georg Wagner, deutscher Geologe und Hochschullehrer (* 1885)
- 12. Juli: Konrad Grebe, deutscher Steiger und Erfinder (* 1907)
- 20. Juli: Friedrich Flick, deutscher Unternehmer (* 1883)
- 20. Juli: Geeta Dutt, indische Sängerin (* 1930)
- 21. Juli: Ralph Craig, US-amerikanischer Leichtathlet (* 1889)
- 22. Juli: Max Aub, spanischer Schriftsteller (* 1903)
- 23. Juli: George Alan Thomas, britischer Schach-, Badminton- und Tennisspieler (* 1881)
- 24. Juli: Cecil Wingfield Fiennes, britischer Peer und Autorennfahrer (* 1897)
- 24. Juli: Franz Schuster, österreichischer Architekt (* 1892)
- 25. Juli: Thomas Andresen, deutscher Politiker (* 1897)
- 26. Juli: Joop Boutmy, niederländischer Fußballspieler (* 1894)
- 27. Juli: Richard Nikolaus Graf von Coudenhove-Kalergi, deutscher Schriftsteller, Politiker, Gründer der Paneuropa-Union (* 1894)
- 31. Juli: Paul-Henri Spaak, belgischer Politiker und Staatsmann (* 1899)
- 31. Juli: Ernst Fischer, österreichischer Schriftsteller und Kommunist (* 1899)

### August
- 01. August: Pietro Ghersi, italienischer Automobil- und Motorradrennfahrer (* 1899)
- 02. August: Rudolph Ganz, Schweizer Komponist, Pianist und Dirigent (* 1877)
- 02. August: Ralph Maria Siegel, deutscher Komponist und Texter (* 1911)
- 02. August: Paul Goodman, US-amerikanischer Sozialphilosoph und Poet (* 1911)
- 09. August: Ernst von Salomon, deutscher Schriftsteller (* 1902)
- 11. August: Albrecht Aschoff, deutscher Politiker (* 1899)

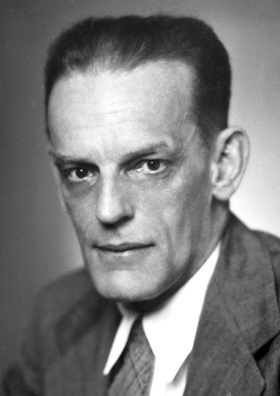
Max Theiler

- 11. August: Max Theiler, US-amerikanischer Biologe und Nobelpreisträger (* 1899)
- 13. August: Hans von Benda, deutscher Dirigent, Musikredakteur und Offizier (* 1888)
- 13. August: Ralph Tyler Smith, US-amerikanischer Politiker (* 1915)
- 14. August: Pierre Brasseur, französischer Schauspieler (* 1905)
- 14. August: Paolo Giobbe, Kardinal der römisch-katholischen Kirche (* 1880)
- 14. August: Jules Romains, französischer Schriftsteller (* 1885)
- 16. August: John Barnes Chance, US-amerikanischer Komponist (* 1932)
- 19. August: Leopold Reitz, deutscher Schriftsteller (* 1889)
- 19. August: Tony Taylor, australischer Vulkanologe (* 1917)
- 24. August: Don Byas, Jazz-Tenorsaxophon-Spieler (* 1912)
- 24. August: Georg Draheim, Professor für Wirtschaftswissenschaft (* 1903)
- 25. August: Juan Carlos Paz, argentinischer Komponist (* 1897)
- 25. August: Helmut Sündermann, deutscher Publizist (* 1911)
- 26. August: Francis Chichester, britischer Weltumsegler und Luftfahrer (* 1901)
- 26. August: Albert Hoffmann, deutscher Kaufmann und NS-Gauleiter (* 1907)
- 26. August: Dieter Spoerry, Schweizer Autorennfahrer (* 1937)
- 26. August: Oskar Wacker, deutscher Politiker (* 1898)
- 26. August: Wilhelm Webels, deutscher Arzt, Maler und Bildhauer (* 1896)
- 28. August: Wilhelm von Gloucester, Enkel von König Georg V. (* 1941)

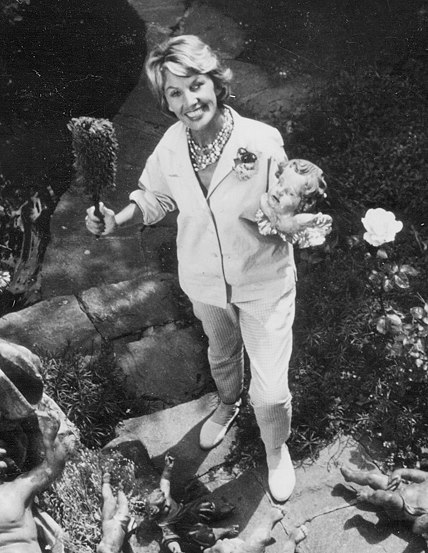
Lale Andersen, ca. 1951

- 29. August: Lale Andersen, deutsche Sängerin und Schauspielerin (* 1905)
- 29. August: Herta Ilk, deutsche Politikerin (* 1902)
- 30. August: Joseph Maria Lutz, deutscher Schriftsteller (* 1893)
- 31. August: Andrés Pardo Tovar, kolumbianischer Soziologe, Musikethnologe und Folklorist (* 1911)

### September
- 01. September: May Frances Aufderheide Kaufman, US-amerikanische Ragtimekomponistin (* 1888)
- 02. September: John Hutchinson, britischer Botaniker (* 1884)
- 03. September: Hans Georg Calmeyer, Rechtsanwalt, Retter vieler Juden in der NS-Zeit (* 1903)
- 03. September: Karl Golikow, deutscher Bergsteiger (* 1935)
- 04. September: Stanisław Milski, polnischer Schauspieler und Regisseur (* 1897)
- 05. September: Anton Fliegerbauer, deutscher Polizist und Attentatsopfer (* 1940)
- 05. September: Josef Romano, israelischer Gewichtheber und Attentatsopfer (* 1940)
- 05. September: Mosche Weinberg, israelischer Ringertrainer und Attentatsopfer (* 1939)
- 06. September: David Mark Berger, US-amerikanisch-israelischer Gewichtheber und Attentatsopfer (* 1944)
- 06. September: Ze'ev Friedman, israelischer Gewichtheber und Attentatsopfer (* 1944)
- 06. September: Yossef Gutfreund, israelischer Kampfrichter und Attentatsopfer (* 1931)
- 06. September: Eliezer Halfin, israelischer Ringer und Attentatsopfer (* 1948)
- 06. September: Marguerite Pichon-Landry, französische Feministin (* 1877)
- 06. September: Amitzur Schapira, israelischer Leichtathletiktrainer und Attentatsopfer (* 1932)
- 06. September: Kehat Shorr, israelischer Sportschützentrainer und Attentatsopfer (* 1919)
- 06. September: Mark Slavin, israelischer Ringer und Attentatsopfer (* 1954)
- 06. September: André Spitzer, israelischer Fechttrainer und Attentatsopfer (* 1945)
- 06. September: Yakov Springer, israelischer Kampfrichter und Attentatsopfer (* 1921)
- 08. September: Isidor Alfred Amreich, österreichischer Gynäkologe (* 1885)
- 12. September: William Boyd, US-amerikanischer Schauspieler (* 1895)

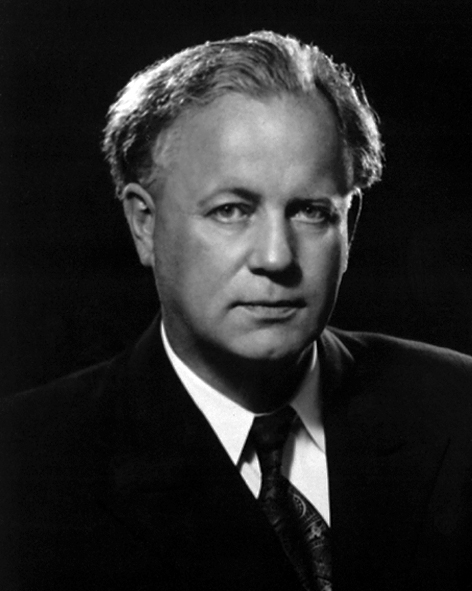
Ásgeir Ásgeirsson

- 15. September: Ásgeir Ásgeirsson, zweiter Präsident von Island (* 1894)
- 17. September: Lloyd Stark, US-amerikanischer Politiker (* 1886)
- 19. September: Robert Casadesus, französischer Pianist (* 1899)
- 21. September: Henry de Montherlant, französischer Schriftsteller (* 1895)
- 22. September: Benedicto Kiwanuka, ugandischer Politiker (* 1922)
- 23. September: Theodor M. Auer, deutscher Diplomat (* 1899)
- 23. September: Emilio Azcárraga Vidaurreta, mexikanischer Medienunternehme (* 1895)
- 23. September: Gerard Boedijn, niederländischer Komponist und Lehrer (* 1893)
- 24. September: Karl Ledersteger, Geodät (* 1900)
- 25. September: Alejandra Pizarnik, argentinische Dichterin (* 1936)
- 27. September: Rory Storm, britischer Rockmusiker, Sänger (* 1938)
- 27. September: S. R. Ranganathan, indischer Mathematiker und Bibliothekar (* 1892)
- 28. September: Erich Przywara, Theologe und Religionsphilosoph (* 1889)
- 28. September: Paul Richter, deutscher Kunstmaler und Illustrator (* 1874)
- 29. September: Armand Schulthess, Schweizer Objekt- und Textkünstler (* 1901)
- 30. September: Edgar G. Ulmer, US-amerikanischer Filmregisseur (* 1904)

### Oktober
- 01. Oktober: Kurt Hiller, deutscher Schriftsteller und Publizist (* 1885)
- 01. Oktober: Louis Leakey, Paläoanthropologe (* 1903)
- 02. Oktober: Gert Andreae, deutscher Schauspieler (* 1927)
- 07. Oktober: Roland Pièce, Schweizer Funk- und Radiopionier (* 1897)
- 07. Oktober: Josef Schüttler, deutscher Politiker (* 1902)

Prescott Bush

- 08. Oktober: Prescott Bush, US-amerikanischer Senator von Connecticut (* 1895)
- 09. Oktober: Inger Karén, erste Altistin an der Staatsoper Dresden (* 1908)
- 10. Oktober: Kenneth Essex Edgeworth, irischer Astronom (* 1880)
- 10. Oktober: Tom Stewart, US-amerikanischer Jurist und Politiker (* 1892)
- 13. Oktober: Herman Andrew Affel, US-amerikanischer Elektrotechniker, Miterfinder des Koaxialkabels (* 1893)
- 14. Oktober: Maria Elisabeth Ammann, deutsche Wohlfahrtspflegerin (* 1900)
- 16. Oktober: Hale Boggs, US-amerikanischer Politiker und Mitglied der Warren-Kommission (* 1914)
- 16. Oktober: Leo G. Carroll, britischer Schauspieler (* 1886)
- 16. Oktober: Henri Stoffel, französischer Automobilrennfahrer (* 1883)
- 16. Oktober: Abdel Wael Zwaiter, Übersetzer, Repräsentant der PLO in Rom (* 1934)
- 17. Oktober: Richard Böhmig, deutscher Mediziner und Hochschullehrer (* 1898)
- 17. Oktober: Günter Neumann, deutscher Komponist, Autor und Kabarettist (* 1913)
- 19. Oktober: Said ibn Taimur, Sultan von Maskat und Oman (* 1910)
- 20. Oktober: Harlow Shapley, US-amerikanischer Astronom (* 1885)
- 20. Oktober: Max Ziervogel, deutscher General (* 1893)
- 23. Oktober: Dave Simmonds, britischer Motorradrennfahrer (* 1939)
- 25. Oktober: Doyle Carlton, US-amerikanischer Politiker (* 1885)
- 25. Oktober: Johnny Mantz, US-amerikanischer Automobilrennfahrer (* 1918)
- 26. Oktober: Igor Sikorski, ukrainisch-amerikanischer Luftfahrtpionier (* 1889)
- 28. Oktober: Mitchell Leisen, US-amerikanischer Regisseur, Schauspieler, Produzent und Kostümdesigner (* 1898)
- 29. Oktober: Laura Rodig, chilenische Malerin und Bildhauerin (* 1901)
- 30. Oktober: Silvio Sganzini, Schweizer Sprachwissenschaftler und Kulturhistoriker (* 1898)
- 31. Oktober: Lee Bartlett, US-amerikanischer Speerwerfer (* 1907)

### November
- 05. November: Lubor Bárta, tschechischer Komponist (* 1928)
- 06. November: Edward V. Long, US-amerikanischer Politiker (* 1908)
- 06. November: Heinz Spundflasche, deutscher Fußballspieler (* 1919)
- 09. November: Max Hommel, Präsident der Eidgenössischen Bankenkommission (* 1902)
- 11. November: Erich Kaufmann, Staatsrechtler (* 1880)
- 11. November: Paul Schmitthenner, deutscher Architekt und Hochschullehrer (* 1884)
- 12. November: Tommy Wisdom, britischer Automobilrennfahrer und Journalist (* 1906)
- 13. November: Arnold Jackson, britischer Leichtathlet und Olympiasieger (* 1891)
- 14. November: Betty Astor, deutsche Filmschauspielerin (* 1902)

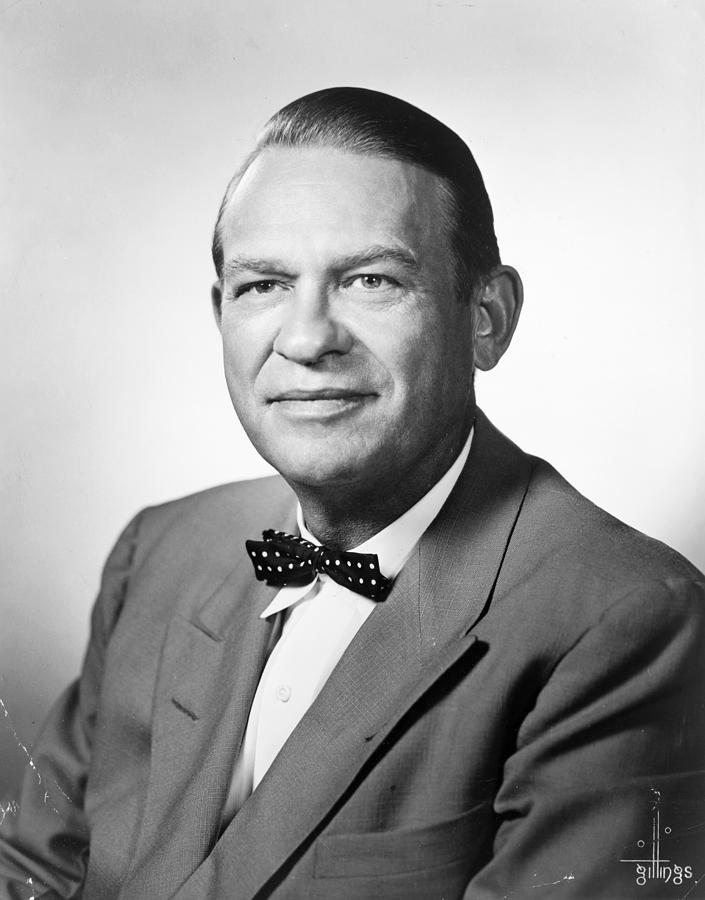
Martin Dies Jr.

- 14. November: Martin Dies junior, US-amerikanischer Politiker (* 1900)
- 15. November: William Ross Ashby, britischer Psychiater und Pionier in der Kybernetik (* 1903)
- 16. November: Ulysse Paquin, kanadischer Sänger (* 1885)
- 16. November: Andrei Paschtschenko, russischer Komponist (* 1885)
- 17. November: Pierre Apestéguy, französischer Schriftsteller (* 1902)
- 17. November: Eugène Minkowski, russisch-französischer Psychiater (* 1885)
- 18. November: Stanislaus Kobierski, deutscher Fußballspieler (* 1910)
- 18. November: Segundo Luis Moreno, ecuadorianischer Komponist (* 1882)
- 20. November: Erwin Stresemann, deutscher Ornithologe (* 1889)
- 20. November: Ennio Flaiano, italienischer Schriftsteller (* 1910)
- 21. November: Karel Hába, tschechischer Komponist (* 1898)
- 23. November: Juan Pulido, spanischer Sänger und Schauspieler (* 1891)
- 24. November: Mani Matter, Schweizer Mundart-Liedermacher und Jurist (* 1936)
- 25. November: Hans Scharoun, deutscher Architekt (* 1893)
- 25. November: Henri Marie Coandă, Physiker und Aerodynamiker (* 1886)

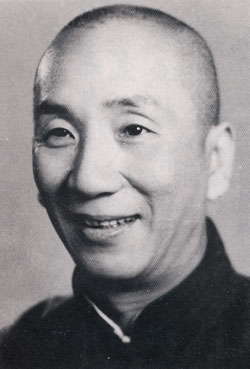
Yip Man

- 27. November: Victor Eftimiu, rumänischer Schriftsteller (* 1889)
- 27. November: Paul Haefelin, Schweizer Jurist und Politiker (* 1889)
- 27. November: Willi Richter, deutscher Politiker (* 1894)
- 28. November: Havergal Brian, englischer Komponist (* 1876)
- 30. November: Hans Erich Apostel, Komponist und Vertreter der Zweiten Wiener Schule (* 1901)
- 30. November: Johann Josef Demmel, Bischof der Alt-katholischen Kirche in Deutschland (* 1890)
- 30. November: Neil H. McElroy, US-amerikanischer Politiker (* 1904)

### Dezember

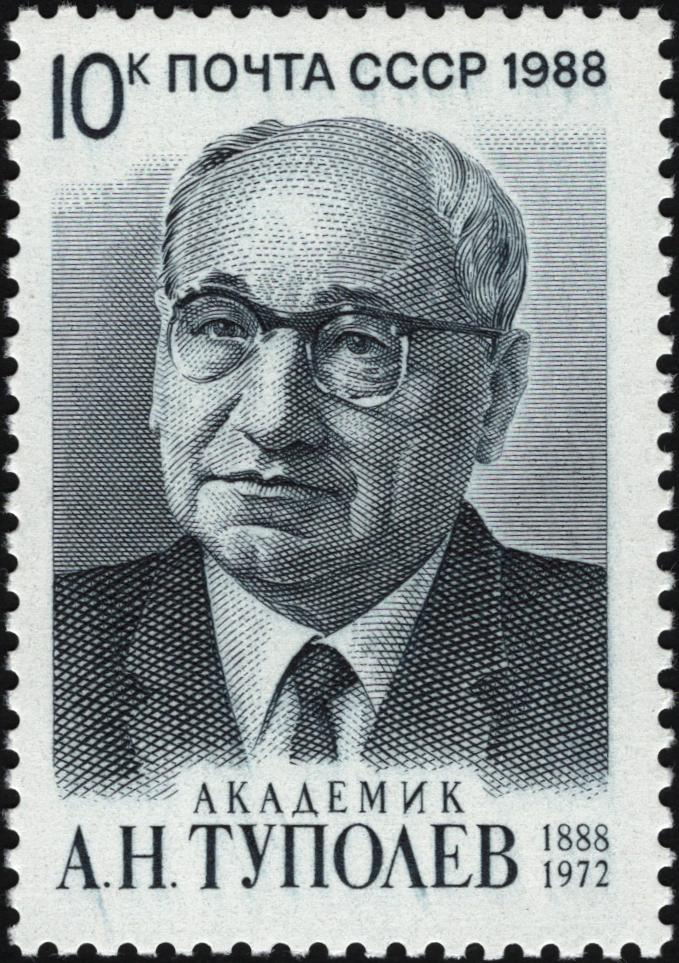
Andrei Nikolajewitsch Tupolew

- 01. Dezember: Antonio Segni, italienischer Politiker (* 1891)
- 02. Dezember: Wassili Luckhardt, deutscher Architekt (* 1889)
- 02. Dezember: Yip Man, Wing-Chun-Großmeister (* 1893)
- 03. Dezember: Frederick Lee Hisaw, US-amerikanischer Zoologe und Endokrinologe (* 1891)
- 04. Dezember: Mikalaj Aladau, belarussischer Komponist (* 1890)
- 04. Dezember: Arnold Fischer, deutscher Politiker (* 1898)
- 06. Dezember: Paul Weyland, deutscher Hochstapler und nationalistischer Agitator (* 1888)
- 07. Dezember: Humberto Mariles Cortés, mexikanischer Oberst und Spring- und Vielseitigkeitsreiter (* 1913)
- 09. Dezember: William Dieterle, deutscher Filmregisseur und Schauspieler (* 1893)
- 12. Dezember: Johanna Magerfleisch, deutsche Malerin (* 1883)
- 13. Dezember: Robert Laly, französischer Automobilrennfahrer (* 1887)
- 15. Dezember: Wolfgang Jacobi, deutscher Komponist und Musikpädagoge jüdischer Herkunft (* 1894)
- 17. Dezember: Peter Tobaben, deutscher Politiker (* 1905)
- 18. Dezember: Neilia Hunter Biden, US-amerikanische Lehrerin und erste Ehefrau Joe Bidens (* 1942)
- 18. Dezember: Elise Aylen Scott, kanadische Schriftstellerin (* 1904)
- 20. Dezember: Günter Eich, deutschen Lyriker und Hörspielautor (* 1907)
- 20. Dezember: René del Risco Bermúdez, dominikanischer Schriftsteller (* 1937)
- 21. Dezember: Paul Hausser, Schöpfer und Initiator der Waffen-SS (* 1880)
- 23. Dezember: Adolf Armbruster, deutscher Landwirt (* 1890)
- 23. Dezember: Charles Atlas, italoamerikanischer Bodybuilder (* 1892)
- 23. Dezember: Andrei Tupolew, russischer Flugzeugkonstrukteur (* 1888)
- 24. Dezember: César Geoffray, französischer Komponist und Chorleiter (* 1901)
- 24. Dezember: Ernst Kreuder, deutscher Schriftsteller (* 1903)
- 26. Dezember: Frank Curtis, britischer Autorennfahrer (* 1912)

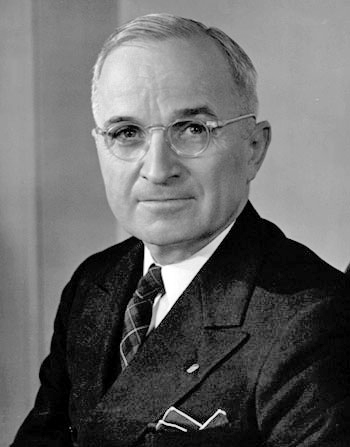
Harry S. Truman

- 26. Dezember: Harry S. Truman, US-amerikanischer Politiker, 33. Präsident der USA (* 1884)
- 27. Dezember: Lester Pearson, kanadischer Politiker und Friedensnobelpreisträger (* 1897)
- 29. Dezember: Joseph Cornell, US-amerikanischer Bildhauer, Maler und Experimentalfilmer (* 1903)
- 29. Dezember: Henri Armand, französischer Autorennfahrer (* 1894)
- 29. Dezember: Curth Georg Becker, deutscher Maler und Graphiker (* 1904)

### Tag unbekannt
- Guiscardo Améndola, uruguayischer bildender Künstler und Maler (* 1906)
- Willie „61“ Blackwell, US-amerikanischer Bluesmusiker (* 1905)
- Douglas Cameron, englischer Cellist und Musikpädagoge (* 1902)
- Auguste Le Guennant, französischer Organist, Komponist und Musikpädagoge (* 1881)
- Arthur Kolnik, galizisch-jüdischer Illustrator und Maler (* 1890)
- Juan López Sánchez, spanischer Syndikalist und Politiker (* 1900)
- Earl Songer, US-amerikanischer Country-Musiker (* 1916)
- Willy Zick, deutscher Jagdflieger, Motorradrennfahrer und Unternehmer (* 1895)